# Zwickau

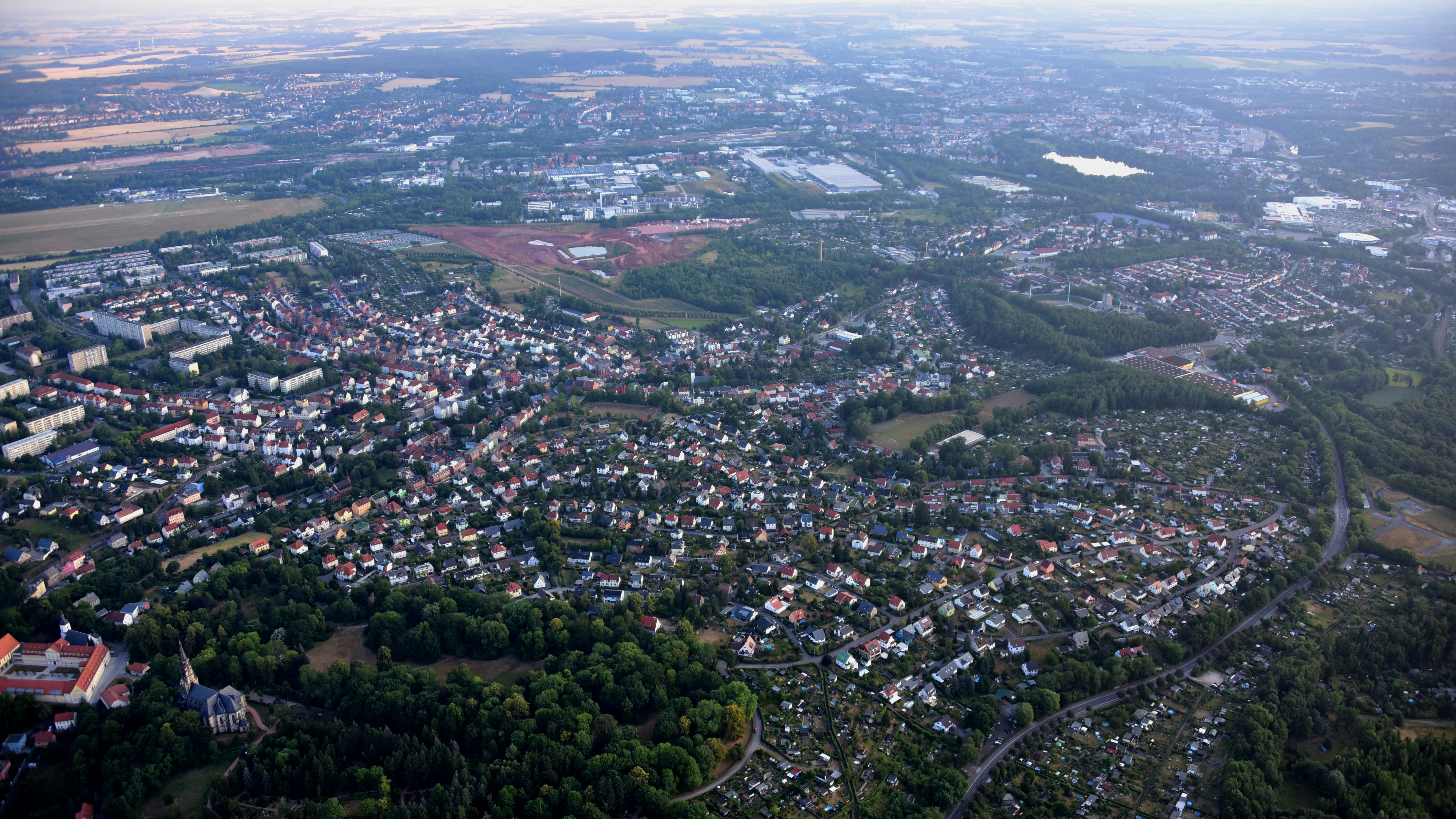
Zwickau, Luftaufnahme (2018)

Zwickau (obersorbisch Šwikawa, tschechisch Cvikov oder Zvíkov) ist mit knapp 88.000 Einwohnern die viertgrößte Stadt in Sachsen und ein Oberzentrum im südwestlichen Teil des Landes.
Ein Gebiet mit der Bezeichnung territorium Zcwickaw wurde erstmals 1118 erwähnt. Nahezu 800 Jahre lang wurde hier und in der umliegenden Region Steinkohle abgebaut. Die Stadt entwickelte sich dadurch zum Zentrum des Zwickauer Steinkohlenreviers. Als bis 1806 kurfürstliche Stadt war Zwickau im Königreich Sachsen seit 1834/1835 Kreisdirektionssitz, ab 1874 Sitz der Kreishauptmannschaft (nach 1939 Regierungsbezirk Zwickau) und wurde 1907 eine kreisfreie Stadt. Im Zuge des Totalumbaus der Verwaltungsstrukturen zur Durchsetzung des Prinzips des sogenannten demokratischen Zentralismus in der DDR verlor Zwickau 1952 seinen seit 1834 währenden Rang als Bezirksregierungssitz und wurde Teil des Bezirkes Karl-Marx-Stadt (bis 1953 Bezirk Chemnitz). Seit 2008 ist Zwickau nicht mehr kreisfrei; die Stadt wurde in den neu gebildeten Landkreis Zwickau eingegliedert.
Die Stadt ist Gründungsmitglied der Metropolregion Mitteldeutschland und Teil des Ballungsraums Chemnitz-Zwickau. Hier hat auch die Verwaltung des vorgenannten Landkreises ihren Sitz. Durch die seit 2000 zunehmende Urbanisierung der städtischen Randgebiete wächst die flächenmäßige Ausdehnung der Stadt, die mittlerweile das Tal der Zwickauer Mulde größtenteils überdeckt. 
Die bei Automobilisten beliebte, landschaftlich reizvolle und mit vielen kulturellen und historischen Sehenswürdigkeiten ausgestattete Touristikroute der Sächsisch-Böhmischen Silberstraße verbindet, dem Verlauf des Erzgebirges in östlicher Richtung folgend, die alte Bergstadt Zwickau mit der Landeshauptstadt Dresden.
Zwickau ist eine Wiege der deutschen Automobilindustrie. Die mehr als hundertjährige Tradition in der Automobilherstellung in Zwickau begann Anfang des 20. Jahrhunderts mit der Gründung der Werke von Horch (1904) bzw. Audi (1909/1910), die in den 1930er und 1940er Jahren von der Auto Union AG und während der DDR-Zeit von den Sachsenring-Werken weitergeführt wurde. Nach dem Ende der Teilung Deutschlands gründete die Volkswagen AG im heutigen Zwickauer Stadtteil Mosel eines der größten Unternehmen der neuen Bundesländer, die Volkswagen Sachsen GmbH, die diese Automobilbau-Tradition weiterführt.
1810 wurde hier der Komponist der Romantik Robert Schumann geboren. Die Stadt wird daher Automobil- und Robert-Schumann-Stadt genannt. Darüber hinaus erhielt sie am 21. April 2016 den Titel „Reformationsstadt Europas“.
Das August-Horch-Museum, die Westsächsische Hochschule Zwickau, das Robert-Schumann-Konservatorium und das Theater Plauen-Zwickau sind überregional bedeutende Kultur- und Bildungseinrichtungen.

## Geographie und Geologie

### Geographische Lage
Das westsächsische Zwickau liegt in einer weiten Talaue der Zwickauer Mulde und kleinerer Zuflüsse am Rande des Westerzgebirges und des sächsischen Vogtlandes. Diese nimmt flächenmäßig einen Teil des Naturraums im Erzgebirgsbecken ein, das dem Verlauf der Zwickauer Mulde folgt. Das Stadtzentrum liegt mit einer geographischen Höhe von 267 m ü. NN unweit des Westufers der Zwickauer Mulde. Unmittelbar gegenüber, am Ostufer, erhebt sich steil der Brückenberg mit aus dem Mittelalter herrührenden Bergkellern. Im Osten liegt vor den Toren der Stadt Mülsen, Sachsens längste Gemeinde. Im Westen beherrscht nach sanftem Anstieg in Richtung zur angrenzenden Stadt Werdau der Windberg (350 m ü. NN) das Panorama. Daran anschließend befindet sich in Richtung Norden der größtenteils aus Mischwald bestehende Zwickauer Stadtwald und Waldpark Weißenborner Wald. Im Norden dehnt sich das Stadtgebiet über die breite, fruchtbare Talaue der Zwickauer Mulde in Richtung Crimmitschau, Meerane und Glauchau aus, wo unweit hinter dem Volkswagenwerk im Ortsteil Mosel die Stadtgrenze verläuft. Flussaufwärts hat Zwickau im Süden eine gemeinsame Grenze mit der Stadt Wilkau-Haßlau. Südwestlich erhebt sich vom Tal der Zwickauer Mulde ausgehend der Stadtteil Zwickau-Planitz, dessen markanteste Bauwerke die zum Planitzer Schlossensemble gehörende Lukaskirche und der nahe am SOS-Kinderdorf liegende Oberplanitzer Wasserturm sind. Weitere, die Stadt umgebende höchste Erhebungen sind der Kreuzberg (398 m), der Fernblick (377 m), die Alexanderhöhe (362 m), der Krähenhügel (360 m) und der Kuhberg (358 m). Die Stadtausdehnung beträgt in Nord-Süd-Richtung etwa 20 Kilometer und in Ost-West-Richtung etwa 11 Kilometer.

### Hydrographie
Das sich westlich der Zwickauer Mulde erstreckende Stadtgebiet bildet größtenteils eine nach Osten einfallende Fläche, die von einigen Bachläufen durchzogen ist (von N nach S): Moseler Bach, Oberrothenbacher Bach, Wüster Grund, Weißenborner Bach, Marienthaler Bach, Brander Bach, Mittelgrundbach, Moritzbach, Galgengrundbach, Planitzbach, Plotzschbach, Rottmannsdorfer Bach und Culitzschbach. Die Höhen am Westrand des Stadtgebietes, wo die Quellgebiete der meisten dieser Bäche liegen, bilden die Wasserscheide für die Einzugsgebiete der Pleiße und der Zwickauer Mulde. Das Stadtgebiet östlich der Zwickauer Mulde ist ebenso von mehreren kleinen Wasserläufen durchzogen (von N nach S): Mülsenbach, Wulmer Bach, Schweppendorfer Bach, Auerbacher Bach, Eckersbacher Bach, Knappengrundbach, Pöhlauer Bach, Reinsdorfer Bach und Schmelzbach. Die geringen Niederschläge von rund 615 mm im Jahresdurchschnitt werden durch den Regenschatten des Erzgebirges und weitere Mittelgebirge verursacht.

### Geologie

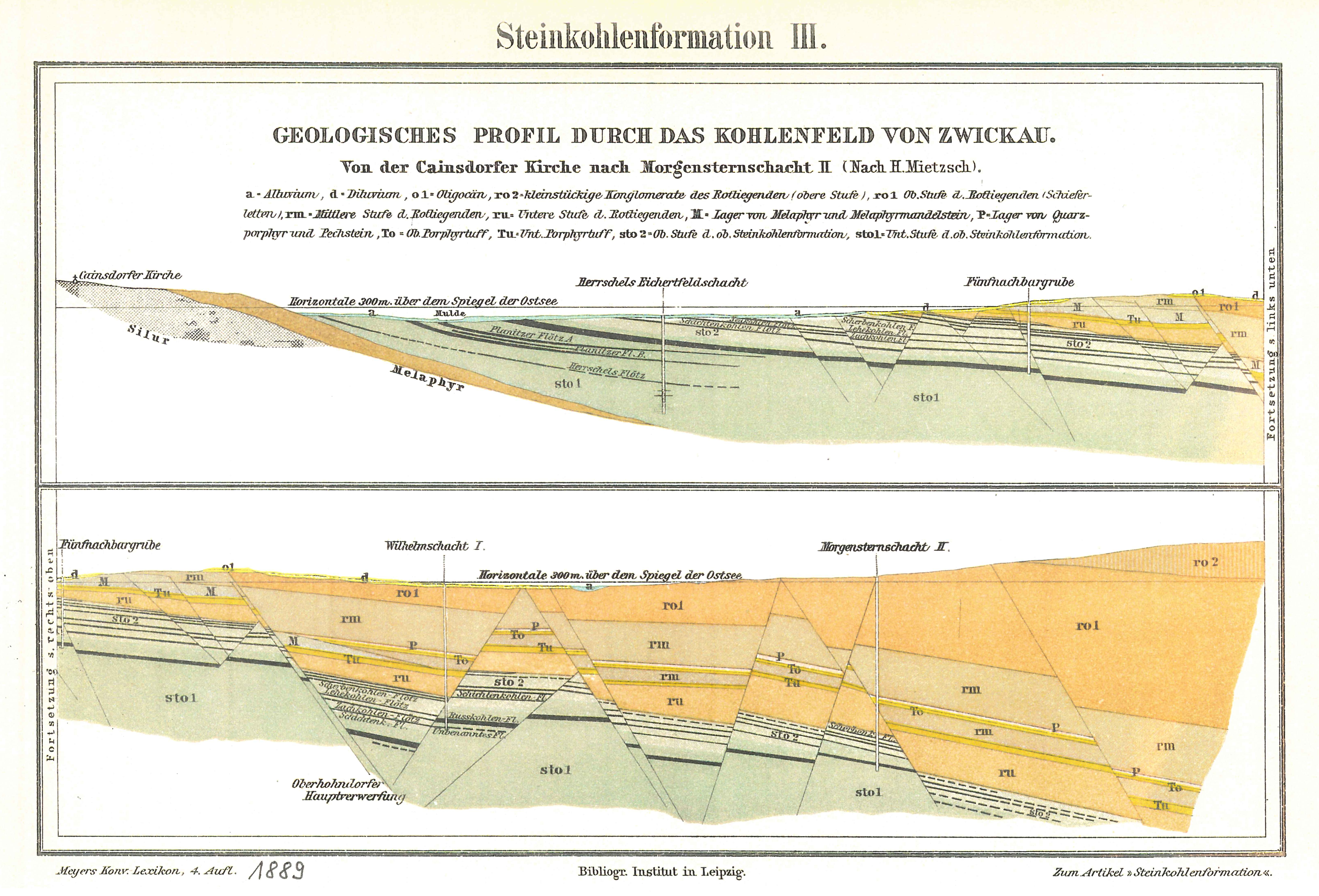
Geologisches Profil des Zwickauer Steinkohlenreviers (1885–1890)

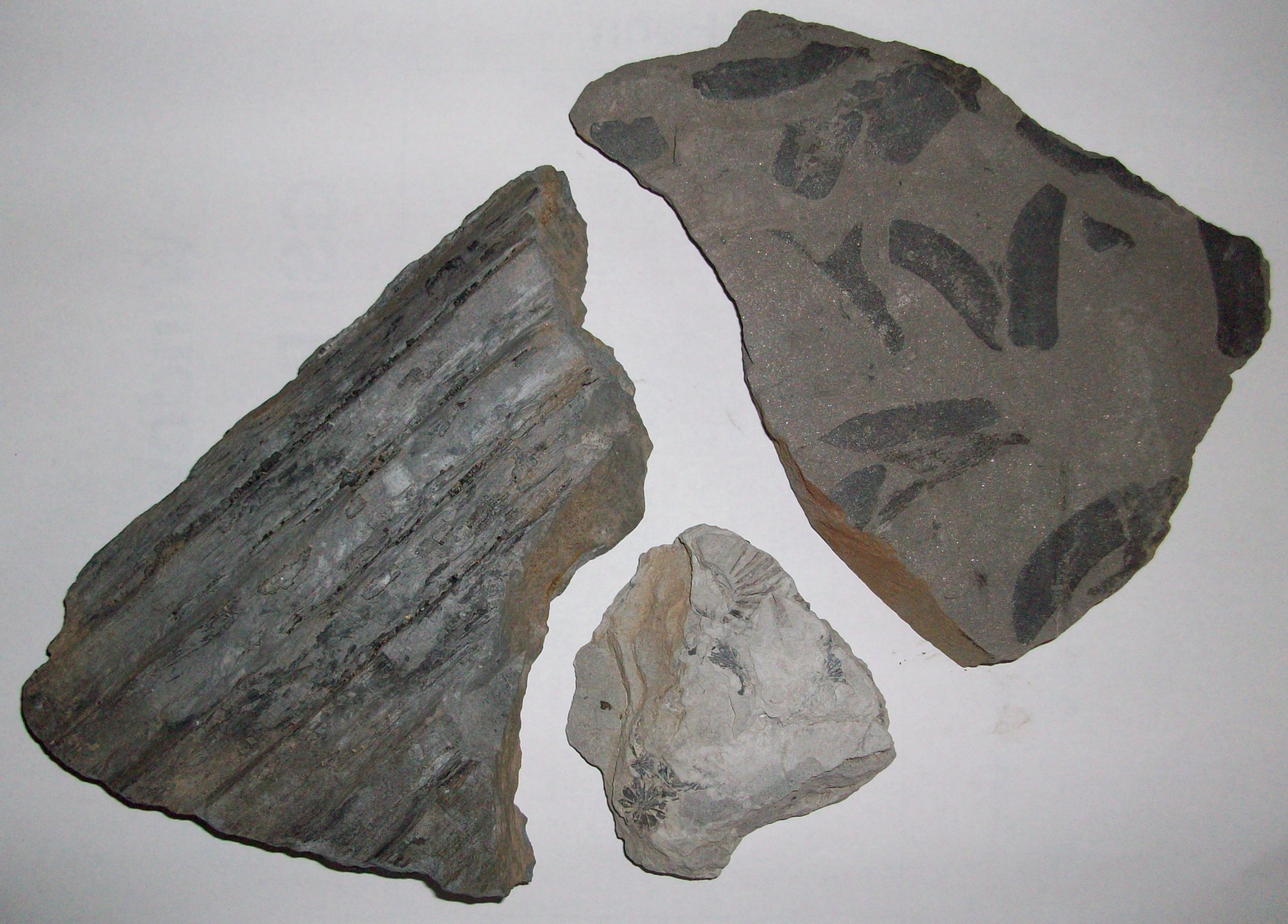
Fossilien des Silesium oder Pennsylvanium (Oberkarbon)

Der größte Teil des Stadtgebiets von Zwickau befindet sich in regionalgeologischer Hinsicht im Südbereich der Vorerzgebirgs-Senke mit einer vom Zeitalter des Rotliegend geprägten Sedimentfüllung. Abschnitte des südlichen Stadtgebietes liegen jedoch schon in der Randzone des angrenzenden Vogtländischen Synklinoriums mit metamorphen Gesteinsserien (aufgeschlossen am Kreuzberg in Oberplanitz) und alterierten Metavulkaniten (Diabase). Das Grundgebirge unter den Beckensedimenten gehört zum Vogtländischen Synklinorium mit metamorphen Gesteinseinheiten, deren Alter bis in das Ordovizium zurückreicht. Prägend sind hierbei Phycodenschiefer aus ehemals ordovizischen Sedimenten. Bohrungen erbrachten auch Befunde silurischer Kieselschiefer und Ockerkalke sowie Sequenzen unter- bis mitteldevonischer Gesteinseinheiten aus dunkelgrauen bis schwarzen Tonschiefern mit schwankenden Glimmergehalten, ferner Knotenkalke. Durch das Stadtgebiet ziehen in NW-SO-Richtung die Oberhohndorfer Hauptverwerfung und die Roter-Kamm-Störung.
Postvariszische Tektonik entlang der Mittelsächsischen Störungszone verursachte die Beckenbildung im Oberkarbon. Es entstanden die Becken von Flöha, Oelsnitz und Zwickau. Die dabei eine Rolle spielenden Absenkungsvorgänge vollzogen sich über einen längeren Zeitraum und örtlich unterschiedlich. In späten Senkungsintervallen, mit einer Pause im Stefanium (Oberkarbon), kam es im Raum Zwickau zur weiteren Ausdehnung der Beckenstruktur. Diese Senkungen veränderten das bisherige Drainagesystem, dessen ausschließlich kontinentales Wasseraufkommen nicht nur die geologischen, sondern auch die biologischen Rahmenbedingungen erheblich beeinflusste. Ein Ergebnis davon ist die fluviatile und lakustrine/palustrine Sedimentbildung der Zwickau-Formation (Westfalium D / Cantabrien), eine Sedimentabfolge, in der sich die Zwickauer Steinkohleflöze befinden.
Während des Karbons wuchs in diesen Beckenlandschaften ein Urwald aus Farnen, Riesenbärlappen und Schachtelhalmen, aus dessen Überresten später unter dem Rotliegenden und Molasse (Gebirgsschutt) Steinkohlenflöze entstanden, die für mehr als 600 Jahre Bergbau in der Zwickauer Region ermöglichten.
Geologische Besonderheiten sind auch durch Fossilienfunde aus dem Cainsdorfer Ausstreichen des Zwickauer Steinkohlenreviers belegt. Auf dem Bild zu sehen sind links: Sigillariaceae Reste (ausgestorbene Bärlapppflanzen), mittig unten: Annularia sphenophylloides Blätter der Calamitaceae (Schachtelhalme) und rechts: die Linopteris neuropteroides Blätter der ausgestorbenen Medullosales (Samenfarne). Diese sind vor etwa 305–310 Mio. Jahren entstanden.
Die Funde befinden sich im Gebiet des Geologischen Naturdenkmals Rußkohlenflöz. Dieser Ausbiss des Rußkohlenflözes, der einzige ständig freiliegende Aufschluss eines Steinkohlenflözes in Sachsen, ist als geologisches Naturdenkmal in Mitteleuropa, als Aufschluss verschiedener Erdzeitalter (Silur, Devon und Oberkarbon) sehr selten und gemäß § 21 des Sächsischen Naturschutzgesetzes (SächsNatSchG) geschützt.
Westlich der Zwickauer Mulde liegen aus kaltzeitlichen Vorgängen des Känozoikums hervorgegangene Lösslehm- und Geschiebelehmdecken und im Süden von Zwickau auch Schiefertone. Diese oberflächennahen Vorkommen dienten seit langer Zeit der Ziegel- und Steinzeugwarenherstellung. Während der Elster-Kaltzeit (Mittelpleistozän) erreichten die Gletscher im Mulden- und Pleißetal die Gegenden südlich von Zwickau und Werdau.

### Hochwasser
Die Stadt war in den Jahren 1486, 1500, 1529, 1543, 1560, 1573, 1604, 1607, 1608, 1622, 1627, 1655, 1661, 1672, 1694, 1721, 1723, 1733, 1736, 1750, 1767, 1771, 1778, 1786, 1790, 1830, 1858, 1897, 1917, 1932, 1954, 2002 und 2013 von Hochwasser oder Eisgang der Zwickauer Mulde betroffen. Die höchsten bekannten Wasserstände betrugen:
- 31. Juli 1858: 4,61 m an der Bierbrücke
- 31. Juli 1897: 2,96 m an der Bierbrücke
- 4. Januar 1932: 4,17 m an der Bierbrücke
- 10. Juli 1954: 4,78 m am Pegel Pölbitz (2,10 m auf dem Hauptmarkt)

### Stadtgliederung

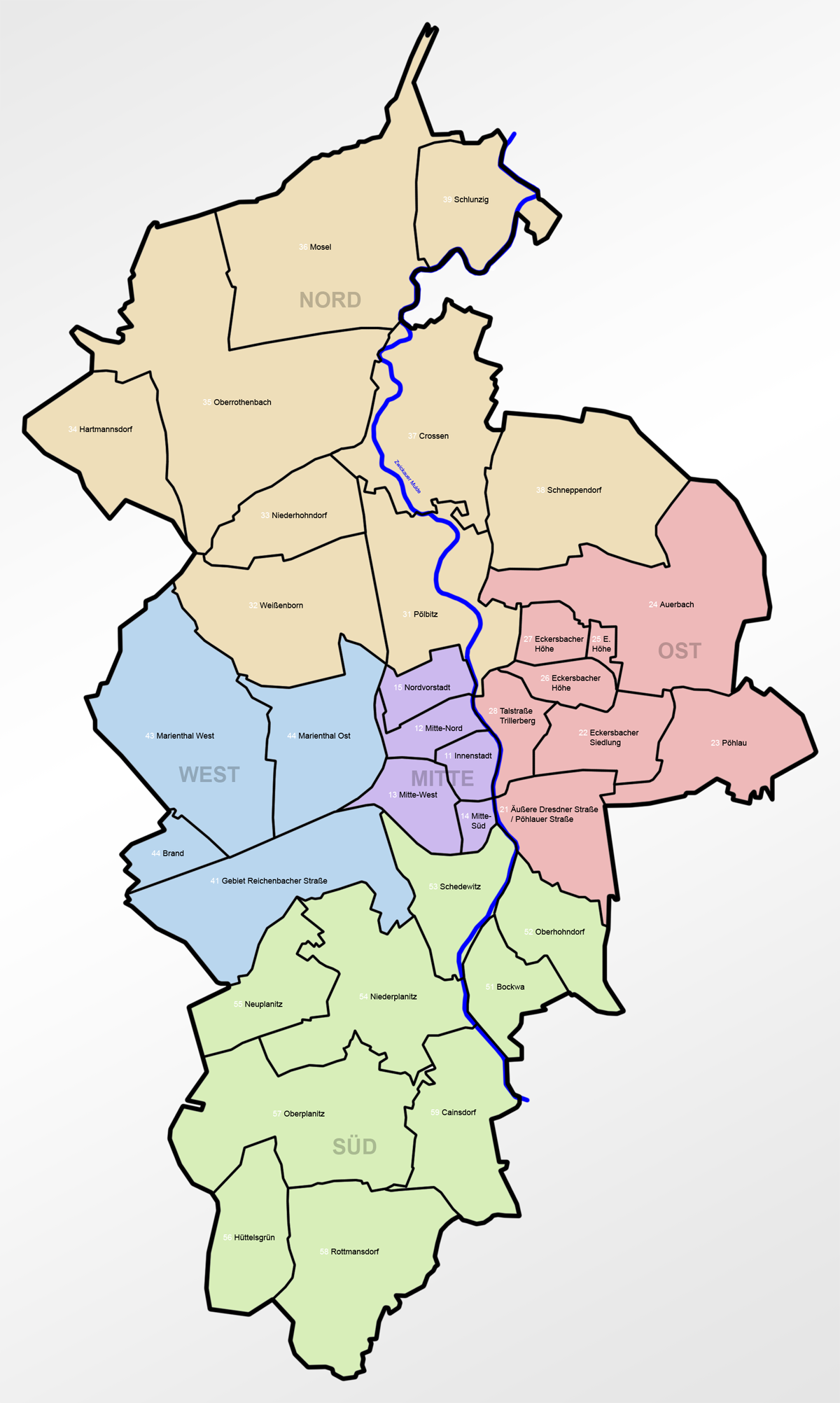
Stadtbezirke und Stadtteile

Das Stadtgebiet Zwickaus ist in fünf Stadtbezirke eingeteilt. Jeder Stadtbezirk besteht aus bis zu neun Stadtteilen (insgesamt 35). Die erst bei den jüngsten Eingemeindungen in den 1990er Jahren nach Zwickau eingegliederten Stadtteile Rottmannsdorf, Cainsdorf, Mosel, Oberrothenbach und Schlunzig sind zugleich Ortschaften im Sinne der §§ 65–69 der Sächsischen Gemeindeordnung, ebenso bilden die Stadtteile Crossen und Schneppendorf die Ortschaft Crossen. Die Ortschaften wurden durch die Hauptsatzung der Stadt Zwickau eingeführt und haben einen von der Bevölkerung gewählten Ortschaftsrat, der je nach Einwohnerzahl der Ortschaft zwischen vier und sechs Mitglieder hat. Vorsitzender eines Ortschaftsrats ist der Ortsvorsteher.
Die fünf Stadtbezirke mit ihren zugehörigen amtlichen Stadtteilen und deren Nummern sind:
- Mitte (11–15): Innenstadt (11), Mitte-Nord (12), Mitte-West (13), Mitte-Süd (14), Nordvorstadt (15)
- Ost (21–28): Gebiet Äußere Dresdner Straße / Pöhlauer Straße (21), Eckersbach Siedlung (22), Pöhlau (23), Auerbach (24), Eckersbach E 5-I (25), Eckersbach E 5-II (26), Eckersbach E 1 – E 4 (27), Gebiet Talstraße/Trillerberg (28)
- Nord (31–39): Pölbitz (31), Weißenborn (32), Niederhohndorf (33), Hartmannsdorf (34), Oberrothenbach¹ (35), Mosel¹ (36), Crossen¹ (37), Schneppendorf¹ (38), Schlunzig¹ (39)
- West (41–44): Geb. Reichenb. Str. (Freiheitssiedlung) (41), Marienthal Ost (42), Marienthal West (43), Brand (44)
- Süd (51–59): Bockwa (51), Oberhohndorf (52), Schedewitz/Geinitzsiedlung (53), Niederplanitz (54), Neuplanitz (55), Hüttelsgrün (56), Oberplanitz (57), Rottmannsdorf¹ (58), Cainsdorf¹ (59)

¹ zugleich Ortschaft oder Bestandteil einer Ortschaft

### Eingemeindungen
Ehemals selbstständige Städte, Gemeinden oder Gemarkungen wurden in die Stadt Zwickau eingegliedert:
| Datum            | eingemeindete Städte, Gemeinden oder Gemarkungen                            |
| ---------------- | --------------------------------------------------------------------------- |
| 1. Januar 1895   | Pölbitz                                                                     |
| 1. Oktober 1902  | Marienthal                                                                  |
| 1. Januar 1905   | Eckersbach                                                                  |
| 1. Januar 1922   | Weißenborn                                                                  |
| 1. Januar 1923   | Schedewitz                                                                  |
| 1. April 1939    | Brand und Bockwa                                                            |
| 1. Januar 1944   | Oberhohndorf und die Stadt Planitz (Ober- und Niederplanitz)                |
| 4. Dezember 1952 | Auerbach, Pöhlau und Niederhohndorf                                         |
| 1. Januar 1993   | Hartmannsdorf                                                               |
| 1. April 1996    | Rottmannsdorf                                                               |
| 1. Oktober 1996  | Crossen und Schneppendorf                                                   |
| 1. Januar 1999   | Cainsdorf, Mosel, Oberrothenbach, Schlunzig, Hüttelsgrün, Freiheitssiedlung |

### Nachbargemeinden
| Gemeinde Neukirchen und Stadt Crimmitschau | Gemeinde Dennheritz                         | Stadt Glauchau                         |
| Stadt Werdau                               | Kompassrose, die auf Nachbargemeinden zeigt | Gemeinde Mülsen und Gemeinde Reinsdorf |
| Gemeinde Lichtentanne                      | Gemeinde Hirschfeld                         | Stadt Wilkau-Haßlau                    |

## Stadtgeschichte

### Ursprung
Das heutige Westsachsen wurde bis in das 6. Jahrhundert von den germanischen Stämmen der Sueben und Thüringer besiedelt. Ab dem 7. Jahrhundert bewohnten Sorben das Gebiet. Im 10. Jahrhundert erfolgte nach Unterwerfung der Sorben durch Heinrich I. die allmähliche Christianisierung der ansässigen Bevölkerung und die Einwanderung deutscher Siedler begann.

### Mittelalter

#### Vom Gau zur Stadt
1118 wurde in einer Urkunde, ausgestellt von Bischof Dietrich I. von Naumburg, im Kloster Bosau bei Zeitz erstmals das territorium Zcwickaw erwähnt. Das Dokument liegt nur als Kopie aus dem 16. Jahrhundert vor. Die Schreibweise wurde vermutlich bei der Abschrift angepasst, sodass die Originalschreibweise unklar ist. Der Name ist slawischer Herkunft, gebildet mit dem typischen Suffix -ov (hier eingedeutscht -au). Dem Wortstamm liegt vermutlich ein lautnachahmendes Verb zugrunde, vielleicht für Vogelzwitschern oder Gewässerplätschern, vgl. slowen. cvičati, russ. cvikať, beides "zwitschern". Beim territorium Zcwickaw handelte es sich nicht um einen konkreten Ort, sondern um einen von Sorben besiedelten Gau, dessen Zentrum das Dorf Osterweih war. Diese Siedlung wurde später aufgegeben; sie lag in der heutigen Nordvorstadt. Um diese Zeit ließ Gräfin Bertha von Groitzsch das Christentum in der Region einführen und die Marienkirche in Osterweih erbauen. Diese stand am Platz der heutigen Moritzkirche.

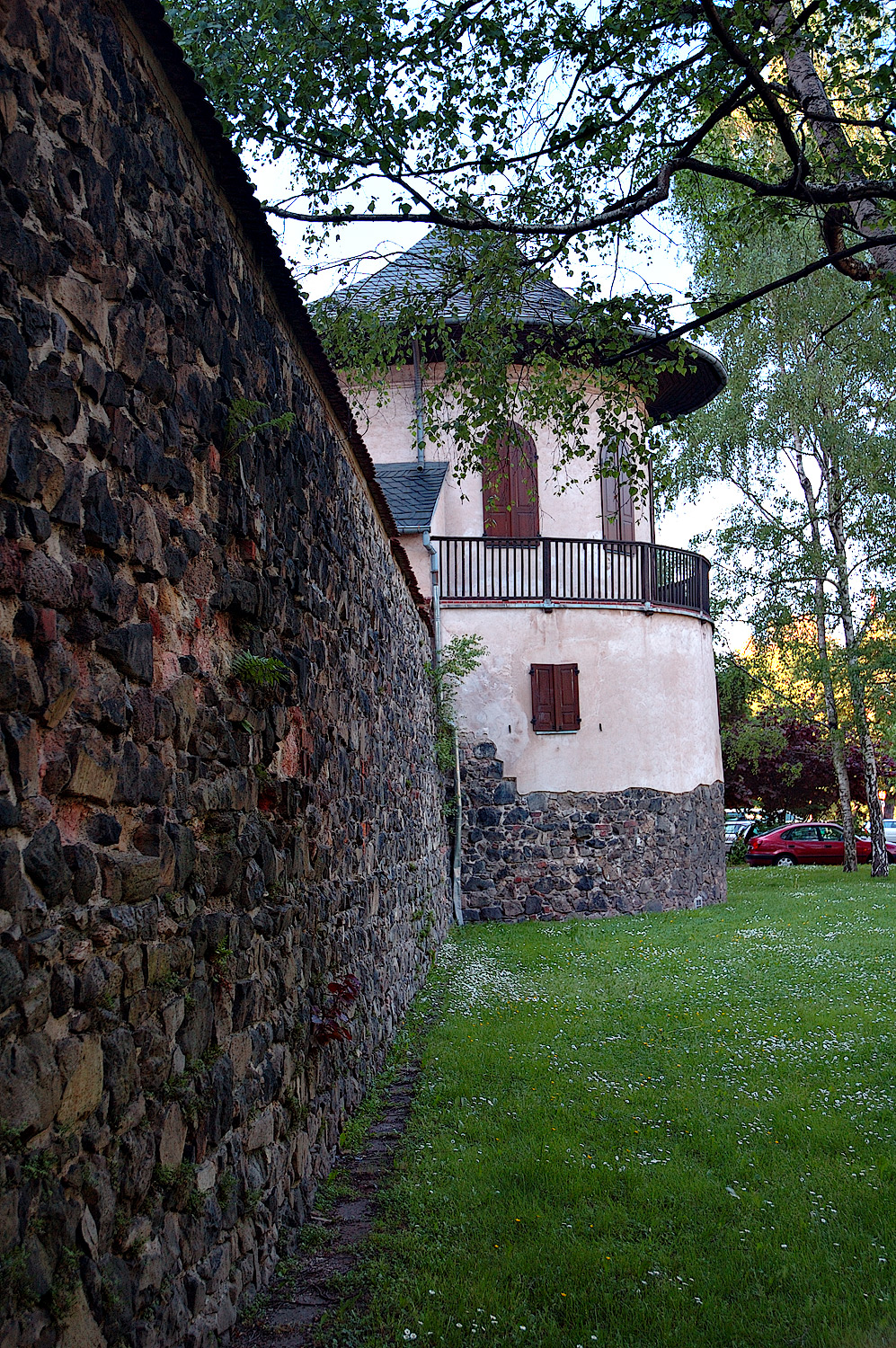
Teilstück der mittelalterlichen Stadtmauer und Pulverturm

Um das Jahr 1150 verlagerte sich der Siedlungsschwerpunkt ins heutige innerstädtische Gebiet. Es bildete sich eine Kaufmannsiedlung um die Nikolaikirche (nahe der heutigen Nikolaischule). Diese lag an der Kreuzung zweier wichtiger Handelsstraßen, der Salzstraße Böhmischer Steig und des Polnischen Gleises. Erstere führte über Halle/Leipzig nach Prag, letztere von Krakau über Sachsen nach Süddeutschland. Ebenso entstand parallel dazu ein Siedlungszentrum um die Marienkirche und um den Bereich des späteren wettinisch-kurfürstlichen Zwickauer Schlosses Osterstein mit der Katharinenkirche.
Man kann davon ausgehen, dass Zwickau zwischen 1192 und 1212 das Stadtrecht erhielt. In einer Urkunde aus dem Jahr 1212 ist erstmals die Bezeichnung Zwickaus als oppidum (befestigte größere Siedlung bzw. Stadt) zu finden. Der Bischof von Naumburg bestätigte in der Urkunde, die auf den 12. Mai datiert ist, die Einigung zwischen dem Markgrafen Dietrich von Meißen und dem Abt des Klosters Bosau, in der letzterer gegen eine Entschädigung von 250 Mark auf Ansprüche gegenüber Stadt und Stadtkirche verzichtete.
Das Zwickauer Franziskanerkloster mit Klosterschule wurde erstmals 1232 erwähnt; es gehörte zur Sächsischen Franziskanerprovinz (Saxonia). Die Zisterzienser legten 1240 einen Wirtschaftshof an, der dem Kloster Grünhain unterstellt war. Eine medizinische Versorgung ist 1266 mit dem späteren St.-Georgen- und Margarethen-Hospital erstmals erwähnt. Im Jahr 1273 gab es bereits einen Rat, womit die städtische Selbstverwaltung begann. Seit 1297 ist ein Bürgermeister nachweisbar.
Da in Zwickau die Mulde gut zu durchqueren war, führten wichtige Handelswege durch die Stadt. Große Bedeutung hatte schon im 12. Jahrhundert die Hohe Handelsstraße, die von Nürnberg kommend über Hof, Plauen und Reichenbach bei Zwickau nach Böhmen führte. Sie beförderte bereits früh Zwickaus Wohlstand, so dass die Stadt von 1290 bis 1348 als Reichsstadt neben Augsburg und Nürnberg zu einer Stadt ersten Ranges aufstieg. Mit dem Übergang des Reichslandes Pleißen im Jahr 1307 ging Zwickau wieder an die Wettiner über und wurde 1348 nach dem Verlust der Rechtseigenschaft als Reichsstadt landesherrlich. Auf das Jahr 1290 geht auch die Gründung der Zwickauer Lateinschule zurück, die im späten deutschen Mittelalter aufgrund der strengen Hausordnung auch als Zwickauer Schleifmühle bekannt wurde. Im gleichen Jahr gingen die Städte Zwickau, Chemnitz und Altenburg ein Bündnis ein. Das kam auf Initiative des Kaisers zustande und ist durch eine Urkunde belegt. Der Kaiser beabsichtigte damit, den Einfluss der Landesherren zu beschneiden. Vom Castrum Zwickaw, dem späteren wettinischen Renaissance-Schloss Osterstein, soll 1292 erstmals die Rede gewesen sein, was aber von Historikern als fragwürdig angesehen wird.
Der Bergbau begann in der Region im Jahr 1316, als Markgraf Friedrich der Gebissene die Stadt mit einer Fundgrube in Fürstenberg (zwischen Kirchberg und Weißbach) belehnte. Hier wurde Silber und Kupfer abgebaut. Bereits 1295 hatte Zwickau einen Wassergraben und die Stadtmauer mit den vier Stadttoren ist seit 1327 nachweisbar.
1328 zerstörte ein Brand große Teile der Stadt, darunter die Marienkirche und die Katharinenkirche.
Das Landrecht und das an den Sachsenspiegel angelehnte Zwickauer Gewohnheitsrecht wurde 1348 im Codex Statutorum Zviccaviensium – dem Zwickauer Stadtrechtsbuch – kodifiziert. Hier findet man bildliche Darstellungen der Todesstrafe und erste Handwerksordnungen sowie auch die erste Erwähnung der Steinkohle.
Der verheerende Brand von 1403 vernichtete fast die gesamte Stadt. Markgraf Wilhelm I. gewährte daraufhin der Stadt zur Erleichterung des Wiederaufbaus eine siebenjährige Steuerbefreiung. Über zahlreiche Dörfer in der Umgebung von Zwickau wurde 1421 der Bierbann ausgesprochen, ein Verbot, Bier zu brauen. Während der Hussitenkriege belagerten Hussiten 1430 erfolglos die Stadt, plünderten und brannten jedoch die Vorstädte und umliegende Dörfer nieder. Das dabei zerstörte Dorf Osterweih wurde nicht wieder aufgebaut.

#### Blutgericht von 1407
Wegen der Ausweitung landesherrlicher Machtpositionen durch Markgraf Wilhelm I., der für seine Absichten den Stadtrichter Franz Steussing im Komplott mit dem markgräflichen Vogt Conrad Brückner und dem Ratsherrn Nikel Hugk engagierte, kam es zum Streit mit dem Zwickauer Rat. Die Rücknahme städtischer Privilegien durch den Landesherrn hatte einen Eingriff in die städtische Gerichtsbarkeit zur Folge. Steussing missbrauchte sein Amt als Stadtrichter und bereicherte sich mit erheblichem Schaden für die Stadt. Nach dem Tod von Markgraf Wilhelm I. Anfang Februar 1407 bot sich dem Rat die Gelegenheit, Steussing den Prozess zu machen. In 19 Artikeln legte der Rat die Vergehen von Conrad Brückner und in 14 Artikeln die von Franz Steussing dar, um ein drastisches Vorgehen zu rechtfertigen. Steussing wurde am 14. Februar 1407 auf dem Zwickauer Hauptmarkt hingerichtet. Daraufhin ließen die neuen Landesherren am 10. Juli 1407 Bürgermeister Peter Mergenthal und drei Ratsherren in Meißen unter dem Roten Turm enthaupten und im Kreuzgang des Klosters St. Afra standesgemäß beisetzen. 1983 wurden die Gräber mit den Skeletten der vier hingerichteten Zwickauer Ratsherren gefunden. Ein frühes Wappen mit drei Schwänen befand sich auf der rechten unteren Ecke der Grabplatte, was der älteste Nachweis der Verwendung des Zwickauer Wappentiers ist.

#### Silber, Münzen, Privilegien
1444 erhielt die Stadt ihre Gerichtsbarkeit zurück. Die Schneeberger Silbervorkommen wurden 1470 entdeckt. Deren Ausbeutung lag hauptsächlich in den Händen der Zwickauer Patrizier, darunter der Amtshauptmann Martin Römer und dessen Bruder Nicol, Hans Mergenthal, Hans Federangel und weitere Zwickauer Kaufleute.
Kaiser Friedrich III. übertrug 1473 der Stadt das Rotsiegelprivileg. Die rote Siegelfarbe war an sich nur dem Kaiser, staatswichtigen oder geistlichen Würdenträgern (Kardinälen) vorbehalten. Seither wurden Urkunden und amtliche Dokumente vom Rat mit rotem Wachs gesiegelt. Dieses Privileg wurde u. a. auch durch die Stadtfarben (Rot-Weiß) repräsentiert.
Um 1440 wurde die Münzstätte Zwickau gegründet. Sie war mit Unterbrechung bis 1493 in Betrieb. Hier wurden von 1492 bis 1493 die ersten sächsischen Münzen mit dem Bildnis eines Herrschers geschlagen. Diese Groschenmünzen mit dem Namen „Bartgroschen“ zeigen das bärtige Brustbild Kurfürst Friedrichs III. Die Zwickauer Bartgroschen und die danach in Schneeberg wertgleich geprägten Zinsgroschen dienten der Vorbereitung der in Annaberg und wahrscheinlich auch in Wittenberg geprägten ersten sächsischen silbernen Gulden (Taler).
Der ernestinische Kurfürst Friedrich III., genannt Friedrich der Weise, bezeichnete sein Zwickau als die Perle im Kurfürstentum Sachsen.
Als 1476 Herzog Albrecht von Sachsen zu einer Wallfahrt nach Rom und Palästina aufbrach, waren in seinem Gefolge auch die Zwickauer Patrizier Martin Römer und Landrentenmeister Hans Mergenthal. Martin Römer starb 1483 als großzügiger Förderer seiner Stadt – unter anderem war er der Erbauer des Zwickauer Kornhauses neben dem Schloss Osterstein. 1477 ließ er den Großen Teich zur Fischzucht anlegen. Erst Mitte des 19. Jahrhunderts erhielt er den Namen Schwanenteich.
Der Nürnberger Maler Michael Wolgemut (Lehrmeister von Albrecht Dürer) schuf 1478 den Flügelaltar der Marienkirche. Schon seit 1486 hatte Zwickau zwei Apotheken: Die Löwenapotheke und die Salomonisapotheke (Kräuter-Gewölbe). Beide Häuser stehen noch heute am Hauptmarkt schräg gegenüber dem historischen Rathaus. Der bekannte Zwickauer Bildschnitzer Peter Breuer erhielt 1504 das Bürgerrecht. Aus seiner Hand stammen zahlreiche Werke in den Kirchen Zwickaus und Umgebung. Besonders seine Pietà Beweinung Christi im Zwickauer Mariendom ist ein bekanntes Kunstwerk.
Die Stadt beherbergt auch Kunstwerke von einem der bekanntesten Künstler Kursachsens zwischen Spätgotik und Renaissance, dem Steinmetzen und Bildhauer Paul Speck. Dazu zählen im Stadtzentrum die Kanzeln und Taufsteine des Mariendoms, der Kirche St. Katharinen und hier unmittelbar gegenüber das Portal der Posthalterei.
Auf das Jahr 1487 geht die Gründung des Zwickauer Stadtarchivs zurück, als Kurfürst Friedrich der Weise und sein Bruder Herzog Johann den Zwickauer Rat aufforderten, für sie und ihren Vetter Herzog Albrecht ein feuerfestes Gewölbe „mit eisernen Türen und drei guten Schlössern“ einzurichten, um für beide Seiten wichtige Dokumente aufzubewahren. Alte Schätze aus dem Mittelalter wie Handschriften, Inkunabeln, Dokumente, Briefe und Bücher, sind hier archiviert, so auch die Hans-Sachs-Bände des Nürnberger Meistersingers (1494–1576). Von den weltweit insgesamt noch einundzwanzig vorhandenen Bänden seiner Meisterlieder sind hier vierzehn Bände, zwei Quart- und sechs Foliobände Meistergesänge (MG 2, 3, 4, 5, 8, 12, 13 und 15), sechs Foliobände Spruchgedichte (SG 4, 11, 12, 13, 16 und 18) sowie das Sachs’ Werkverzeichnis vorhanden.
Neben dem Stadtarchiv verfügt Zwickau mit der Ratsschulbibliothek auch über eine der ältesten Bibliotheken im gesamten obersächsischen Raum. Ihre historischen Wurzeln reichen bis auf das Entstehen der gegen Ende des zwölften Jahrhunderts eingerichteten Zwickauer Lateinschule zurück. In ihrem Bestand befinden sich rund 250.000 unterschiedliche Einheiten, darunter zum Beispiel die Zwickauer Handschriften, darunter die älteste Handschrift aus dem 9. Jahrhundert. Unter den 6000 Bänden aus dem Nachlass des Zwickauer Oberstadtschreibers und Ratsherren Stephan Roth (1492–1546) sind auch viele Hochschulschriften, gedruckte Unikate und Musikalien. Sowohl der Pädagoge und Orientalist Johann Zechendorf (1580–1662) als auch Rektor Christian Daum (1612–1687) haben der Ratsschulbibliothek weitere umfangreiche Sammlungen hinterlassen. Diese Einrichtung, die besonders auch internationalen Fachleuten der wissenschaftlichen Geschichtsforschung dient, wurde im Ostflügel des 1914 neu erbauten König-Albert-Museums, dem späteren Städtischen Museum Zwickau, untergebracht.
Kurfürst Friedrich der Weise und sein Bruder Herzog Johann erneuerten 1490 das Zwickauer Münzmandat. Aufgrund von Forderungen der Bäcker erhielten die hiesigen Getreidemühlen im Jahr 1502 Beutelgänge – der erste urkundlich nachgewiesene Einsatz dieser Technik. Der Rat erhielt 1505 vom Kloster Eisenberg das Kirchenpatronat, die Schirmherrschaft über die Kirchen der Stadt. Zwickau hatte das Brauprivileg und die brauberechtigten Bürger legten seit 1511 Bergkeller zur Bieraufbewahrung an.

### Neuzeit

Karte von Zwickau um 1700

#### Leipziger Teilung
Ausgehend vom Sächsischen Bruderkrieg über den Altenburger Prinzenraub kam es zur Leipziger Teilung von 1485. Danach gehörte Zwickau weiter zum Kurfürstentum (ernestinisches Sachsen/Thüringen) von Kurfürst Johann Friedrich I. Im Schmalkaldischen Krieg wurde die Stadt im Januar 1547 durch die Truppen des Albertiner Herzogs Moritz besetzt, geplündert, abgebrannt und die Bewohner vertrieben. Obwohl Moritz wie sein ernestinischer Vetter Protestant war, unterstützte er das Heer des katholischen Kaisers Karl V. Für den Fall des Sieges der kaiserlichen Truppen rechnete Herzog Moritz auf die Verleihung der Kurfürstenwürde. Der Schmalkaldische Krieg endete mit der Wittenberger Kapitulation. Danach bekam das albertinische Sachsen auf dem Reichstag zu Augsburg 1548 vom Kaiser die Kurfürstenwürde übertragen. Gleichzeitig wurde verfügt, dass die Stadt Zwickau aus dem ernestinischen Sachsen gelöst und dem nunmehr kurfürstlich-albertinischen Sachsen (Dresden/Meißen) angegliedert wird. Zwickau ist dadurch die einzige große Stadt Sachsens, die bis zum Ende des Heiligen Römischen Reiches im Jahr 1806 ununterbrochen zum Kurfürstentum gehörte. Das kurfürstlich sächsische Amt Zwickau war seit 1691 Teil des aus dem großen Meißnischen Kreis herausgelösten Erzgebirgischen Kreises. Durch die verkehrsgünstige Lage wurde die Stadt zu einem Verwaltungszentrum des Erzgebirges.
Von Luthers Freund und Weggefährten Melanchthon, einem der großen Humanisten der Neuzeit, ist folgendes Zwickau-Zitat überliefert:

„Eine Perle in diesen Landen ist Zwickau von jeher gewesen, weil es über Zucht und Sitte mit größerer Strenge wacht als die meisten anderen Städte, und weil es fruchtbar ist an vielen Talenten und viele Bürger gehabt hat und noch hat, die durch ihre Bildung hervorragen, dass sie ganz Deutschland zur Zier gereichen. In Kunst und Wissenschaft übertrifft Zwickau alle Städte dieser Lande.“

Zwickau hatte bis zur Gründung des Königreiches Sachsen 1807 das Privileg, sich „churfürstliche Stadt“ zu nennen. Die sieben rot-weißen Fähnchen auf dem Kurhut des Stadtwappens repräsentieren die sieben Kurfürstentümer des Heiligen Römischen Reiches. Obgleich im August 1573 die Stadt von einem schweren Hochwasser heimgesucht wurde, fand zum Ende des Monats das Große Fürstenschießen statt, an dem neben dem sächsischen Kurfürsten zahlreiche hohe Gäste aus fast allen Teilen des Reiches teilnahmen.

#### Reformation

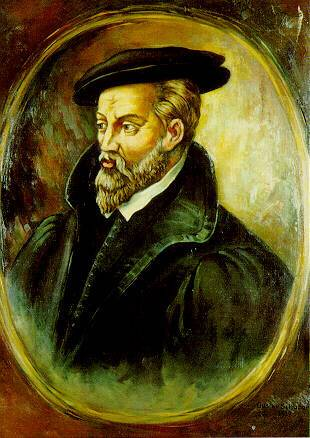
Georgius Agricola

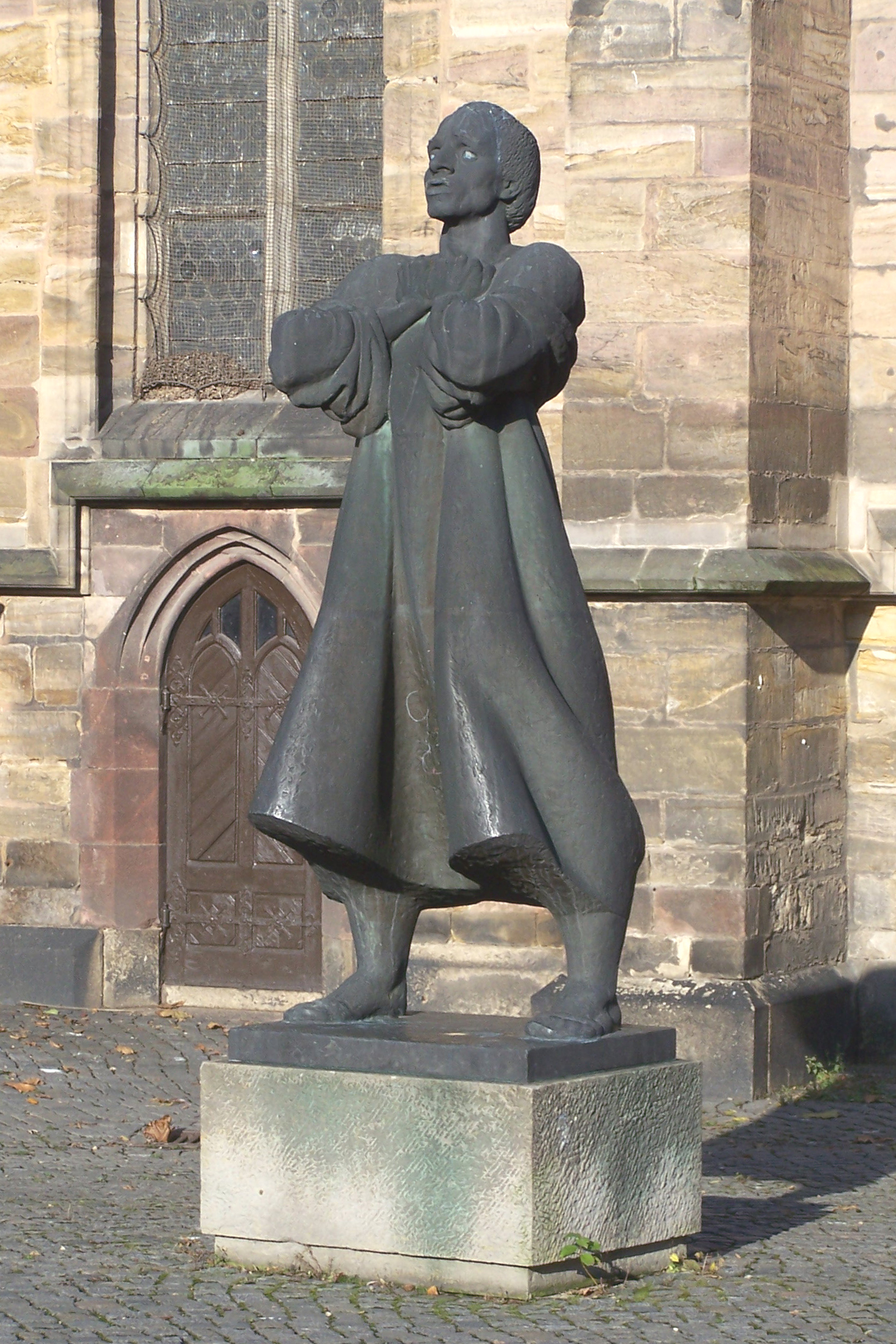
Das Thomas-Müntzer-Denkmal (Jürgen Raue, 1983) vor der Zwickauer Katharinenkirche

In Zwickau wurden von 1424 bis 1629 Hexenverfolgungen durchgeführt: 14 Personen gerieten in Hexenprozesse, drei wurden hingerichtet.
1516 verweigerten die Bürger dem neuen Rat die Huldigung. 1519 gründete Georgius Agricola (1494–1555) die griechische Schule, die er ein Jahr später mit der Lateinschule vereinigte. Von 1519 bis 1523 war er Rektor der damals bekannten Zwickauer Ratsschule.
Von Oktober 1520 bis April 1521 predigte Thomas Müntzer in Zwickau, er kam auf Empfehlung Martin Luthers hierher. Luther widmete seinem Freund, dem Zwickauer Bürgermeister Hermann Mühlpfort, 1520 die Schrift Von der Freiheit eines Christenmenschen. Thomas Müntzer schloss sich den „Zwickauer Propheten“ an, die von Luther später als „Schwärmer“ bekämpft wurden. Zwickauer Bürger stürmten im März 1522 den Grünhainer Klosterhof, um einen eingesperrten Bauern zu befreien. Es kam zu Bilderstürmungen.
Am 28. April 1522 kam Martin Luther auf Befehl des Kurfürsten oder auf Bitte des Rates nach Zwickau, um diesen Exzessen entgegenzuwirken und zu predigen. Luther blieb 5 Tage in Zwickau, umgab sich insbesondere mit Hermann Mühlpfort und hielt vier Predigten, die dritte aufgrund großen Menschenandrangs vom Rathaus und die die vierte am 2. Mai 1522 im Schloss. Nach einem Festmahl im Rathaus verließ er Zwickau gen Wittenberg. Angeblich entkam Luther einem Mordanschlag, indem er Zuflucht in einem Gasthaus vor dem Tränktor fand. Dort soll er den Spruch: „Gott sei Dank, dass er mich dieses Haus finden ließ. Denn wahrlich, es ward mein Paradies.“ geäußert haben. Der Gasthof trug fortan den Namen Zum Paradies und die Tränktorbrücke über die Mulde wurde daher Paradiesbrücke genannt. Der Name ging auf die um 1900 errichtete Stahlnietbrücke über.

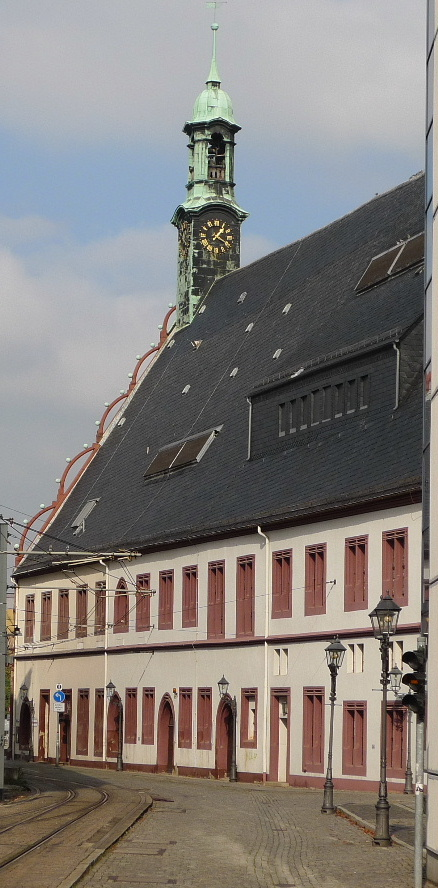
Gewandhaus

Das Zwickauer Wappen im 1605 erschienenen Siebmacher Wappenbuch Blatt 221

Der Pfarrer Nikolaus Hausmann bekannte sich 1523 als erster in Zwickau zur lutherischen Reformation. Die Franziskaner wurden aus der Stadt gewiesen. Der Augsburger Hans Schönsperger errichtete 1523 in der Stadt die erste Druckerei. Spätestens unter seinem Nachfolger Gabriel Kantz wurde Zwickau zu einem wichtigen Zentrum reformatorischer Publikationen. Zwickau wurde dadurch auch als „die feste Burg der Reformation“ bezeichnet. 1525 kam es in der Zwickauer Umgebung zu Bauernaufständen. Pfarrer Hausmann erwirkte die Begnadigung von 80 Aufständischen bei Kurfürst Johann.
Zwickau war im Kurfürstentum das Zentrum der Tuchmacher. „Zwicksches Tuch“ war über die Grenzen Sachsens hinaus ein Begriff. Die Tuchmacher begannen 1522 mit dem Bau des Gewandhauses am Hauptmarkt; drei Jahre später wurde es fertiggestellt. Nachdem man 1530 die Oberhohndorfer Steinkohlenvorkommen entdeckt hatte, begann in größerem Ausmaß als zuvor der Steinkohlenabbau.
Um 1540 lebten in Zwickau etwa 10.000 Einwohner. 230 von ihnen waren Tuchmachermeister.
Meinungsverschiedenheiten zwischen dem ernestinischen Kurfürsten Johann dem Beständigen und dem albertinischen Herzog Georg dem Bärtigen führten vorübergehend zwischen 1530 und 1533 zur Wiederinbetriebnahme der stillgelegten Zwickauer Münze. Nach der Wiederherstellung der Münzgemeinschaft vereinigten die Wettiner die Zwickauer Münze 1534 mit der Schneeberger Münze.

#### Dreißigjähriger Krieg bis 1918

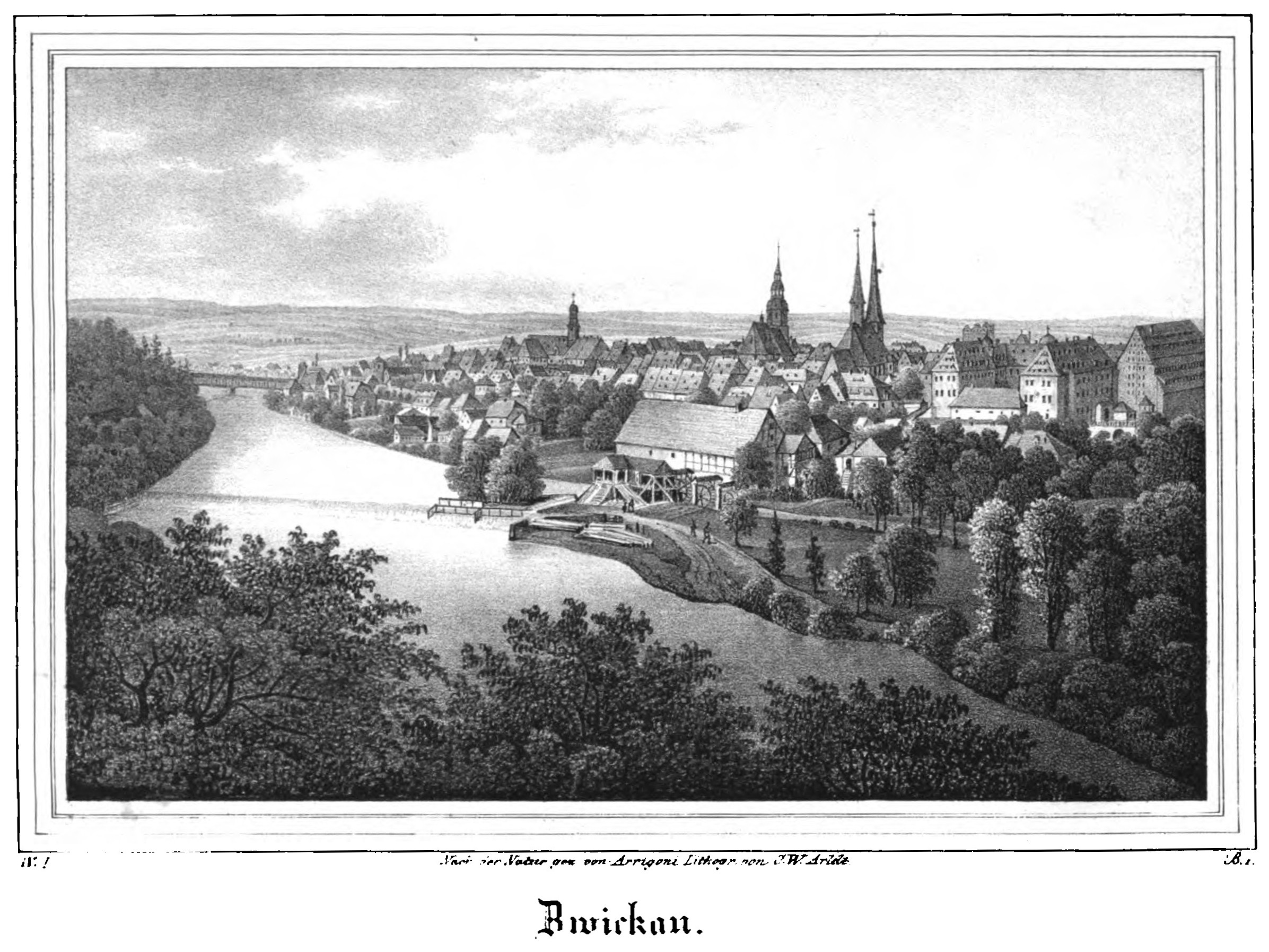
Zwickau vor 1839

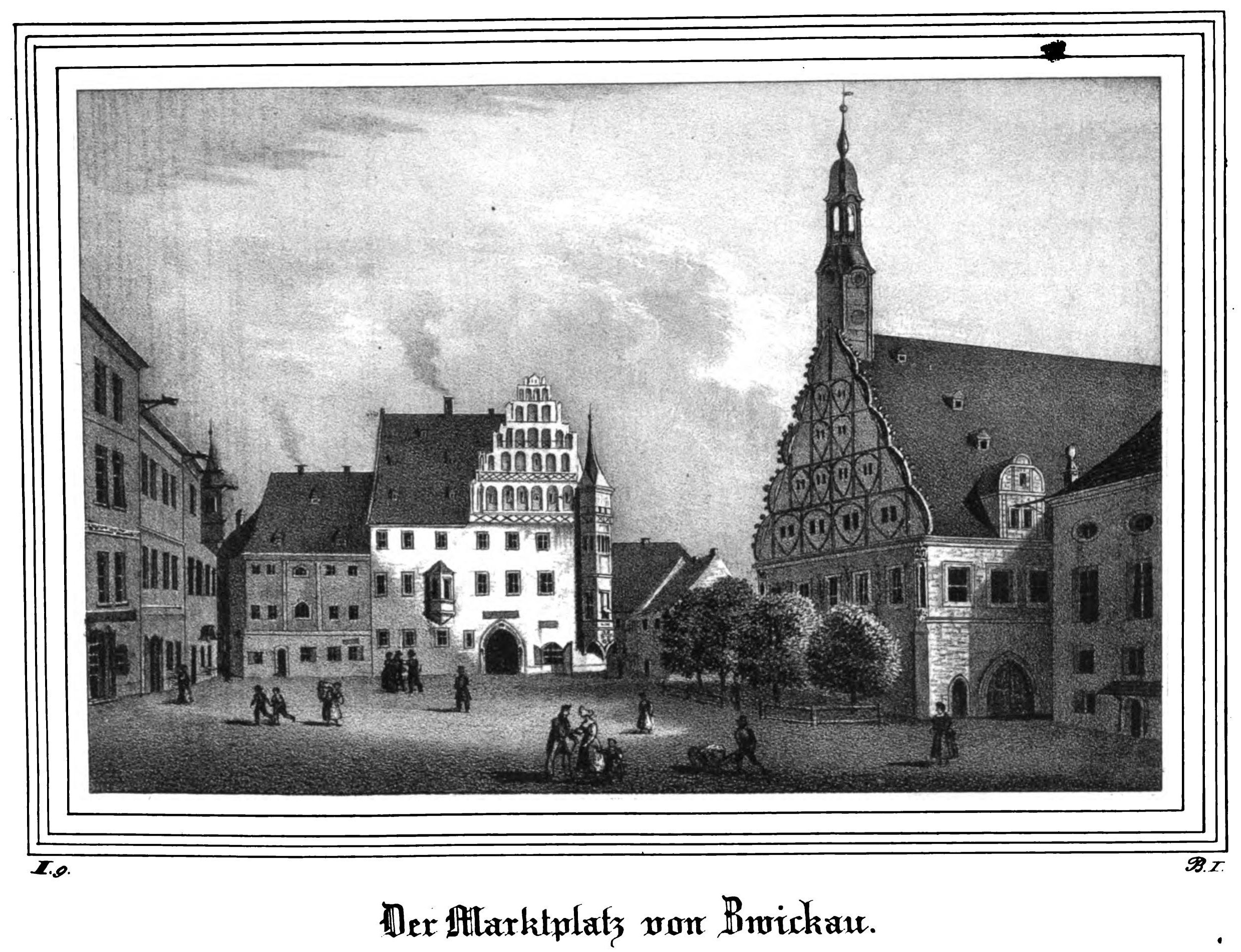
Der heutige Hauptmarkt um 1835

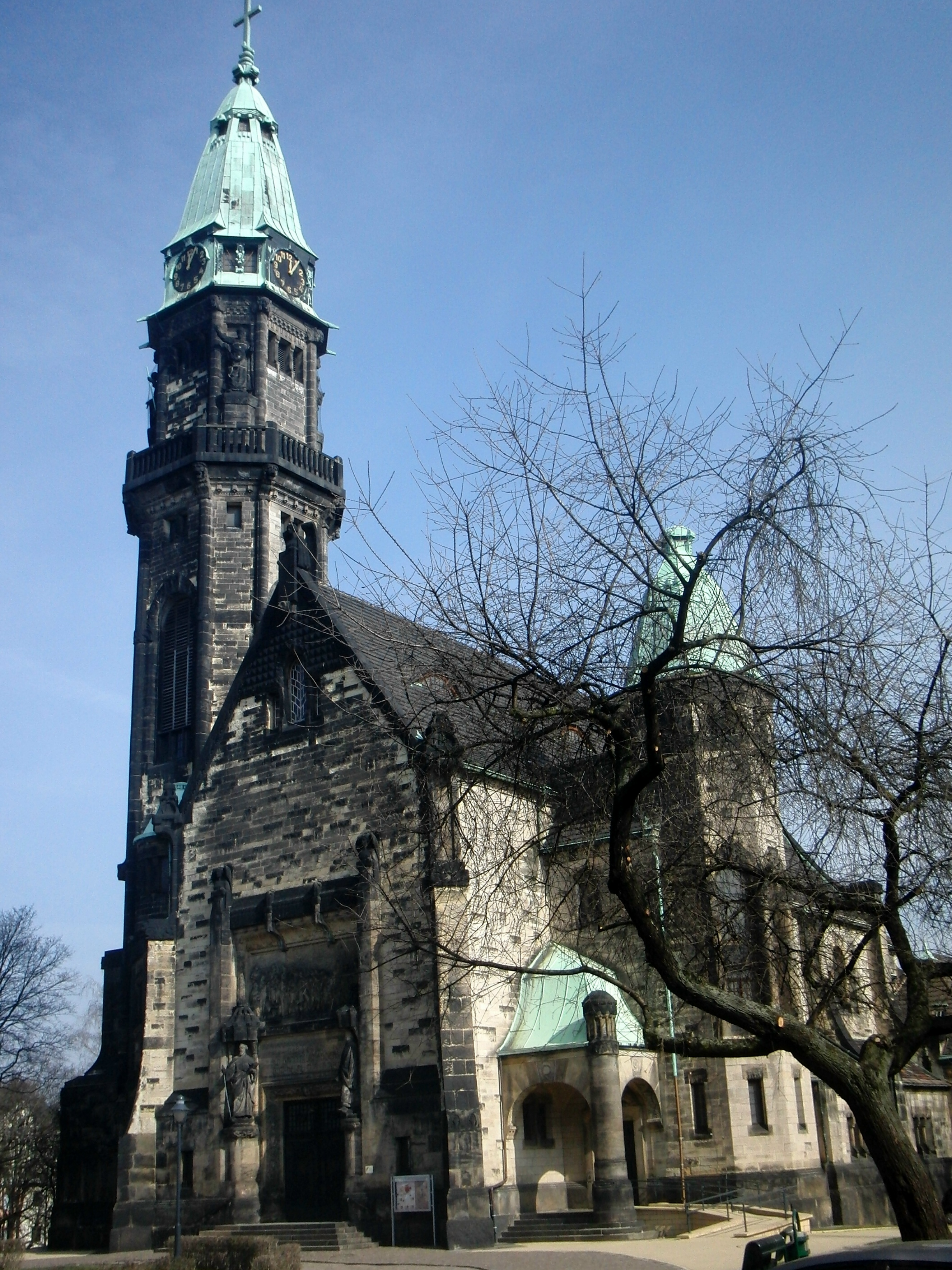
Aus dem Bevölkerungswachstum des späten 19. Jahrhunderts in der Bahnhofsvorstadt resultierte der Bau der Lutherkirche (1902–1906)

Im Dreißigjährigen Krieg (1618–1648) wurde Zwickau neun Mal belagert. Wallenstein, General der Kaiserlichen Truppen, verlangte von der Stadt Kontributionen in Form von Naturalien und Geld. Nach dem Westfälischen Frieden von 1648 musste Zwickau an die Schweden ein Friedensgeld von 2063 Talern zahlen. Die Kriegsbelastungen betrugen insgesamt 321.141 Taler. Bereits seit dem 15. Jahrhundert, während und nach dem Krieg (zuletzt 1682/1683) tobte mehrfach die Pest. Wolfgang Ferber d. Ä. dokumentierte diese schwere Zeit dichterisch.
Im Siebenjährigen Krieg (1756–1763) war Zwickau wechselnden Besetzungen durch Preußen, Österreicher und die Reichsarmee ausgesetzt. Die Bürger hatten unter Einquartierungen und hohen Kontributionen zu leiden. Allein an Preußen hatte Zwickau noch bis ins 19. Jahrhundert 557.664 Taler zu zahlen.
Am 16. Mai 1812 nahm Kaiser Napoleon mit seiner Gemahlin Marie Louise in Zwickau Quartier. Der Kaiser wurde von den Zwickauern mit Glockengeläut, einer Schützenparade und spalierstehenden Bürgern empfangen.
1835 wurde im seit dem Wiener Kongress von 1815 halbierten Königreich Sachsen der Erzgebirgische Kreis aufgelöst und die Stadt wurde Teil der Kreisdirektion (seit 1874 Kreishauptmannschaft) Zwickau.
Vom 26. Februar bis zum 2. März 1830 kam es durch den seit Jahrhunderten schlimmsten Eisgang auf der Zwickauer Mulde zu einem verheerenden Hochwasser.
Mitte des 19. Jahrhunderts wurden die Stadtmauer abgerissen und der Stadtgraben verfüllt. Auf dem verfüllten Stadtgraben wurden Straßen angelegt. Diese trugen zunächst verschiedene Namen (Moritzgrabenweg, Schulgrabenweg, Mühlgrabenweg, Schloßgrabenweg).

#### Nationalsozialismus
Am 11. Oktober 1921 gründete der Schlosser Fritz Tittmann in Zwickau die erste NSDAP-Ortsgruppe außerhalb Bayerns. Im Dritten Reich wurde die Zwickauer Ehrenbürgerschaft auch an hochrangige nationalsozialistische Politiker verliehen.
In der NS-Zeit vor 1935 wurden die Grabenwege zu einem die Innenstadt umschließenden Stadtring zusammengefasst und in Adolf-Hitler-Ring umbenannt.
Im Schloss Osterstein wurde von 1933 bis 1934 vorübergehend ein Konzentrationslager eingerichtet. Hier waren bis zu 750 Menschen inhaftiert, hauptsächlich sozialdemokratische und kommunistische Regimekritiker. Der erste Sekretär der KPD-Unterbezirksleitung Martin Hoop wurde in der Nacht vom 10. zum 11. Mai 1933 hier ermordet. In den drei Werken der Auto Union AG (Horch-Stammwerk, Werk Dorotheenstraße und Werk Audi) wurde zur Produktion von Militärfahrzeugen für etwa 3000 Zwangsarbeiter ein Außenlager des KZ Flossenbürg errichtet. Unter ihnen befanden sich neben KZ-Häftlingen auch Kriegsgefangene.
Im Verlauf der Pogromnacht vom 9. zum 10. November 1938 wurden in Zwickau Wohnungen jüdischer Bürger zerstört, eine Versammlungsstätte im Erdgeschoss der Burgstraße 10 sowie die Kapelle des Jüdischen Friedhofs in Brand gesetzt.
Bei den Luftangriffen im Zweiten Weltkrieg wurde Zwickau, im Gegensatz zu anderen sächsischen Großstädten wie Leipzig und Dresden, nicht durch Flächenbombardierungen schwer zerstört. Nach gezielten Angriffen auf Rüstungsbetriebe und Verkehrseinrichtungen, wie zum Beispiel das Flugzeugreparaturwerk Gustav Basser KG auf dem Flugplatz Zwickau an der Reichenbacher Straße (12. Mai 1944) und das Reichsbahn-Ausbesserungswerk sowie die Auto-Union-Werke Horch und Audi (7. Oktober 1944), war die Innenstadt nur am 19. März 1945 direktes Ziel. Durch die Explosion einer Luftmine wurden die Südseite der St.-Marien-Kirche („Zwickauer Dom“) und umliegende Wohnhäuser beschädigt. Nach dem Krieg wurden im Stadtzentrum erheblich beschädigte historische Gebäude abgetragen. Insgesamt wurde Zwickau zu 5 % zerstört. 591 Menschen verloren durch die Luftangriffe ihr Leben (einschließlich Planitz und Cainsdorf).
Der Luftschutzpolizist Arno Rau bewahrte Zwickau vor der geplanten Totalzerstörung, indem er in den Abendstunden des 17. April 1945 auf dem Turm der Marienkirche die weiße Flagge hisste und das Läuten der Kirchenglocken veranlasste. Daraufhin drehten die Flugzeuge ab, und Verbände der US-Armee drangen kampflos bis an die Zwickauer Mulde vor.

#### Besatzungszeit
Der am westlichen Muldenufer liegende Stadtkern wurde am 17. April 1945 von der 3. US-Armee besetzt. Die streng bewachte Demarkationslinie zwischen dem Besatzungsgebiet der Roten Armee und der US-Armee verlief entlang der Zwickauer Mulde. Es war verboten, die Mulde zu überqueren. Hier wurde scharf geschossen. Um vom Ost- in den Westteil der Stadt zu gelangen, nutzten findige Bürger die Untertage-Wege der Steinkohlenschächte. Nach den Vereinbarungen der Konferenz von Jalta wurde der ganze Bezirk Zwickau schließlich der Sowjetischen Besatzungszone angeschlossen. Die 3. US-Armee zog ihre Streitkräfte von Westsachsen nach Bayern zurück und ab 1. Juli 1945 wurde Zwickau von der Roten Armee besetzt.
Im Rahmen des im Westerzgebirge 1946 anlaufenden Uranbergbaus der SAG Wismut für die sowjetische Kernwaffenentwicklung wurde Zwickau ein wichtiges Verarbeitungs- und Versorgungszentrum für diesen Industriezweig.

#### DDR-Zeit

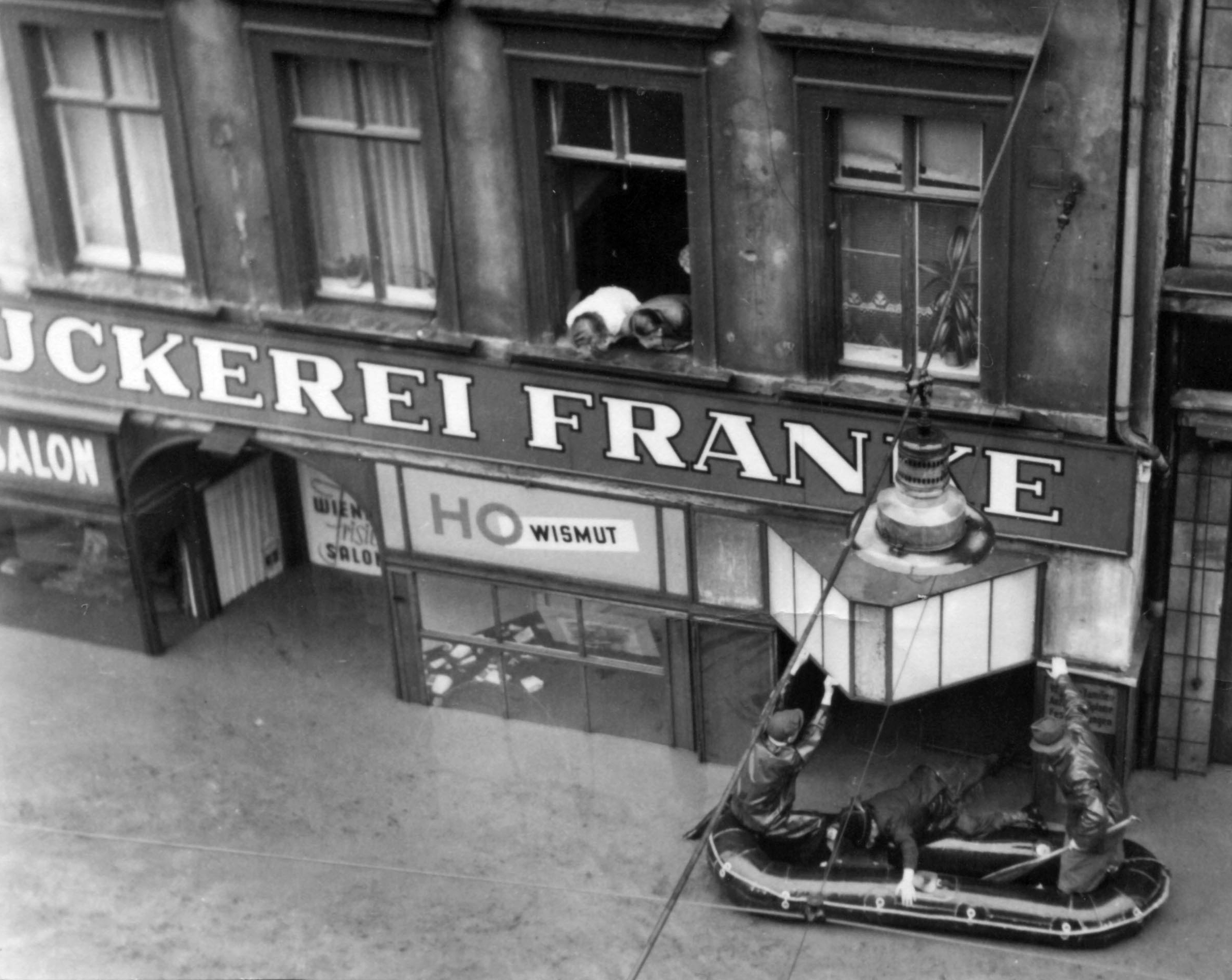
Das verheerende Hochwasser und die Überschwemmungen der Innenstadt am 10. Juli 1954

Der frühere Adolf-Hitler-Ring erhielt nach dem Tode des sächsischen Politikers Rudolf Friedrichs den Namen Dr.-Friedrichs-Ring.
Am 25. Juli 1952 kam die Stadt im Rahmen der Kreisreformen in der DDR zum Bezirk Karl-Marx-Stadt (bis zum 9. Mai 1953 und ab dem 1. Juni 1990 Bezirk Chemnitz). Der damalige Landkreis Zwickau wurde aufgelöst und auf die Kreise Auerbach, Reichenbach, Schmölln, Stollberg, Werdau und Zwickau-Land (Hauptteil) aufgeteilt.
Ein schweres Hochwasser überflutete Mitte Juli 1954 große Teile der Innenstadt, die Altstadt fast vollständig. Auf dem Platz vor dem Gewandhaus stand das Wasser so hoch, dass die Erdgeschossfenster des Gebäudes zu etwa zwei Dritteln von Wasser bedeckt waren.
1960 wurde Zwickau von einem schweren Grubenunglück betroffen. Im Steinkohlenwerk „Karl Marx“ kam es zu einer Explosion, durch die 123 Kumpel ums Leben kamen. 1978 wurde letztmals Steinkohle gefördert.
Auf dem Windberg bei Zwickau wurde das Zentrale Pionierferienlager „Karl Liebknecht“ als Zeltstadt errichtet und betrieben.

#### Entwicklung seit 1989
Mit der Wiedervereinigung Deutschlands und dem Beitritt der DDR zur Bundesrepublik Deutschland am 3. Oktober 1990 gehört Zwickau wieder zum Land Sachsen.
Als am 1. August 1994 in Sachsen das Kreisreformgesetz in Kraft trat, wurden die beiden bisherigen Landkreise Werdau und Zwickau zum Landkreis Zwickauer Land vereinigt. Kreissitz wurde Werdau. Die Stadt Zwickau behielt noch ihren Status als kreisfreie Stadt.
Im Rahmen der Sächsischen Kreisreform am 1. August 2008 wurde der Stadt die Kreisfreiheit entzogen. Zwickau erhielt den Rang einer Großen Kreisstadt und wurde der Verwaltungssitz des nun wesentlich vergrößerten neugegründeten Landkreises Zwickau, der aus der kreisfreien Stadt Zwickau und den ehemaligen Landkreisen Chemnitzer Land und Zwickauer Land gebildet wurde.
Am 4. November 2011 kam es kurz nach 15 Uhr zu einer Explosion und einem anschließenden Brand in einem Wohnhaus in der Frühlingsstraße 26 in Zwickau-Weißenborn. Wie sich später herausstellte, waren in diesem Haus Uwe Böhnhardt, Uwe Mundlos und Beate Zschäpe, Rechtsterroristen des Nationalsozialistischen Untergrunds, für mehrere Jahre untergetaucht. Nach den polizeilichen Ermittlungen löste Beate Zschäpe die Explosion aus, als in den Medien vom Tod der beiden Komplizen in Eisenach berichtet wurde. Das Haus wurde ein halbes Jahr nach der Explosion abgerissen. Seit 3. November 2019 existiert ein Mahnmal für die zehn NSU-Opfer in Form von zehn Bäumen und zugehörigen Gedenktafeln, nachdem ein am 8. September 2019 gepflanzter erster Baum nur wenige Wochen später von Unbekannten abgesägt wurde.
Das Gewandhaus wurde von 2016 bis 2021 für über 20 Millionen Euro umfassend renoviert.

#### Einwohnerentwicklung

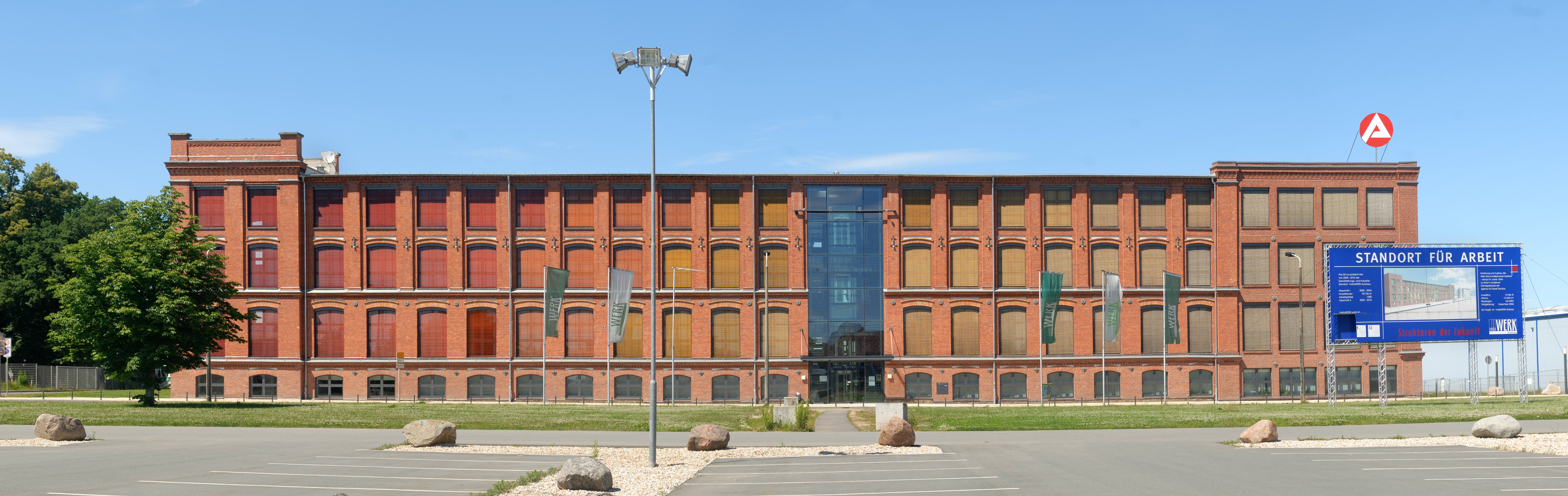
Gründerzeitarchitektur: Arbeitsagentur

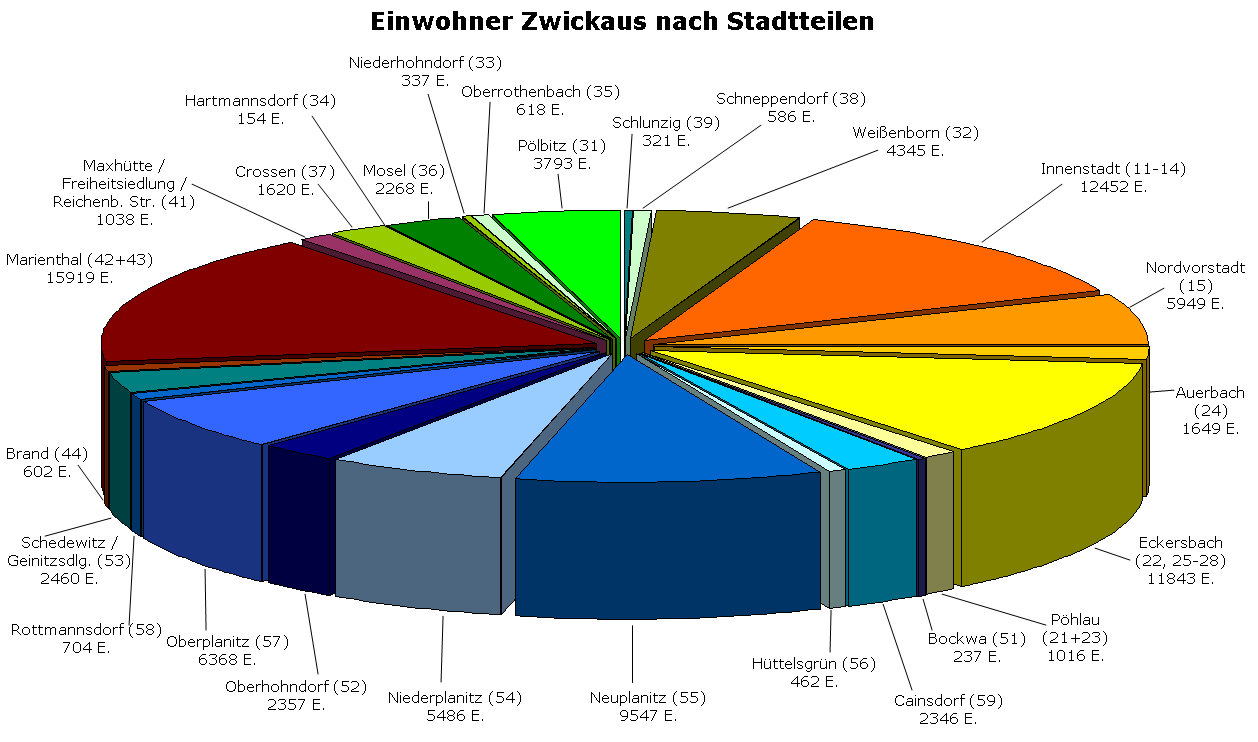
Einwohnerzahl nach Stadtteilen (Stand: Mai 2009)

Nach Öffnung der innerdeutschen Grenze im Herbst 1989 hat Zwickau einen starken Rückgang der Einwohnerzahl erlitten. Der anfängliche Weggang junger, gut ausgebildeter Menschen aufgrund drohender Arbeitslosigkeit hing nach 1990 auch mit der Schließung von fünf Zwickauer Großbetrieben zusammen. Hinzu kam, dass sich die Stadt dem allgemeinen demographischen Negativtrend nicht entziehen konnte; in den neuen Bundesländern sank nach 1990 die Anzahl der Neugeborenen dramatisch. Ein weiterer Grund für den Bevölkerungsrückgang lag in einer zunehmenden Suburbanisierung. Viele Zwickauer sind seit der Wende an den Stadtrand in ein Eigenheim gezogen. Zwickau weist hierdurch im Jahresmittel die meisten Umzüge in Sachsen auf. Ähnlich wie in anderen großen Städten Deutschlands ist Zwickau inzwischen von einem sogenannten „Speckgürtel“ umgeben. So hat der Landkreis Zwickau von allen sächsischen Landkreisen immer noch mit Abstand die höchste Einwohnerdichte. Durch Investitionen in Arbeitsplätze, in Kindertagesplätze, in den Stadtumbau und die Sanierung historischer Bausubstanz ist in der jüngsten Zeit der Prozess erheblich verlangsamt worden. Nach einer Information der kommunalen Statistikstelle zur Wanderungsbewegung der Zwickauer Bevölkerung erreichte diese bereits im Jahr 2009 einen ausgeglichenen Saldo.

## Politik

### Kommunalgeschichte
An der Spitze der Stadt stand im Mittelalter ein markgräflicher beziehungsweise königlicher Vogt. Nachweislich gab es seit 1273 einen Rat. Dieser war später in der Stadtverwaltung allein zuständig. Der Vorsitzende des Rates war der Bürgermeister, der jährlich an Michaelis (29. September) wechselte. Später folgte eine Aufteilung in zwei Räte, den „regierenden“ und den „alten“ Rat. Beide wechselten sich im Amt ab.

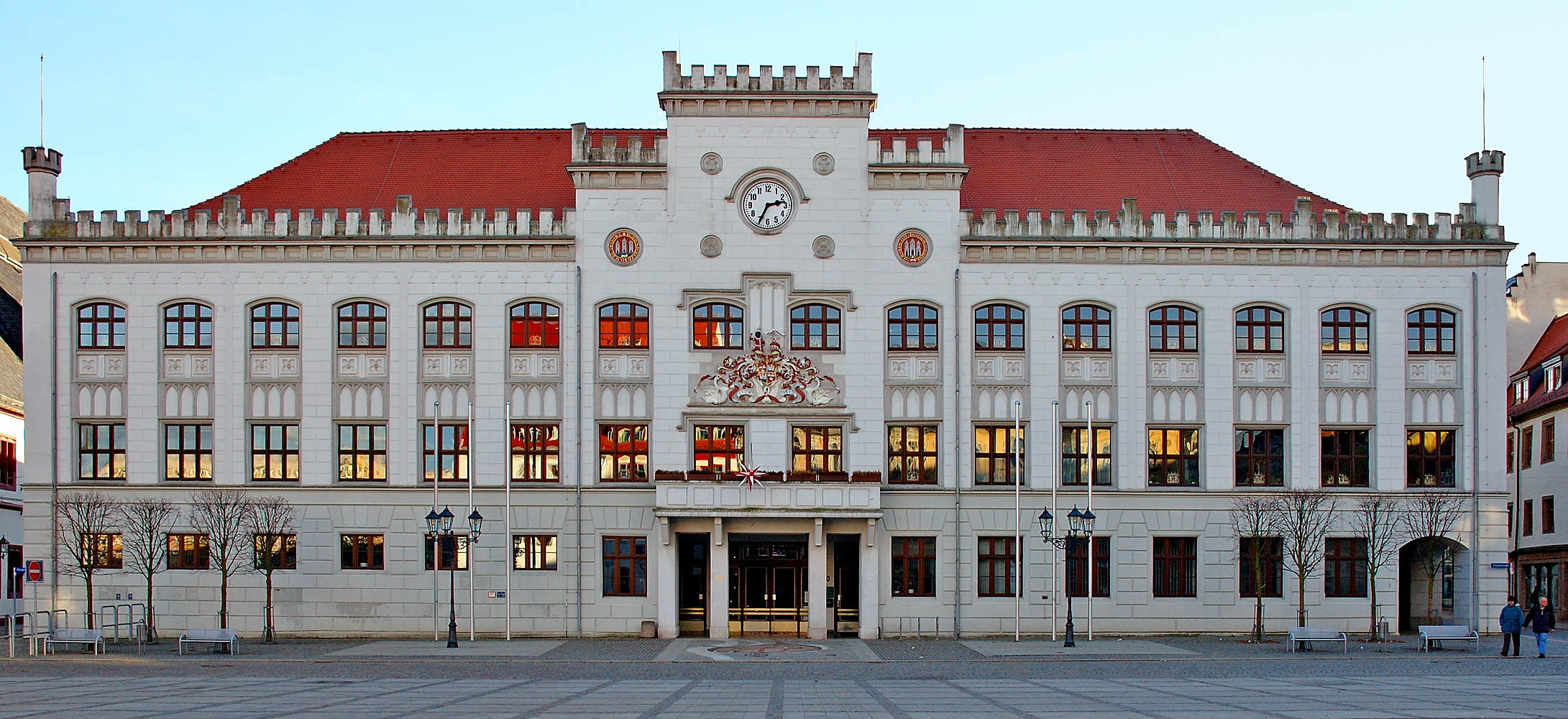
Das Zwickauer Rathaus (1404–1862) im unsanierten Zustand (vor 2008)

Im 15. Jahrhundert erlangte Zwickau durch das Große Berggeschrey hohe wirtschaftliche Bedeutung im Kurfürstentum. Der Zwickauer Patrizier Martin Römer, war als Erster Amtshauptmann zugleich des Kurfürsten Finanzminister. Die Stadt erhielt als besonderes kurfürstliches Privileg das Münz- und Zoll-Regal. Noch heute gibt es in der Stadt eine Münzstraße und ein Zollhaus. Die wirtschaftliche Bedeutung des sächsischen Kurfürstentums spiegelt zum Beispiel der Text der Hymne von Württemberg wider. Im 17. Jahrhundert wurde der alte Rat stark verkleinert, bis er schließlich mit dem regierenden Rat verschmolz, der dann ab 1832 nur noch aus vier Mitgliedern bestand. Bis 1830 wechselten die Bürgermeister weiterhin jährlich, konnten aber dieses Amt mehrmals ausüben. So amtierten zwischen 1800 und 1830 insgesamt „nur“ sechs Bürgermeister. Lothar Streit, seit 1860 Bürgermeister, wurde 1874 erster Oberbürgermeister von Zwickau. Daneben gab es weiterhin einen Rat.
Mit der ersten sächsischen Verwaltungsreform von 1835 erfolgte die Gründung der Kreisdirektion Zwickau. Nahezu vierzig Jahre später wurde aufgrund der Industrialisierung des Landes 1874/1875 eine zweite Verwaltungsreform durchgeführt. Aus den Kreisdirektionen gingen vier Kreishauptmannschaften hervor, darunter die Kreishauptmannschaft Zwickau. Sie war der größte und bevölkerungsreichste Verwaltungsbezirk im Königreich Sachsen. Im Jahr 1900 wurde schließlich die Zwickauer Kreishauptmannschaft in annähernd zwei gleich große Teile geteilt. Aus dem östlichen Teil entstand die Kreishauptmannschaft Chemnitz. 1907 wurde Zwickau kreisfreie Stadt.
Nach dem Ersten Weltkrieg wurde mit der Ausrufung der Republik in Deutschland die konstitutionelle Monarchie in Sachsen abgeschafft; es kam zur Gründung des Freistaates Sachsen mit einer fast unveränderten Verwaltungsstruktur. Obwohl neue Parteien entstanden, behielten die bürgerlichen Parteien eine starke Basis. Inflation und Weltwirtschaftskrise lasteten schwer auf der Stadt. Trotzdem wurden zukunftsweisende Projekte auf den Weg gebracht, etwa der Bau eines neuen Krankenstifts unter Heinrich Braun oder die Planungen für den neuen Hauptbahnhof durch Baurat Otto Falck.
Nach der Machtergreifung der NSDAP 1933 blieb der seit 1919 regierende Oberbürgermeister Richard Holz noch bis 1934 im Amt, danach war Ewald Dost (NSDAP) bis zum Einmarsch der amerikanischen Truppen Zwickauer Oberbürgermeister. 1938 wurden die sächsischen Kreishauptmannschaften in Regierungsbezirke umbenannt. Zwickau war seit 1939 Sitz des gleichnamigen Regierungsbezirkes. Die Amtshauptmannschaften werden seither Landkreise genannt und aus den kreisfreien Städten wurden Stadtkreise. Zwischen 1934 und 1939 erregten die Auto-Union-Rennwagen aus der Rennabteilung der Horch-Werke internationales Aufsehen. Die Planungen zur Stadtentwicklung berücksichtigten das schnelle Wachstum der Stadt, das durch den Zweiten Weltkrieg erst einmal vorüber war.
Mit der kampflosen Übergabe der Stadt am 17. April 1945 an US-amerikanische Truppen endete der Zweite Weltkrieg in Zwickau. Kurz nach Kriegsende verübte Oberbürgermeister Dost in amerikanischer Internierungshaft Suizid. Am 1. Juli 1945 übernahm die Rote Armee die Stadt. In Zwickau, nun zugehörig zur sowjetischen Besatzungszone, wurde ein neuer „Rat der Stadt“ mit einer Stadtverordnetenversammlung gegründet. Die von den Einwohnern der Stadt gewählten Vertreter wurden in den Anfangsjahren nach dem Krieg mehrheitlich von den bürgerlichen Parteien gestellt. Mit Erlass des Befehls 124 der Sowjetischen Militäradministration in Deutschland (SMAD) vom 30. Oktober 1945 wurden nahezu alle größeren Betriebe der Stadt sequestriert. 1946 richtete die Militäradministration Kreisverwaltungen ein. Bereits am 20. Mai 1946 erschien die erste Ausgabe der Tageszeitung „Freie Presse“. Die Zeitung war das Zentralorgan der SED im Zwickauer Bezirk Südwestsachsen. Mit dem SMAD-Befehl 201 vom 19. Oktober 1947 wurden sogenannte Kreisentnazifizierungskommissionen gebildet, denen Stadträte aus den Parteien und Vertreter gesellschaftlicher Organisationen angehörten. Beispielsweise gehörte Herbert Häber, später Politbüromitglied und Honeckers Sonderbeauftragter für Westbeziehungen, als FDJ-Vertreter dieser Kommission an. Deren Aufgabe war es, aktive und verantwortliche NSDAP-Mitglieder und Kriegsverbrecher zu ermitteln (belasteter Personenkreis). Mit dem Befehl 64 vom 17. April 1948 ordnete die Sowjetische Militäradministration das Ende der Sequestrierungen an und befahl, nicht belasteten Personen das bereits beschlagnahmte Eigentum zurückzugeben. Die Werke von Audi und Horch der Auto Union AG, Großbetriebe wie Friemann & Wolf, die Zwickauer Maschinenfabrik, und die Zwickauer Brauereien, aber auch fast alle mittelständischen Unternehmen (z. B. Steinzeuge und Erden, Druckindustrie), wurden jedoch nicht an die ursprünglichen Eigentümer zurückgegeben.

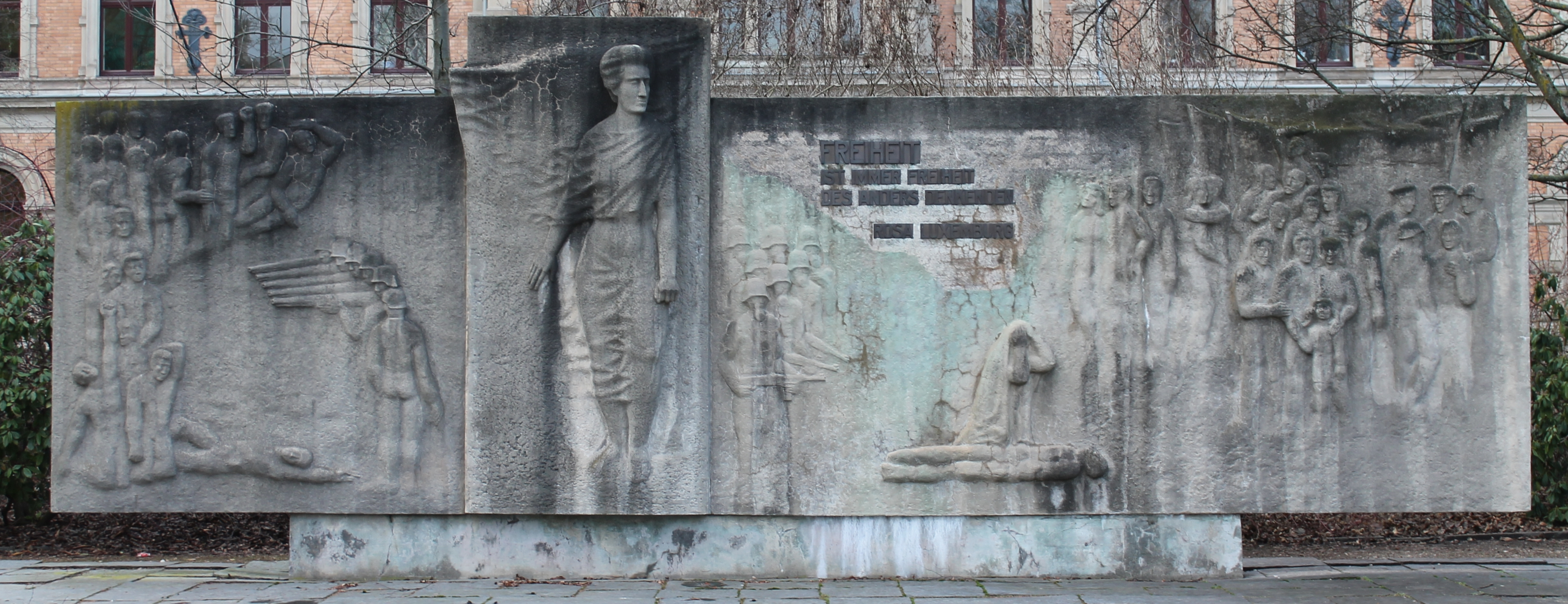
Rosa-Luxemburg-Denkmal in Zwickau – Freiheit ist immer Freiheit des anders Denkenden

Nach der Gründung der DDR am 7. Oktober 1949 wurde der Freistaat Sachsen 1952 in drei Bezirke aufgeteilt und der neue Großbezirk Karl-Marx-Stadt gebildet. Damit verlor die Stadt ihren über Jahrhunderte hinweg gewachsenen historischen Rang als Bezirksstadt.
Als 1990 mit der Herstellung der Einheit Deutschlands der Freistaat Sachsen neu gegründet wurde, erhielt die Stadt ihren historischen Rang als Bezirksstadt nicht zurück, blieb aber zunächst noch kreisfrei. Erst mit der Kreisreform 2008 verlor die Stadt auch die Kreisfreiheit. Der damalige CDU-Oberbürgermeister Dietmar Vettermann erklärte aus Protest gegen diese Entwicklung in einem Brief an Bundeskanzlerin Angela Merkel seinen Austritt aus der Partei. Er empfahl daraufhin den Bürgern Zwickaus zur Oberbürgermeister-Wahl Pia Findeiß, die Kandidatin der Konkurrenzpartei. Danach wurde die Stadt bis 2020 von der SPD regiert und ist der Verwaltungssitz des Landkreises Zwickau.

### Stadtrat
Am 9. Juni 2024 wurden 48 Stadträte von den Zwickauer Bürgern für die Dauer von fünf Jahren gewählt.
- Linke: 2
- BSW: 6
- Grüne: 2
- SPD: 3
- 2ZG: 1
- BfZ: 6
- FDP: 1
- CDU: 10
- AfD: 16
- FS: 1

### Bürgermeister und Oberbürgermeister
Die Wahl des Oberbürgermeisters erfolgt seit 1994 durch direkte Wahl aus einem Kandidatenkreis des Stadtrates durch die Bürger der Stadt. Die Amtszeit (Wahlperiode) des Stadtoberhauptes beträgt sieben Jahre. Der Oberbürgermeister ist zugleich der Vorsitzende des Stadtrats.
Von 2008 bis 2020 war Pia Findeiß (SPD) Oberbürgermeisterin der Stadt.
Bei der Wahl 2020 wurde Constance Arndt (BfZ) am 11. Oktober im zweiten Wahlgang mit absoluter Mehrheit zur Oberbürgermeisterin gewählt. Ihre Vorgängerin hatte nicht mehr kandidiert.
| Ergebnis der Bürgermeisterwahl 2020 | Ergebnis der Bürgermeisterwahl 2020 | Ergebnis der Bürgermeisterwahl 2020 | Ergebnis der Bürgermeisterwahl 2020 | Ergebnis der Bürgermeisterwahl 2020 | Ergebnis der Bürgermeisterwahl 2020 |
| Kandidat                            | 1. Wahlgang                         | 1. Wahlgang                         | 2. Wahlgang                         | 2. Wahlgang                         | Politische Unterstützung            |
| Kandidat                            | Stimmen absolut                     | Stimmen-Anteil                      | Stimmen absolut                     | Stimmen-Anteil                      | Politische Unterstützung            |
| ----------------------------------- | ----------------------------------- | ----------------------------------- | ----------------------------------- | ----------------------------------- | ----------------------------------- |
| Constance Arndt                     | 06.505                              | 21,7 %                              | 19.356                              | 71,9 %                              | BfZ                                 |
| Kathrin Köhler                      | 09.452                              | 31,5 %                              | 07.548                              | 28,1 %                              | CDU                                 |
| Andreas Gerold                      | 05.109                              | 17,0 %                              | n.k.                                | n.k.                                | AfD                                 |
| Michael Jakob                       | 04.797                              | 16,0 %                              | n.k.                                | n.k.                                | Einzelbewerber                      |
| Ute Manuela Brückner                | 04.183                              | 13,9 %                              | n.k.                                | n.k.                                | Die Linke                           |
| Wähler/Wahlbeteiligung              | 30.251                              | 41,9 %                              | 27.153                              | 37,7 %                              |                                     |
| Gültige Stimmen                     | 30.046                              | 99,3 %                              | 26.907                              | 99,1 %                              |                                     |
| Ungültige Stimmen                   | 00.205                              | 00,7 %                              | 00.246                              | 00,9 %                              |                                     |

Liste der Bürgermeister und Oberbürgermeister (seit 1800 vollständig)
Die Jahreszahlen hinter den Namen geben die Amtsjahre an, wobei das Amtsjahr nicht dem Kalenderjahr entsprach. Seit 1874 hat die Stadt einen Oberbürgermeister.
- Conrad von Salburg: 1297–1305, 1307
- Conrad Brückner: 1392
- Franz Streussing: 1403
- Peter Mergenthal: 1394, 1396, 1398, 1400, 1402, 1404
- Erasmus Stella: 1513, 1515
- Hermann Mühlpfort: 1521, 1523, 1525, 1527, 1529, 1531, 1533
- Carl Wilhelm Ferber: 1800, 1802, 1804, 1806, 1808, 1810, 1812, 1814
- Tobias Hempel: 1801, 1803, 1805, 1807, 1809, 1811, 1813, 1815, 1817, 1819
- Christian Gottlieb Haugk: 1816, 1818, 1820, 1822
- Carl Heinrich Ruppius: 1821, 1823, 1825, 1826
- Christian Heinrich Pinther: 1824
- 1827–1830: Christian Heinrich Mühlmann (als Stadtvogt)
- 1830–1832: Franz Adolf Marbach
- 1832–1860: Friedrich Wilhelm Meyer (parteilos)
- 1860–1898: Lothar Streit (DFP)
- 1898–1919: Karl Keil (parteilos)
- 1919–1934: Richard Holz (parteilos)
- 1934–1945: Ewald Dost (NSDAP)
- 1945: Fritz Weber (kommissarisch) (SPD)
- 1945: Georg Ulrich Handke (kommissarisch) (KPD)
- 1945–1949: Paul Müller (SPD, seit 1946 SED)
- 1949–1954: Otto Aßmann (SED)
- 1954–1958: Otto Schneider (SED)
- 1958–1969: Gustav Seifried (SED)
- 1969–1973: Lisbeth Windisch (SED, auch DFD)
- 1973–1977: Helmut Repmann (SED)
- 1977–1990: Heiner Fischer (SED)
- 1990–2001: Rainer Eichhorn (CDU)
- 2001–2008: Dietmar Vettermann (bis Januar 2008 CDU, danach parteilos; Wahl: 2001)
- 2008–2020: Pia Findeiß (SPD; Wahl: 2008, 2015)
- seit 2020: Constance Arndt (Bürger für Zwickau; Wahl: 2020)

### Stadtwappen und Siegel

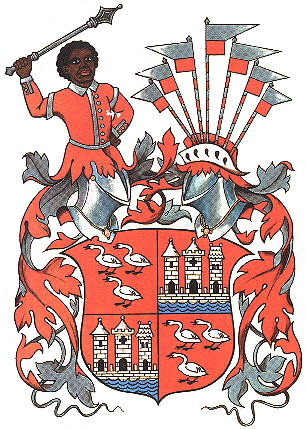
Großes Wappen Zwickaus

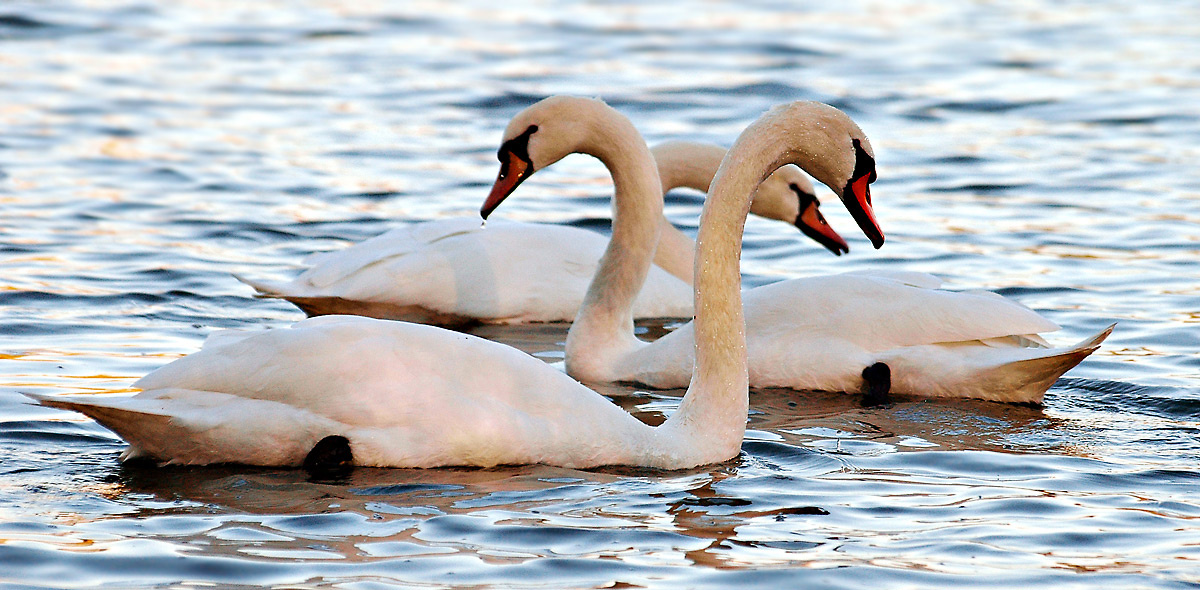
Die Zwickauer Wappentiere am Schwanenteich

Vom Zwickauer Wappen, auch Schwanenwappen genannt, gibt es zwei Varianten. Das kleine Wappen wird als Amtssiegel verwendet. Als Stadtlogo wurde es ab 2008 im Rahmen der Einführung eines neuen Corporate Designs abgelöst.
Das üppig gestaltete sogenannte „Große Wappen“ oder auch „Des Rates Ganzes“ entstand um 1560. Die Farben Rot, Weiß sowie Gold und Silber stehen für den ersten Rang unter Sachsens Städten infolge des „Großen Berggeschreys“ im 15. Jahrhundert. Rot symbolisiert das kaiserliche Rotsiegelprivileg, das Zwickau 1473 durch Kaiser Friedrich III. verliehen wurde.
Nur Zwickau durfte im Kurfürstentum Sachsen zwei Helme im Wappen führen. Zum Großen Wappen gehört der Heilige Mauritius, der bereits 1212 als Patron der Stadtpfarrkirche erwähnt wird. Weiterhin sind der Kurhut mit sieben rot-weißen Fähnchen als höchstes Rangabzeichen des Kurfürstentums Bestandteile des Großen Wappens. Die sieben Fähnchen symbolisieren die sieben Kurfürstentümer des Heiligen Römischen Reiches (962–1806).
Das älteste erhaltene Siegelpetschaft mit drei Türmen wird um 1290 datiert. Drei Schwäne in einer frühen Form des Wappens sind zu Beginn des 15. Jahrhunderts nachgewiesen. Die Grabplatte der Zwickauer Ratsherren, die nach dem Blutgericht von 1407 hingerichtet wurden und im Kreuzgang des Klosters St. Afra zu Meißen begraben wurden, tragen dieses. Das Bild zeigt die schlichte Ausführung des Großen Wappens. Die Prunkform des Großen Wappens befindet sich über dem Portal des Rathauses am Hauptmarkt.
Blasonierung: Das Große Wappen am Rathaus hat ein geviertes Schild mit goldenem Schildteilungskreuz und goldener Schildumrandung. In den Feldern rechts oben und links unten jeweils drei (zwei zu eins gestellte) schreitende weiße Schwäne auf rotem Grund; in den Feldern links oben und rechts unten über blauen Wellen die Stadtmauer mit drei unterschiedlichen silbernen Türmen. Beide Helme tragen ein goldenes Visier. Der heilige Mauritius bildet die Helmzier des rechten Helms. Auf dem linken Helm dient der Kurhut mit sieben rot-silbernen Fähnchen als Helmzier. Jeweils ein Schwan links und rechts sind als Schildhalter in die rot-silberne Verzierungsbänder beigestellt. Der Schwan mittig unterhalb des Schildes trägt das Verzierungsband, in dem die Jahreszahlen 1404 und 1862 aufgeschrieben sind.

### Städtepartnerschaften
Zwickaus Partnerstädte sind:
- Dortmund (Deutschland), seit 1988
- Jablonec nad Nisou (deutsch: Gablonz an der Neiße) (Tschechien), seit 1971
- Zaanstad (Niederlande), seit 1987
- Wolodymyr (Ukraine) seit 2014
- Yandu (Volksrepublik China) seit 2014

## Religionen
Die Einwohner von Zwickau waren über vier Jahrhunderte hinweg fast ausschließlich protestantisch. Seit der DDR-Zeit sind sie überwiegend konfessionslos. Gemäß Zensus 2022 waren am 15. Mai 2022 11 % der Zwickauer Mitglied in der evangelischen und 3 % Mitglied in der katholischen Kirche. Rund 86 % machten zu ihrer Religionszugehörigkeit keine Angaben, waren bekenntnislos oder gehörten einer anderen Konfession an.

### Protestanten

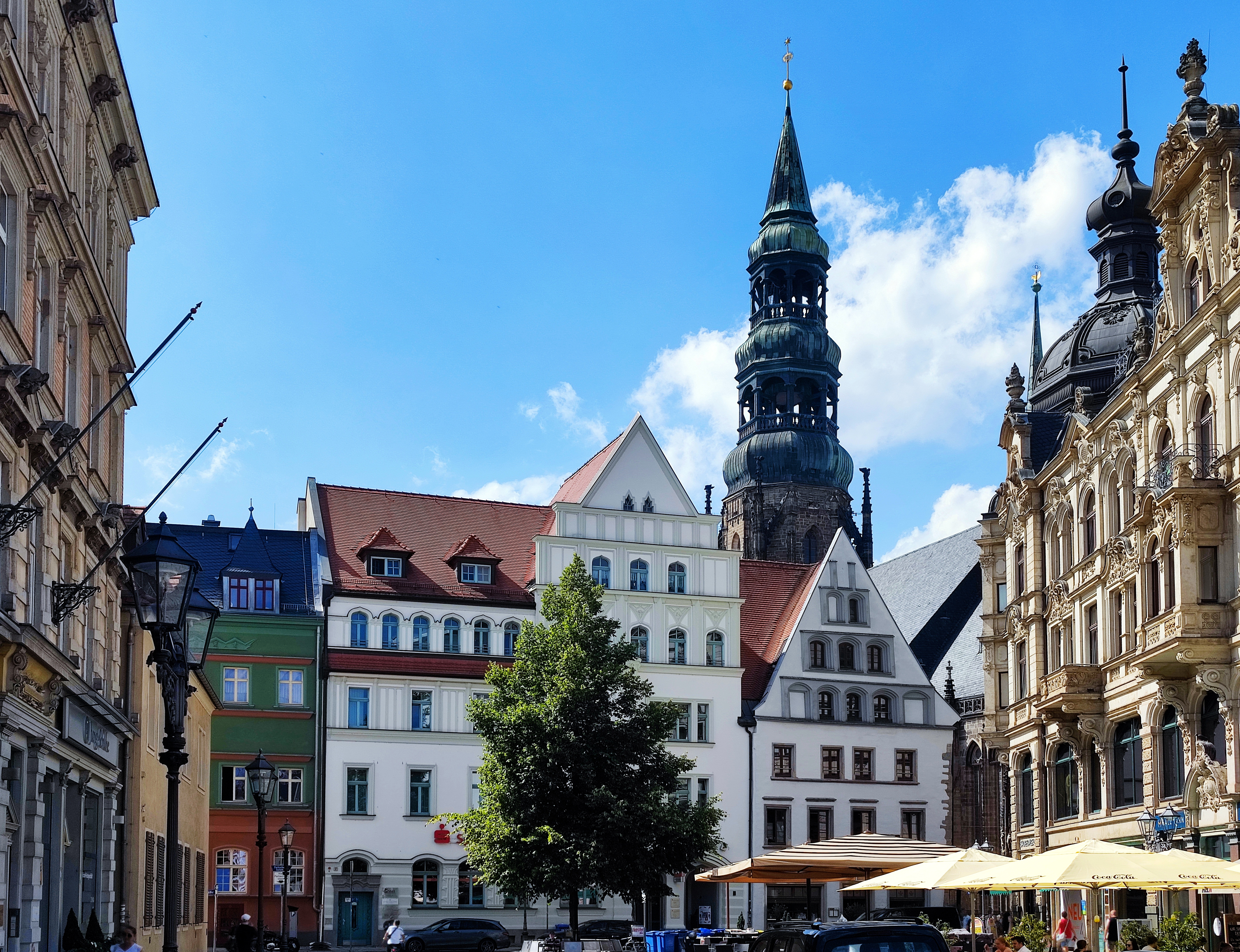
Hauptmarkt mit Blick zum Dom St. Marien

Am 31. Oktober 1517 kam es zum Thesenanschlag von Martin Luther an der Schlosskirche zu Wittenberg. Bereits 1518 wurden in Zwickau evangelische Predigten abgehalten. Der Tuchweber Nikolaus Storch, der Tuchmacher Thomas Drechsel und der Student zu Wittenberg Markus Stübner gelten als die Zwickauer Propheten. Gemeinsam verband sie die Vision vom „inneren Wort“ und „vom inneren Licht“. Durch sie erfuhr die Zwickauer Bevölkerung ab 1520, dass die Sakramente der Kirche nutzlos sind. Sie vertraten die These, dass jeder Mensch ein inneres Licht im Herzen trage, wodurch die Gottlosigkeit beendet werde und das Friedensreich komme. Es komme schließlich auf das Handeln nach der Botschaft Jesu an und nicht allein auf das Glauben. Der Zwickauer Bürgermeister Hermann Mühlpfort und der Pfarrer der Marienkirche, Nikolaus Hausmann, stellten sich gegen die durch die Zwickauer Propheten angefachte prophetische Volksbewegung. Auch Martin Luther stand auf der Seite der Autoritäten und stritt für die Einführung einer Amtskirche. Er bezog Stellung gegen die Zwickauer Propheten und versuchte die Volksbewegung aufzulösen. Martin Luther widmete 1520 dem Zwickauer Bürgermeister Hermann Mühlpfort die Schrift Von der Freiheit eines Christenmenschen. Am 8. April 1522 quartierte sich Luther bei Bürgermeister Mühlpfort ein. Am 1. Mai versammelten sich vor dem Zwickauer Rathaus 14.000 Menschen aus Zwickau und Umgebung. Der Zwickauer Marktplatz wurde zum Schauplatz einer geistigen Auseinandersetzung. Es gelang Luther offensichtlich nicht, die Mehrheit der Menschen auf seine Seite zu ziehen. Thomas Müntzer, Pfarrer der Zwickauer Katharinenkirche, stellte sich im Gegensatz zu Luther hinter die urchristlichen Ideale der prophetischen Volksbewegung. 1524 wurde das Abendmahl in Zwickau „in beiderlei Gestalt“ gespendet.
Nach dem Scheitern der Zwickauer Propheten radikalisierte sich Thomas Müntzers Denken. Das soziale Unrecht an den Menschen führte schließlich im Jahr 1525 vor allem in Thüringen zu Bauernaufständen, an dessen Spitze sich Thomas Müntzer stellte. Die letzten Mönche wurden aus der Stadt gewiesen. 1525 war die Reformation zunächst abgeschlossen. Zwickau war europaweit die zweite Stadt, in der die Reformation Fuß gefasst hatte. 1529 erhielt die Stadt eine lutherische Kirchenordnung. Danach war Zwickau über viele Jahrhunderte überwiegend protestantisch.
Neben der Evangelisch-Lutherischen Landeskirche Sachsens gibt es Gemeinden, die zu Freikirchen gehören. Darunter sind Evangelisch-Freikirchliche Gemeinden (Baptisten), die Freikirche der Siebenten-Tags-Adventisten, Gemeinden der Evangelisch-methodistischen Kirche, der Evangelisch-Lutherischen Freikirche und eine Herrnhuter Brüdergemeine, ferner eine Freie Christliche Gemeinde und die Christengemeinde Elim (Mitglied im Bund Freikirchlicher Pfingstgemeinden).

### Katholiken
Im 19. Jahrhundert zogen auch wieder Katholiken in die Stadt. Diese gründeten 1818 wieder eine Pfarrgemeinde. Sie gehörte zum Apostolischen Vikariat mit Sitz in Dresden, das seit 1743 zuständiger Verwaltungsbezirk in der Nachfolge des in der Reformationszeit aufgelösten Bistums Meißen war. Aus diesem Verwaltungsbezirk entstand 1921 (wieder) das Bistum Meißen, seit 1980 Bistum Dresden-Meißen, das heute zur Kirchenprovinz Berlin (Erzbistum Berlin) gehört. Zwickau wurde innerhalb des Bistums Meißen Sitz eines Dekanats, zu dem auch Pfarrgemeinden außerhalb Zwickaus gehören. Derzeitiger Dekan ist Gregor Giele, leitender Pfarrer der Pfarrei Heilige Familie Zwickau.
In der Stadt Zwickau gibt es drei römisch-katholische Gemeinden.

### Judentum
Bereits im 19. Jahrhundert hatten sich Juden in Zwickau niedergelassen. Im Jahr 1905 wurde der erste Betsaal der jüdischen Zwickauer Gemeinde in der Bahnhofstraße 8 eingeweiht, der heute als Gemeinderaum der Freien Baptistengemeinde dient und in dem noch mehrere Details an die ursprüngliche Funktion erinnern. Später gab es noch einen Betsaal der orthodoxen jüdischen Mitglieder in der Burgstraße 10 (heute etwa Alter Steinweg). Im Vorderhaus waren die Wohnungen ärmerer jüdischer Familien und eine „Wochentagssynagoge“. Ab 1938 wurden die Juden aus der Stadt vertrieben. In der Pogromnacht am 9. November 1938 wurden durch SA-Männer die jüdischen Einrichtungen angezündet. Die Grabsteine auf dem jüdischen Friedhof wurden geschändet und die Aussegnungshalle durch Brandstiftung zerstört. Zu den bekanntesten Zwickauer Juden zählten die Besitzer des Kaufhauses Schocken und der Chef des Lindenhof-Orchesters, Erwin Pollini. Nach dem Krieg kehrten nur wenige Überlebende in die Stadt zurück. Die Stadt erinnert mit einem Pflastermosaik und mit einer Gedenktafel vor der ehemaligen Alfred-Leuschke-Schule (dem späteren Georgengymnasium), von wo aus die Zwickauer Juden deportiert wurden, an die Judenverfolgung in der Zeit des Nationalsozialismus. Weiter erinnern auch einige Stolpersteine an die Deportationen.

### Weitere Religionsgemeinschaften
Auch die Neuapostolische Kirche und die Apostolische Gemeinschaft gibt es in Zwickau. Darüber hinaus sind auch die Kirche Jesu Christi der Heiligen der Letzten Tage (Mormonen), die Religionsgemeinschaft der Zeugen Jehovas und der islamische Al-Faruq Integrations- und Kulturverein e. V. in der Stadt vertreten.

## Wirtschaft und Infrastruktur

### Wirtschaftsgeschichte

#### Wurzeln der Wirtschaftsentwicklung
Bereits im frühen Mittelalter wird die Zwickauer Steinkohle entdeckt. Doch die erste große Blütezeit der Stadt beginnt erst um 1470 mit dem Fündigwerden der Silberanbrüche auf dem Schneeberg. Die Stadt wird zum kurfürstlichen Zoll- und Finanzzentrum. Etwa zur gleichen Zeit war Zwickau auch ein Zentrum der Tuchmacher. Zwicksches Tuch war in deutschen Landen weithin ein Begriff. Das Gewandhaus am Hauptmarkt entstand in dieser Zeit. Im Zwickauer Steinkohlenrevier begann mit dem Einsatz der Dampfmaschine eine neue Blütezeit. Die industrielle Förderung dieses Bodenschatzes verhalf der Stadt zu Beginn des 19. Jahrhunderts zu einem raschen Wachstum und weitere Branchen des verarbeitenden Gewerbes siedelten sich hier an.

#### Beginn der Industrialisierung
Am Zwickauer Stadtrand in Cainsdorf siedelte sich die „Königin-Marien-Hütte“ an, ein Unternehmen der Montanindustrie.
Carl Gottfried Haentze wandelte die Spinnmühle Schedewitz in den 1830er Jahren zu einer maschinellen Kammgarnspinnerei um.
1842 wurde die Zwickauer Maschinenfabrik gegründet, die 1872 von den damaligen Besitzern Brod & Stiehler in eine Aktiengesellschaft umgewandelt wurde. Der Unternehmensteil „Blechbearbeitungsmaschinen“ in Niederschlema fertigte Exzenter-, Zieh- und Friktionsspindelpressen, Scheren, Stanzen, Abkant-, Biege- und Richtmaschinen sowie Einrichtungen für Papierfabriken. Haupterzeugnisse des Unternehmens waren Luftkompressoren, Druckluft- und Zentrifugalpumpen, Dampf- und Fördermaschinen für Bergwerke mit denen das Unternehmen im In- und Ausland bedeutende Umsätze erzielte.
Heinrich Dietel gründete 1869 vor den Toren der Stadt die Kammgarnspinnerei in Wilkau. Zehn Jahre später expandierte er nach Sosnowice (Polen) und Cossmannsdorf bei Dresden. Hergestellt wurden Garne in allen Feinheitsgraden.
Carl Wolf gründete 1884 mit seinem Patent zur Benzin-Sicherheitsleuchte die Firma Friemann & Wolf, eines der ersten global agierenden Unternehmen Deutschlands.
1906 fand die erste Westsachsenschau statt.

#### Handel
Simon und Salman Schocken gründen 1907 das Warenhaus I. Schocken Söhne Zwickau. Die Warenhäuser der Gebrüder Schocken stiegen 1930 zum viertgrößten Warenhauskonzern Deutschlands auf.

#### Automobilindustrie
In Zwickau werden seit 1904 ohne Unterbrechung Automobile produziert; die Stadt ist die Wiege der sächsischen Automobilindustrie. Am 2. Oktober 1903 wurde hier der Sächsisch-Thüringische Automobil-Club (SThAC) gegründet. Initiator und erster Präsident war der Zwickauer Fabrikbesitzer Paul Fikentscher. Bekannte Unternehmer aus der Kreishauptmannschaft Zwickau waren Mitglieder des Automobilclubs, so auch der Ingenieur August Horch, der 1902 in Reichenbach im Vogtland eine Automobilmanufaktur gegründet hatte. Weil die Erweiterung seines Reichenbacher Betriebes von der ansässigen Unternehmerschaft missbilligt wurde, verlegte er sein Unternehmen nach Zwickau, wo am 10. Mai 1904 die August Horch & Cie. Motorwagenwerke AG in das Handelsregister des Zwickauer Amtsgerichts eingetragen wurde. Der Zwickauer Rechtsanwalt Rudolph Stöss gewann 1906 mit einem Horch 18/20 PS die Herkomer-Konkurrenz. Dieser „leichte Kardanwagen“, eine Neukonstruktion von Horch und dessen Weggefährten August Hermann Lange, brachte trotz seiner relativ geringen Motorstärke den Gesamtsieg beim damals bekanntesten deutschen Automobilwettbewerb ein.
August Horch war verantwortlicher Konstrukteur und Technischer Leiter von Horch & Cie., hielt jedoch selbst nur einen geringen Unternehmensanteil und hatte daher keine kaufmännische Entscheidungsbefugnis. Nach Zerwürfnissen mit dem Finanzvorstand musste Horch das Unternehmen verlassen und gründete am 16. Juli 1909 nicht weit entfernt die August Horch Automobilwerke GmbH. Auch Konstrukteur Lange nebst einer Anzahl von Mitarbeitern wechselte in August Horchs neues Unternehmen. Zwickau war damit die einzige Stadt im Deutschen Reich, in der gleich zwei Automobilunternehmen ansässig waren. Die Geschäftsführung der Horchwerke klagte wegen Verletzung des Markenrechts und Horch musste 1910 seine Fabrik in Audi Automobilwerke GmbH Zwickau umfirmieren. Das Unternehmen wurde 1915 in die Aktiengesellschaft Audiwerke AG Zwickau umgewandelt.
Im Jahre 1910 erzielte Audi bei der Internationalen Tourenfahrt des Schwedischen Motorklubs vom 17. bis 24. Juni mit dem ersten Preis einen ersten Erfolg. Audi startete 1911 zum ersten Mal mit drei Wagen bei der Internationalen Österreichischen Alpenfahrt und August Horch erhielt einen ersten Preis, die große silberne Medaille und das Ehrendiplom. Der Audi Typ C 14/35 PS siegte von 1912 bis 1914 dreimal hintereinander bei der Internationalen Österreichischen Alpenfahrt. Das Automobil ging als Alpensieger in die Geschichte ein. Das Zwickauer Werksteam erhielt 1914 nicht nur den Teampreis, sondern gewann den Großen Alpenwanderpreis. Damit konnte Audi einen in der Geschichte des Automobilsports seltenen Erfolg verzeichnen. Bei der internationalen Zuverlässigkeitsfahrt 1914 war eine Konkurrenz von 33 Fabrikaten am Start. Der Wettbewerb ging über eine Strecke von 3000 Kilometer durch die Alpen mit den schwierigsten Strecken. Heute besitzt den Großen Alpenwanderpreis das museum mobile der Audi AG in Ingolstadt.
In der Weimarer Republik zwischen 1920 und 1932 entwickelte der neue Hauptaktionär und Weltbürger Moritz Straus das Unternehmen Horch zu einer elitären Automobilmarke. In Zwickau begann 1926 die Ära der industriell gefertigten Achtzylinder-Reihenmotoren: Der Horch 12/60 PS (Typ 303) war das erste deutsche Serienfahrzeug mit Achtzylindermotor, gefolgt 1927 vom Audi Typ R. Auf dem Pariser Autosalon wurde 1931 der Horch Typ 670 mit Zwölfzylinder-V-Motor vorgestellt und erhielt einen Preis. Als erstes deutsches Fahrzeug hatte er einen Motor mit Hydrostößeln.
Ab 1932 gehörten Horch und Audi zur Auto Union AG, blieben jedoch eigenständige Marken. Bei Audi wurden ab 1931 die dort entwickelten DKW-„Frontwagen“ (geschützter Name) mit Zweitaktmotor und dem damals neuen Frontantrieb hergestellt. Die Horchwerke lieferten 1936 ihren 25.000. Wagen mit Achtzylindermotor aus. Die Marke hatte im Deutschen Reich bei den Luxusautomobilen einen Marktanteil von 54 Prozent.
1934 bis 1940 wurden in der Auto Union-Rennabteilung im Werk Horch zunächst von Ferdinand Porsche und später von Robert Eberan von Eberhorst die Zwickauer „Silberpfeile“ (Auto Union „Grand-Prix-Wagen“) entwickelt. Mit einem Auto Union Rennwagen Typ C durchbrach 1937 der deutsche Rennfahrer Bernd Rosemeyer als Erster in der Geschichte des Automobils die 400-km/h-Geschwindigkeitsschwelle auf einer öffentlichen Autostraße (Reichsautobahn Frankfurt–Heidelberg).
Ab 1937 baute man im Werk Horch für die Wehrmacht die Mittleren und Schweren Einheits-Pkw (Typ Horch 901 und Horch 108). Alle Werke der Auto Union AG wurden ab 1940 verstärkt in die Rüstungsproduktion eingebunden und fertigten neben Panzer- und Flugmotoren (→ Mitteldeutsche Motorenwerke) auch kleine Stromerzeugungsaggregate für den mobilen Einsatz. Im letzten Jahr des Zweiten Weltkriegs wurde das Werk Horch bei Luftangriffen auf Zwickau schwer getroffen.

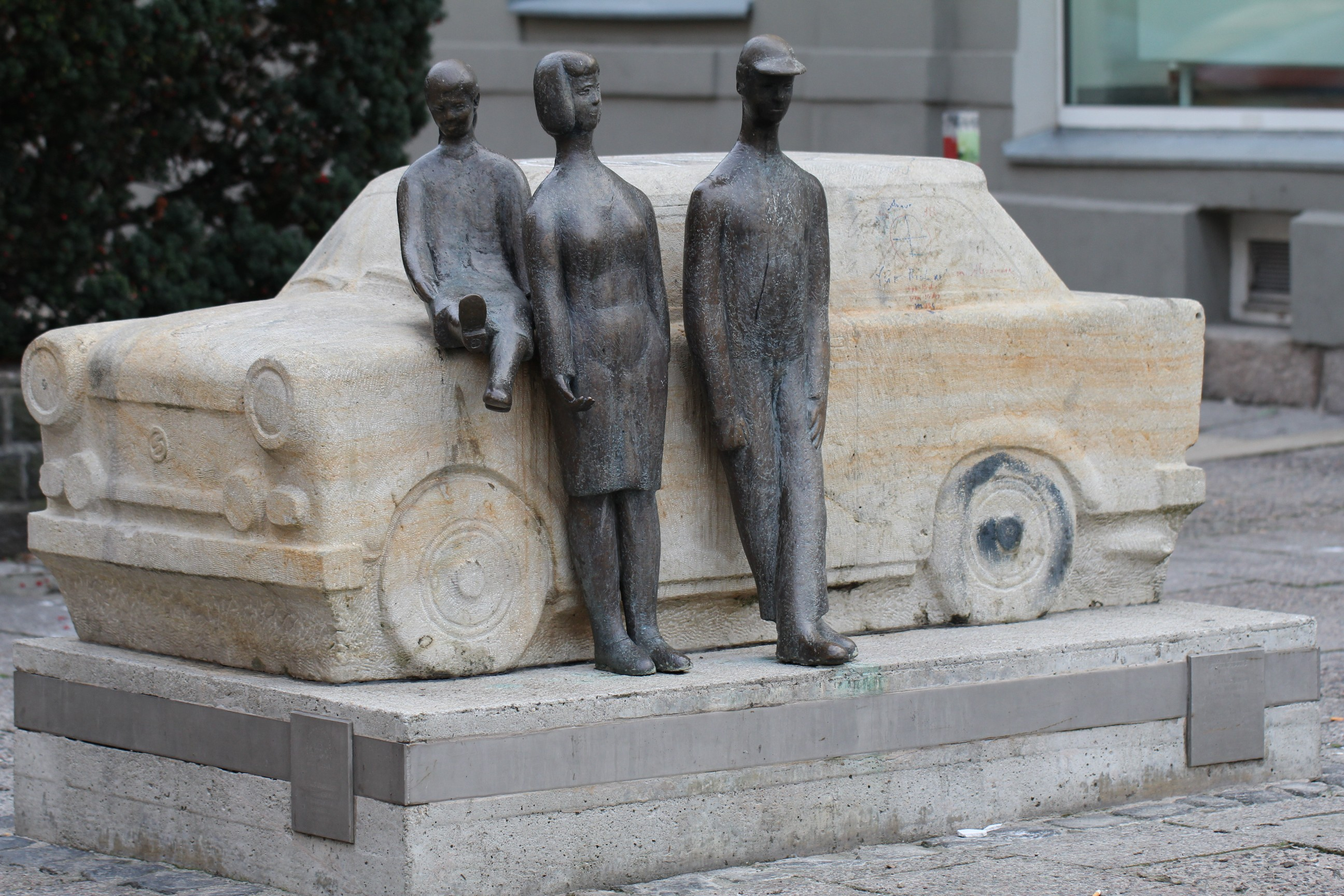
Trabant-Denkmal von Berthold Dietz am früheren Standort am Georgenplatz (seit 2015 am August-Horch-Museum)

Auf der Leipziger Frühjahrsmesse 1955 stellten die Zwickauer Automobilbauer den ersten Serien-PKW der Welt mit Kunststoffkarosserie (AWZ P 70) der Öffentlichkeit vor. Aus den Unternehmen VEB Automobilwerk Zwickau (AWZ) (ehemals Audi) und dem VEB Kraftfahrzeugwerk Horch Zwickau entstand 1958 der VEB Sachsenring Automobilwerke Zwickau, wo von Oktober 1957 bis April 1991 der Trabant hergestellt wurde. Heute setzt die Volkswagen Sachsen GmbH die automobilen Traditionen der Stadt fort. Im VW-Werk Zwickau werden die Modelle Golf, Passat, ID.3 sowie Karosserien für den Bentley Continental GT gefertigt. In Kooperation mit der Gläsernen Manufaktur fertigte das Werk den VW Phaeton (Endmontage in der Manufaktur).

#### Uranaufbereitung der SDAG Wismut
1946 wurde die Stadt von der sowjetischen Besatzungsmacht als Versorgungsbasis für die SAG Wismut ausgewählt. Nach der Enteignung der Papier- und Kartonagenfabrik C.F. Leonhardt & Söhne in Zwickau-Crossen nahm 1951 auf diesem Gelände der Uranerzaufbereitungsbetrieb „Objekt 101“ die Produktion auf. Bis zur politischen Wende von 1989 wurde hier aus dem Uranerz der Rohstoff für die sowjetische Atomindustrie gewonnen. Das Erz wurde mit Ganzzügen der Deutschen Reichsbahn über den Crossener Industriebahnanschluss angeliefert. Der Inhalt der Eisenbahnwaggons wurde in Bunkeranlagen gekippt. Anschließend wurde er über Transportbänder zu Kugelmühlen gefördert, wo er zermahlen und daraus durch alkalische Laugung Uranoxid (Yellowcake) hergestellt wurde. Im Zuge des technologischen Prozesses wurden im Zwickauer Norden enorme Mengen Gesteinsabraum zu einer weithin sichtbaren Abraumhalde aufgeschüttet. Deren verunreinigtes Sickerwasser belastete die Zwickauer Mulde erheblich. Nördlich von Zwickau lag in einem Talkessel die Nachbargemeinde Helmsdorf. Die Ortschaft wurde abgerissen; die Einwohner zwangsumgesiedelt. Auf dem Areal entstand ein Absetzbecken, wohin die flüssigen Prozessabfälle gepumpt wurden. In Crossen wurden insgesamt aus 74,7 Millionen Tonnen Erz etwa 77.000 Tonnen Uran produziert, das als Kriegsreparation in die Sowjetunion geliefert wurde.

### Ansässige Unternehmen
Seit 2008 gibt es eine kommunale Förderrichtlinie der Stadt Zwickau, die für jeden neu geschaffenen Vollzeitarbeitsplatz eine Zuwendung gewährt. Nach der Veröffentlichung im Arbeitsmarktreport der Bundesagentur für Arbeit, Regionaldirektion Sachsen, vom Mai 2023 hat die Region Zwickau bezogen auf alle zivilen Erwerbspersonen mit 5,3 % eine der niedrigsten Arbeitslosenquote in Sachsen.
Die größten ansässigen Unternehmen in Zwickau sind:
- Adient Autositze GmbH & Co. KG
- AES GmbH, Auto-Entwicklungsring Sachsen
- Autovision GmbH, Standort Zwickau – 100-prozentige VW-Tochter, Dienstleister der Automobilindustrie[80]
- Clarios Zwickau GmbH & Co. KG, ehemals Johnson Controls Sachsen-Batterien GmbH & Co. KG
- Cray Valley Kunstharze GmbH, Herstellung von Alkydharzen und Kunststoffdispersionen
- FES GmbH, Fahrzeug-Entwicklung Sachsen
- Forschungs- und Transferzentrum e. V. an der Westsächsischen Hochschule
- GAZ – Geräte- und Akkumulatorenwerk Zwickau GmbH[81]
- GKN Deutschland GmbH, Werk Mosel (Gelenkwellenwerk)
- Grammer System GmbH, Zulieferer, Sitze für die Automobilindustrie
- Heinrich-Braun-Klinikum Zwickau, Akademisches Lehrkrankenhaus der Universität Leipzig[82]
- Hoppecke Batterien GmbH & Co. KG (ehemals VEB Grubenlampen- und Akkumulatorenwerke Zwickau)
- HQM Sachsenring GmbH als Modul- und Systemlieferant für die Automobilindustrie
- ILKAZELL Isoliertechnik GmbH, spezialisiert auf Tiefkühl- und Reinraumsysteme sowie Dämmtechnik
- Mauritius Brauerei Zwickau GmbH, Privatbrauerei
- Radsystem GmbH, Stammsitz Zwickau-Mosel, gegr. 1992, Zulieferer für Kompletträder (13–18″)[83]
- Sachsentrans Spedition & Logistik GmbH, Logistikdienstleister, ein Unternehmen der Verbundinitiative Automobilzulieferer (AMZ)[84]
- Sasit Industrietechnik GmbH, Hersteller von Transportsystemen und Sondermaschinen für die Automobilindustrie und Herstellung von Autobatterien
- Schwarz Pharma GmbH, Hersteller pharmazeutischer Produkte
- Siebenwurst Werkzeugbau, Stanz- und Umformwerkzeuge für 3D-Formteile
- Snop Automotive Zwickau GmbH
- Tenneco Zwickau GmbH, Tochterunternehmen der Tenneco Inc.
- Volkswagen Sachsen GmbH, mit einer täglichen Fertigungskapazität von 1200 Fahrzeugen im Fahrzeugwerk Zwickau-Mosel
- Weck+Poller, Logistik-Leistungen für die Automotive-Branche[85]
- Westermann Druck Zwickau GmbH
- Wienerberger GmbH, Werk Zwickau, Ziegelei von Hintermauerziegel[86]

### Verkehr

#### Straßenverkehr
Bundesautobahnen

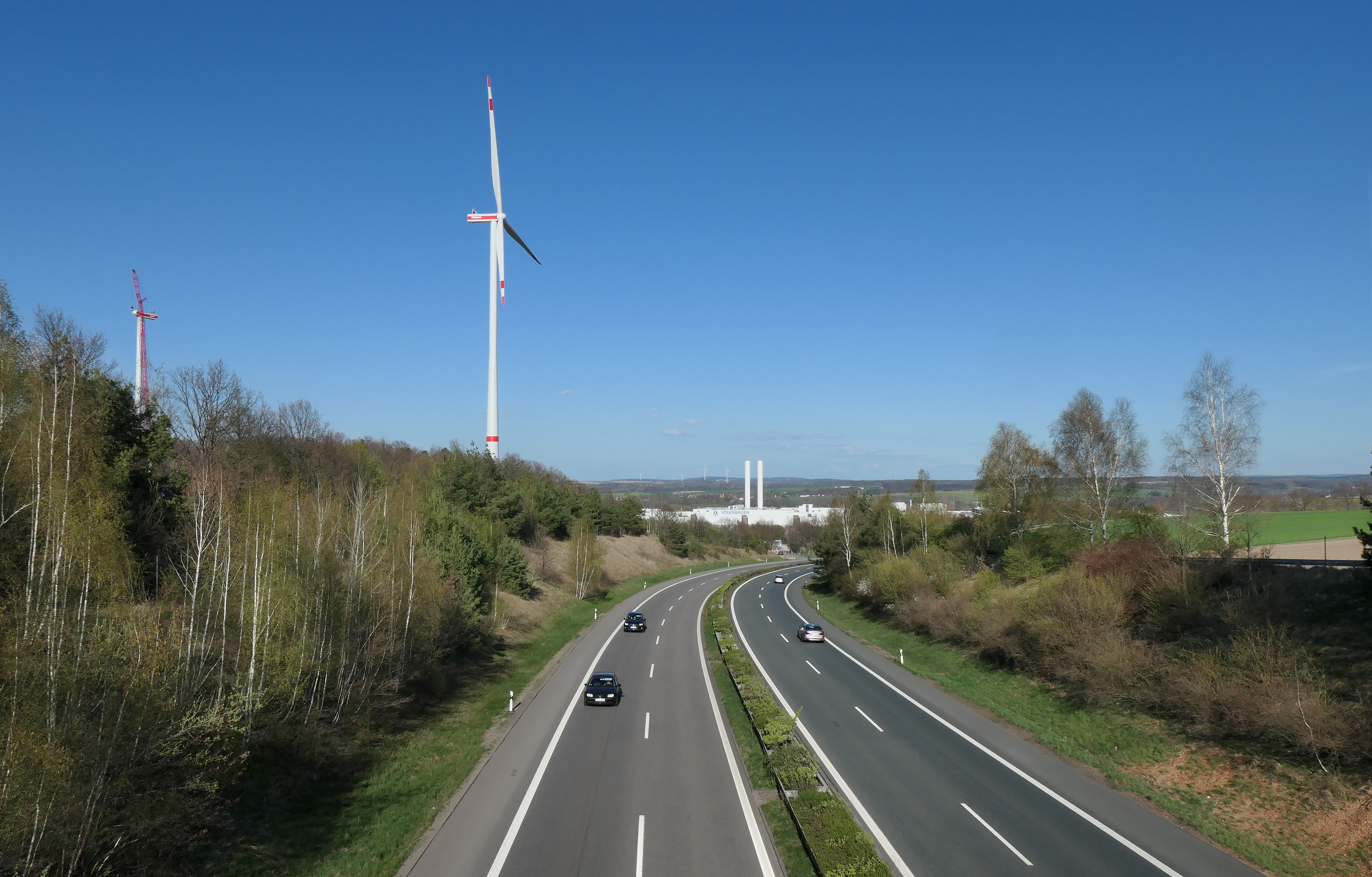
Die B 93 aus Richtung Anschlussstelle 62 (Meerane/Zwickau-Nord) mit Blick auf das Volkswagen-Werk und Zwickauer Stadtgebiet

- : Bad Hersfeld – Eisenach – Gotha – Erfurt – Weimar – Jena – Gera – Zwickau – Chemnitz – Dresden – Bautzen – Görlitz

Aus Richtung Norden kommend, verlässt man an der Anschlussstelle 62 (Meerane/Zwickau-Nord) die A 4. Aus dieser Richtung ist die Stadt über die B 93 zu erreichen. Nach dem Verlassen folgt unmittelbar die B-93-Anschlussstelle zum Volkswagenwerk Zwickau. Die zwischen den Anschlussstellen 62 der A 4 (Meerane) und 11 der A 72 (Zwickau-Ost) durch die Stadt Zwickau verlaufende B-93-Querverbindung ist eine Schnellstraße.
- : Hof – Plauen – Zwickau – Chemnitz

Vom Süden her gelangt man über die Anschlussstellen 10 (Zwickau-West) und 11 (Zwickau-Ost) ins Stadtzentrum, welches über die ausgebauten Neubaustrecken der B 173 und B 93 in wenigen Minuten erreichbar ist.
Bundesstraßen
Durch Zwickau verlaufen folgende drei Bundesstraßen:
- : Borna – Altenburg – Meerane – Zwickau – Wilkau-Haßlau – Schneeberg
- : Lichtenfels – Kronach – Hof – Plauen – Reichenbach – Zwickau – Chemnitz – Freiberg – Dresden
- : Lederhose – Weida – Werdau – Zwickau – Glauchau – Döbeln – Nossen

#### Schienenverkehr

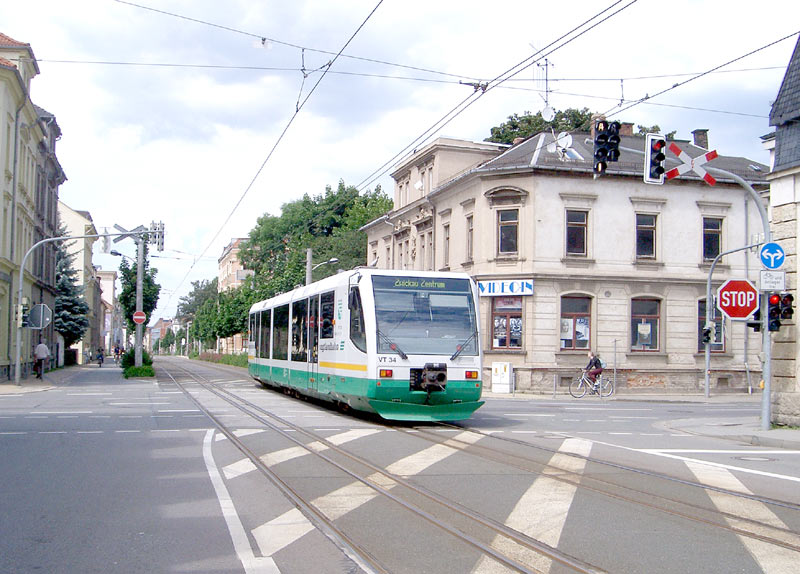
Auf einem Dreischienengleis der Straßenbahn Zwickau fahren dieselbetriebene Tram-Trains der Vogtlandbahn bis in die Zwickauer Innenstadt.

Durch Zwickau führt die Bahnstrecke Dresden–Werdau. Diese ist Bestandteil der Sachsen-Franken-Magistrale von Dresden nach Nürnberg. Unweit verläuft die Bahnstrecke Leipzig–Hof, in welche die Bahnstrecke Dresden–Werdau mündet. Die Verbindung zum Westerzgebirge ist die Bahnstrecke, welche vom Zwickauer Hauptbahnhof über Wilkau-Haßlau und Aue nach Schwarzenberg/Erzgeb. führt. Am Hauptbahnhof beginnt auch die Strecke nach Falkenstein in das nahe Vogtland. Seit Eröffnung des Citytunnels Leipzig am 15. Dezember 2013 ist Zwickau an das Netz der S-Bahn Mitteldeutschland angebunden. Die Linie S5X verkehrt als Expresslinie mit nur wenigen Zwischenhalten, die Linie S5 Zwickau Hbf–Altenburg–Halle Hbf hält dagegen an fast allen Unterwegsstationen.
| Linie | Zuglauf                                                                                               | Takt (min) |
| ----- | --- | ---------- |
| S 5   | (Zwickau Hbf – Werdau –) Altenburg – Leipzig Hbf (tief) – Flughafen Leipzig/Halle – Halle (Saale) Hbf | 120        |
| S 5X  | Zwickau Hbf – Werdau – Altenburg – Leipzig Hbf (tief) – Flughafen Leipzig/Halle – Halle (Saale) Hbf   | 060        |

Das Zwickauer Modell ist ein Pilotprojekt zur Verknüpfung von Straßen- und Eisenbahn: Spezielle dieselbetriebene Tram-Trains der Vogtlandbahn verkehren auf der Bahnstrecke Zwickau–Zwickau-Zentrum zwischen der Stadthalle und dem Zentrum der Stadt auf einem Dreischienengleis gemeinsam mit der meterspurigen Straßenbahn Zwickau.
In Zwickau existierten die Industriebahnen Zwickau–Crossen–Mosel, die Bürgerschachtbahn, die Brückenbergschachtbahn, die von Arnimsche Kohlenbahn und die Reinsdorfer Industriebahn. Letztere wird inzwischen von der Vogtlandbahn bis zur Stadthalle genutzt, wo sie in das Gleisnetz der Straßenbahn übergeht. Der heutige Endpunkt befindet sich im Stadtzentrum an der Postmeilensäule. Damit sind mit der Bahn direkt die vogtländischen Wintersportgebiete um Klingenthal und Schöneck sowie das im benachbarten Tschechien gelegene Kraslice bei Karlsbad erreichbar.
| Linie | Zuglauf | Takt (min)                                           |
| ----- | --- | ---------------------------------------------------- |
| RB 1  | Zwickau Zentrum – Zwickau Hbf – Lengenfeld – Auerbach – Falkenstein (– Zwotental – Klingenthal – Kraslice) | 060 (Zwickau–Falkenstein) 120 (Falkenstein–Kraslice) |
| RB 2  | Zwickau Zentrum – Zwickau Hbf – Werdau – Reichenbach ob Bf – Plauen ob Bf – Weischlitz – Adorf (– Cheb)    | 060 (Zwickau–Adorf) 120 (Adorf–Cheb)                 |

#### Flugverkehr
Im Westen der Stadt liegt der Verkehrslandeplatz Zwickau. Über die B 93 erreichbar, befindet sich 35 Kilometer nördlich von Zwickau der Leipzig-Altenburg Airport.

#### Fahrradverkehr, Wander- und Pilgerwege
Es besteht Anbindung an den Mulderadweg und den Radweg Silberstraße. Durch Zwickau führen der Lutherweg Sachsen, der Jakobsweg „Via Imperii“ und der Sächsische Jakobsweg.

#### Öffentlicher Personennahverkehr

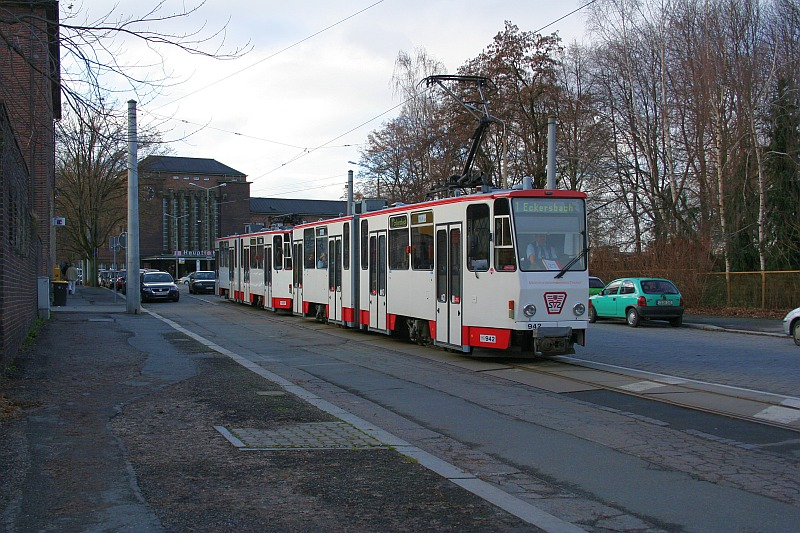
Tatra-Straßenbahnzug vor dem Hauptbahnhof Zwickau (2007)

Die Straßenbahn Zwickau verkehrt seit 1894 auf ihrer ersten Linie, in den nachfolgenden Jahren wurden weitere eröffnet. Zwischen 1938 und 1977 wurde die Straßenbahn vom Oberleitungsbus Zwickau ergänzt. Der heutige ÖPNV wird mit zwei Straßenbahn-, dreizehn Omnibus- und zwei Nachtbuslinien (am Sa., So. und Feiertag) von den Städtischen Verkehrsbetrieben Zwickau GmbH durchgeführt. Die Straßenbahn wurde zuletzt im Dezember 2005 um eine 4,3 Kilometer lange Neubaustrecke zum südwestlichen Stadtteil Neuplanitz erweitert. Damit erreichte das Straßenbahnnetz mit 19,6 km seine größte Ausdehnung. Mit zwei historischen Straßenbahnzügen aus dem ersten Viertel des 20. Jahrhunderts oder dem Typ Gotha aus den 1950er Jahren können Stadtrundfahrten durchgeführt werden. Die Bedienung der Strecke vom Georgenplatz zum Hauptbahnhof wurde am 13. Dezember 2019 bis auf weiteres eingestellt. Grund dafür ist der marode Zustand der Wendeschleife am Hauptbahnhof.
Die das Umland erschließenden Regionalbuslinien werden größtenteils vom Regionalverkehr Westsachsen betrieben.
Die Stadt gehört zum Tarifgebiet des Verkehrsverbunds Mittelsachsen, in dem Stadt und Landkreis Zwickau auch Mitglieder sind.

#### Brücken

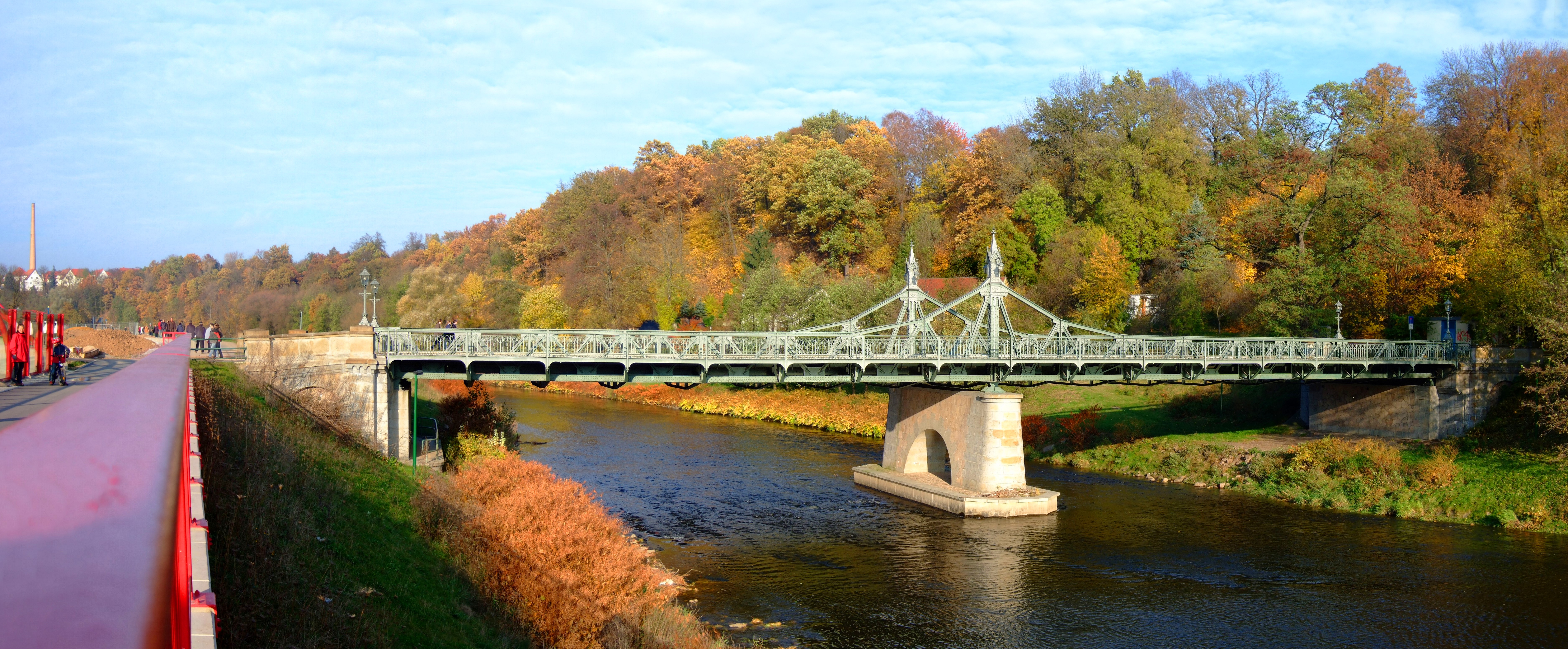
Die Paradiesbrücke über die Mulde in Zwickau

In der Stadt gibt es insgesamt 145 Brücken, um Straßen, Wege und Wasserläufe zu überqueren. Die wichtigsten Brücken führen über die Zwickauer Mulde; darunter sind (mit Jahr der Einweihung):
- Cainsdorfer Brücke (1932)
- Eckersbacher Brücke (1955, bis 1993 Ethel- und Julius-Rosenberg-Brücke[92])
- Glück-auf-Brücke (1979, mit 174 m die längste Brücke, bis 1993 Adolf-Hennecke-Brücke[92])
- Mauritiusbrücke (1994, innen für Wartungsarbeiten begehbar)
- Neue Bierbrücke (1992, nur Straßenbahn und Fußgänger)
- Paradiesbrücke (1900, nur noch Fußgänger und Radfahrer)
- Pölbitzer Brücke (2006)
- Röhrensteg (1535, nur Fußgänger)
- Schedewitzer Brücke (1958)

### Medien

#### Radio, Fernsehen, Internet
- In Zwickau ist der Radiosender Radio Zwickau ansässig, welcher regional auf der UKW-Frequenz 96,2 MHz zu empfangen ist.
- TV Westsachsen, vormals TeleVision Zwickau[93], ist ein regionaler Fernsehsender mit Sitz im Gebäude der „Alten Münze“ am Zwickauer Hauptmarkt. Der Fernsehsender ging am 13. April 2004 auf Sendung. Er übernahm die Nachfolge von Zwickau-TV, der in Reinsdorf bei Zwickau gegründet wurde. Es wird ein Vollprogramm mit unterschiedlichen Themenbeiträgen und auch Videotext ausgestrahlt. Die Magazinsendung „TAGaktuell“ wurde von der Sächsischen Landesmedienanstalt ausgezeichnet. Das Programm ist über Kabel (analog und digital) sowie über DVB-T Kanal 47 vertikal zu empfangen.
- Ebenfalls in Zwickau waren die „Sächsischen Ausbildungs- und Erprobungskanäle“ (SAEK) ansässig.
- Pÿur betreibt in Zwickau einen Internetzugang über TV-Kabel (früher als EWT multimedia bzw. Tele Columbus).

#### Presse
- Der Zwickauer Pulsschlag ist das monatlich zwei Mal erscheinende Amtsblatt der Stadt Zwickau.
- Die Freie Presse, ursprünglich eine Zwickauer Zeitung, erschien seit 1963 in Chemnitz für den gesamten damaligen Bezirk Karl-Marx-Stadt mit einer Zwickauer Regionalbeilage. Mit über 650.000 verkauften Exemplaren war sie die auflagenstärkste regionale Tageszeitung der DDR, die auch nach der deutschen Wiedervereinigung weiter erschien. Die verkaufte Auflage beträgt 170.584 Exemplare, ein Minus von 60,8 Prozent seit 1998.[94] Damit ist die Freie Presse immer noch eine der stärksten Regionalzeitungen Deutschlands.
- Ab 17. Februar 1990 kam in Zwickau die Sachsenpost vom Frankenpost-Verlag aus Hof auf den Markt, die später in Zwickauer Tageblatt umbenannt und 1996 aus wirtschaftlichen Gründen vom Markt genommen wurde.
- Mittwochs und samstags erscheint das Anzeigenblatt Blick.
- KOMPASS, das regionale Lifestyle- und Stadtmagazin, erscheint seit dem 1. Februar 2007 und informiert monatlich unter anderem über das Zeitgeschehen und kulturelle Termine.

### Gesundheitswesen und -wirtschaft
- Das Heinrich-Braun-Klinikum Zwickau (HBK) wurde 1921 eröffnet. Das mehrere Gebäude umfassende Areal erhielt 1934 den Namen des Gründers Heinrich Braun. Bis 1989 hatte es die Funktion eines Bezirkskrankenhauses und ist heute mit 800 Betten und 1500 Mitarbeitern als Lehrkrankenhaus der Universität Leipzig auch die Einrichtung der Schwerpunktversorgung des Landkreises.
- Die Paracelsus-Klinik ist ein Krankenhaus der Regelversorgung mit rund 210 Betten. Gegründet wurde die Einrichtung 1948 als Sanitätsstelle „Poliklinik/Schneeberg, Außenstelle Zwickau/Kaserne“.
- Die Westsächsische Hochschule Zwickau bietet neben dem Diplomstudiengang Gebärdensprachdolmetschen die zwei Bachelorstudiengänge „Gesundheitsmanagement“ und „Pflegemanagement“ sowie den Masterstudiengang Health Sciences an.
- Der britische Pharmakonzern Aesica unterhält ein Produktions- und Forschungszentrum.[95]

### Bildung
- Berufsschulzentren:
  - BSZ für Wirtschaft Zwickau (Berufsschule, Berufsfachschule, Wirtschaftsgymnasium)
  - BSZ für Technik „August Horch“ Zwickau (Berufsschule, Berufsfachschule, Fachschule, Fachoberschule [auch Teilzeit])
  - BSZ für Bau- und Oberflächentechnik Zwickau (Berufsschule)
  - BSZ für Wirtschaft und Gesundheit (Berufsschule, Berufsfachschule)
  - IFBE Zwickau (Medizinische Berufsfachschule, Fachoberschule)

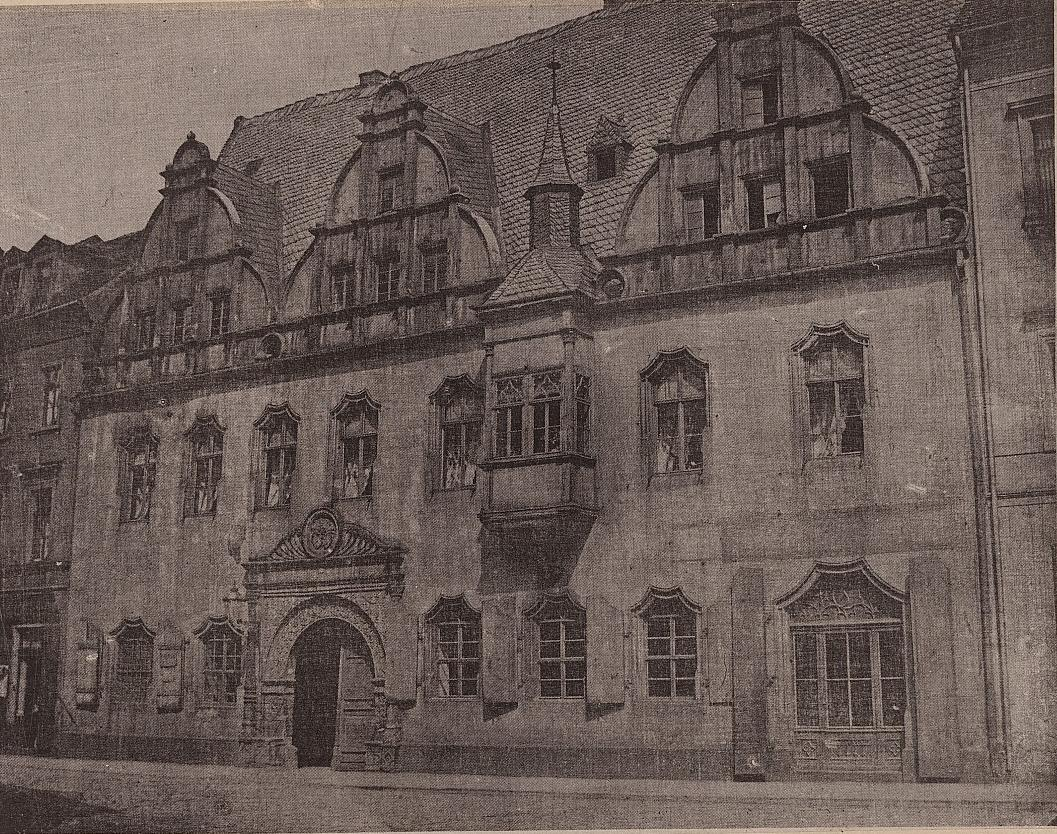
Ehemaliges Gebäude der Zwickauer Ratsschulbibliothek um 1880

- Gymnasien:
  - Clara-Wieck-Gymnasium
  - Käthe-Kollwitz-Gymnasium
  - Peter-Breuer-Gymnasium

- Ratsschulbibliothek:

Wurde erstmals 1498 urkundlich erwähnt und ist damit die älteste öffentliche Bibliothek Sachsens. Sie hat einen Bestand von etwa 160.000 Bänden, davon sind 90.000 aus der Zeit vor 1850, 40 Prozent davon sind reine Unikate. Die Bibliothek hat auch einen großen Fundus an Barockliteratur.
- Robert-Schumann-Konservatorium Zwickau:

1947 gegründet, ist es eine Musikschule mit überregionaler Bedeutung. Es gibt Unterricht auf allen wichtigen Instrumenten, dazu kommen vielfältige Angebote in der musikalischen Früherziehung. Ein Gemeinschaftsmusizieren in zahlreichen Orchestern und Ensembles ist gängige Praxis. Als bekanntes Talent ist der 1996 geborene Geiger Elin Kolev, der als Gewinner des Preises der Ibla-Stiftung am 27. April 2009 in der New Yorker Carnegie Hall debütierte, zu nennen.
- Stadtbibliothek:

Gegründet 1923, hat sie ein großes Angebot an Bildungs-, Freizeit und Unterhaltungsmedien (140.000 Medien); ihre Abteilungen sind die Erwachsenenbibliothek, eine Phonothek und die Kinderbibliothek gegliedert.

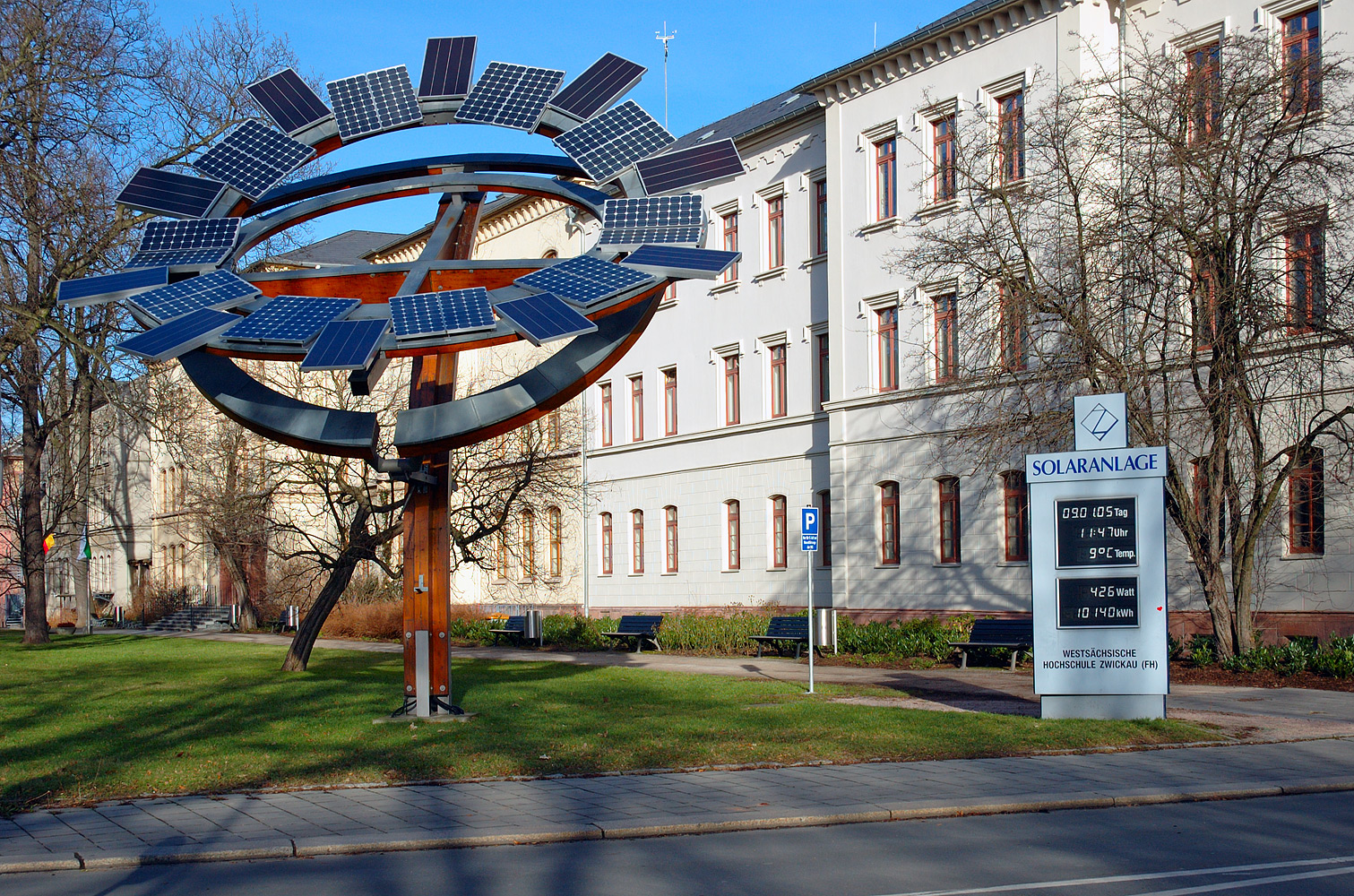
Die Solaranlage der WHZ vor dem Agricola-Bau

- Volkshochschule Martin Andersen Nexö:

Bestand bis 2008 und wurde im Zuge der Kreisgebietsreform ab 1. Januar 2009 mit den Volkshochschulen Chemnitzer und Zwickauer Land zur Volkshochschule Zwickau des Landkreises Zwickau vereinigt.
- Volkswagen Bildungsinstitut GmbH:

Es bestehen Angebote zur Ausbildung in Metallbearbeitung, Fügetechnik, Service und Steuergerätediagnose, Speicherprogrammierbare Steuerungen (SPS) und in Fremdsprachen.
- Westsächsische Hochschule Zwickau (WHZ):

Die Wurzeln der Fachhochschule (University of Applied Sciences) gehen zurück auf die 1290 gegründete Zwickauer Lateinschule, die 1862 gegründete Bergschule Zwickau, die spätere Bergingenieurschule, sowie die 1897 gegründete Ingenieurschule für Maschinenbau und Elektrotechnik.
- DPFA Hochschule Sachsen:

Die DPFA Hochschule Sachsen war eine von 2012 bis 2018 bestehende private Hochschule mit Schwerpunkt in den Sozial- und Gesundheitswissenschaften.

### Ehemalige Garnison
Zwickau war von der Zeit des Deutschen Kaiserreichs bis zum Ende der DDR Garnisonsstadt für die Sächsische Armee (9. Infanterie-Regiment Nr. 133), Wehrmacht und Nationale Volksarmee.
Die noch umfangreich erhaltenen und sanierten Kasernenbauten befinden sich an der Werdauer Straße zwischen Paracelsus-Klinik Zwickau und Kopernikusstraße. Heute dienen sie als Verwaltungszentrum.

### Sport und Freizeit
- Der Stadtsportbund Zwickau e. V. koordiniert die sportlichen Aktivitäten der 107 städtischen Sportvereine.
- Der FSV Zwickau spielte von 1994 bis 1998 in der 2. Bundesliga und war ein wichtiger Imageträger für die Stadt. In der Saison 1995/96 wurde der Aufstieg in die 1. Bundesliga relativ knapp verpasst. Die Vereinstradition beginnt nach dem Zweiten Weltkrieg mit dem Planitzer SC und setzte sich über die ZSG Horch Zwickau, dem ersten DDR-Fußballmeister, die BSG Motor Zwickau, DDR-Pokalsieger 1963 und 1967, die BSG Sachsenring Zwickau, Pokalsieger 1975, bis hin zum FSV Zwickau e. V. fort, der aus der BSG Sachsenring am 31. Januar 1990 gegründet wurde. Sachsenring Zwickau nahm nach dem Sieg im DDR-Pokalendspiel 1975 gegen Dynamo Dresden am Europapokal der Pokalsieger der Saison 1975/76 teil. Die Mannschaft erreichte damals das Halbfinale, besiegte internationale Spitzenvereine wie Panathinaikos Athen, AC Florenz sowie Celtic Glasgow und verlor erst gegen den damaligen Europacupsieger RSC Anderlecht. Der bekannteste Zwickauer Spieler ist Jürgen Croy (DDR-Auswahlspieler und DDR-Fußballer des Jahres). Seit dem Abstieg aus der 2. Bundesliga im Jahr 1998 spielt der Verein dritt- bis fünftklassig, seit 2023 ist er in der Regionalliga Nordost, der vierthöchsten Spielklasse, vertreten. Heimspielstätte ist die GGZ-Arena im Stadtteil Eckersbach.
- Die BSC Rollers Zwickau (Rollstuhlbasketball) spielen in der 1. Bundesliga; sie wurden in den Jahren 2002 und 2009 Deutscher Meister, 2003 und 2008 DRS-Pokalsieger und gewannen 2004 und 2006 den André Vergauwen Cup.
- Der Zwickauer HC Grubenlampe spielte in der letzten Saison der DDR-Handball-Oberliga sowie in der Saison 1991/92 in der 2. Handball-Bundesliga.
- Der ESV Lokomotive Zwickau e. V. (Mitglied im Verband Deutscher Eisenbahner-Sportvereine) ist mit etwa 1.900 Mitgliedern der zahlenmäßig stärkste Sportverein Zwickaus. In 14 Abteilungen werden unterschiedlichste Sportarten auf breitensportlichem und Leistungssportniveau betrieben.
- Der BSV Sachsen Zwickau e. V. entstand am 8. August 1990 aus der bereits 1969 gegründeten Handballsektion der Betriebssportgemeinschaft Sachsenring Zwickau. Derzeit nehmen 11 Mannschaften am Spielbetrieb teil, von der Stadtliga bis zur 1. Bundesliga der Frauen. In der Saison 1991/92, 1995/96 und seit der Saison 2021/22 spielt der BSV erstklassig.
- Die BSG Aktivist „Karl Marx“ Zwickau, die von 1949 bis 1968 existierte, spielte in der DDR-Liga Fußball.

- Bäder
  - Johannisbad

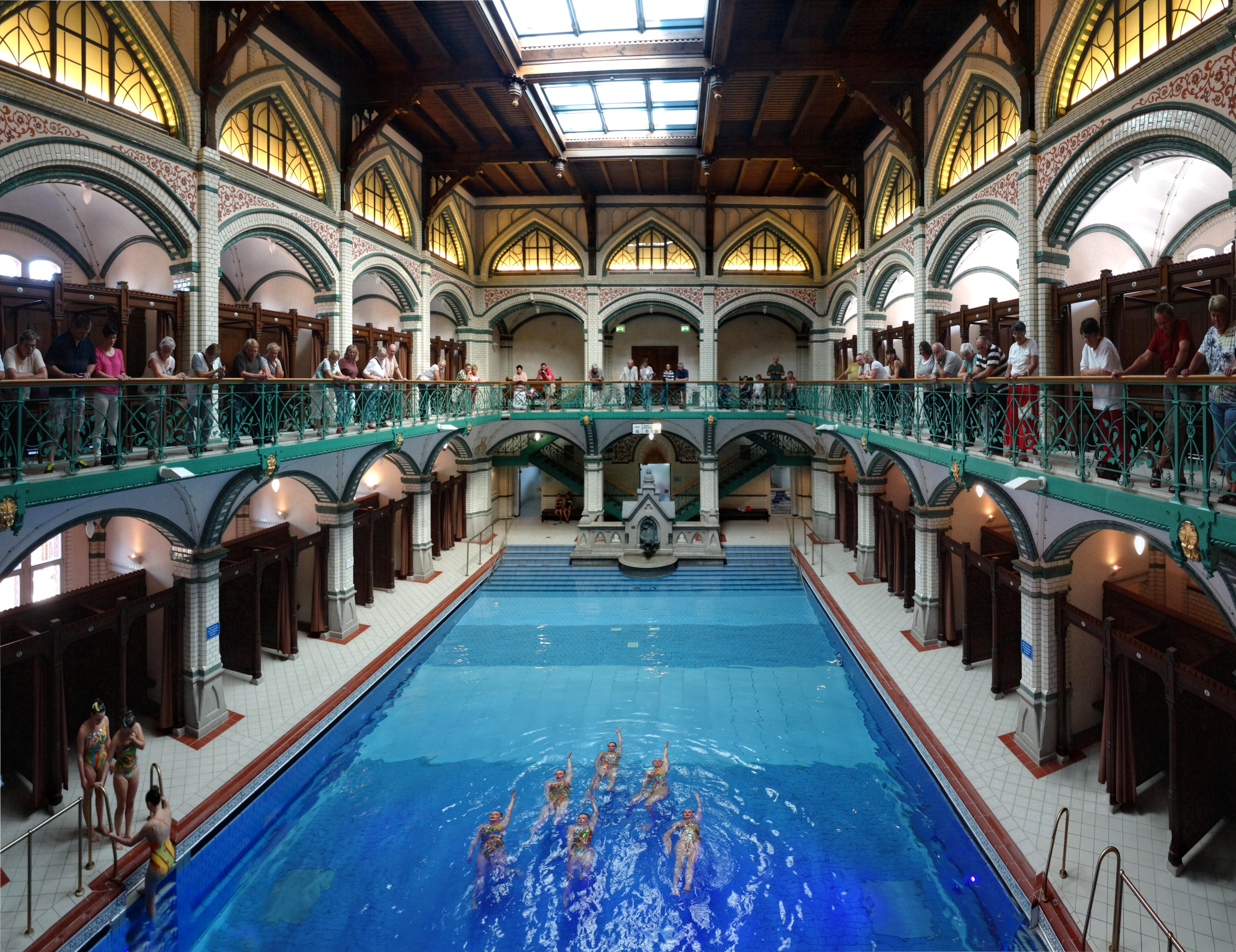
Schwimmhalle des Johannisbades

  - Glück-Auf-Schwimmhalle (Sportbad)
  - 04-Bad (seit 2006 vom Förderverein 04-Bad betrieben)
  - Freibad Crossen (seit 2005 vom Förderverein Freibad Crossen betrieben)
  - Strandbad Planitz
- Sportanlagen:
  - Westsachsenstadion
  - Sportforum Sojus 31 in Eckersbach
  - Sporthalle Neuplanitz

## Kultur und Sehenswürdigkeiten

### Historische Bauwerke
- Dom St. Marien (evangelisch-lutherische Kirche): Geht zurück auf die 1206 begonnene Pfarrkirche St. Marien, Neubau des Langhauses unter Verwendung älterer Teile zwischen 1505 und 1537; wertvolle Innenausstattung vom 15. bis 17. Jahrhundert.
- Priesterhäuser, Domhof 5–8: Vier Gebäude mit steilen gotischen Giebeln, die zu den ältesten Wohngebäuden Deutschlands gehören; einmalig in Sachsen; Deckenbalken im Haus 7 von 1264; 1521 erstmalige Erwähnung im Ratsprotokoll; stehen südwestlich vor dem Dom St. Marien; seit Mai 2003 Museum für Stadtgeschichte.
- Galerie am Domhof: 1876 vom Zwickauer Kunstverein erbaut; liegt fast gegenüber den Priesterhäusern am Domhof und zeigt wechselnde Kunstausstellungen.
- Robert-Schumann-Haus: Geburtshaus des Komponisten der Romantik, erbaut um 1450 auf dem Grundstück Hauptmarkt 5; 1956 anlässlich des 100. Todestages Robert Schumanns originalgetreu restauriert.
- Gewandhaus: Zentrales Wahrzeichen der Stadt, erbaut 1522–1525 im spätgotischen Stil, mit Bauelementen der Renaissance und Staffelgiebel. Ehemaliges Handelshaus der Tuchmacher (berühmt war das Zwicksche Tuch), dient es seit 1823 als Stadttheater.
- Dünnebierhaus: Im Zentrum an der Katharinenstraße aus dem Jahre 1480, Sanierung 1980.
- Schloss Osterstein: Erbaut als kurfürstliche Schlossanlage 1587–1590; Sanierung 2006–2008.
- Kräutergewölbe (1470) und Löwen-Apotheke (1484): Die beiden Gebäude Hauptmarkt 17 und 18 gegenüber dem Rathaus gehören als ehemalige mittelalterliche Apotheken zu den ältesten für diesen Zweck genutzten Bauwerken in Deutschland.
- Rathaus am Hauptmarkt: Zentrales Wahrzeichen der Stadt von 1404; 1403 war das alte Rathaus beim großen Stadtbrand total zerstört worden. Der Wiederaufbau erfolgte mit markanten Elementen, wie zum Beispiel dem großen Wappen, dem Rotsiegel, dem Zinnenkranz und den Ecktürmen.
- Grünhainer Kapelle: Ehemaliger Wirtschaftshof des Zisterzienserklosters Grünhain 1240 bis 1536; danach diente er als Stadtschule, Gymnasium und der Ratsschulbibliothek. Heute existiert davon noch der Klosterhof, der von der Hochschule genutzt wird, sowie die Aula der Hochschule.
- Kornhaus: Der Kornspeicher wurde um 1480 vom Zwickauer Patrizier Martin Römer errichtet und ist einer der größten und ältesten Profanbauten seiner Art in Deutschland.[96][97] Das Gebäude wurde 2014 umfassend renoviert und dient seitdem als Stadtbibliothek.[98]
- Pestalozzischule: 1924–1929 errichteter Gebäudekomplex im Stil des Neuen Bauens mit horizontalbetonter Klinkerfassade.
- Pulverturm: Er gehört mit einem erhaltenen Mauerstück zur ehemaligen Stadtbefestigung aus dem Mittelalter.

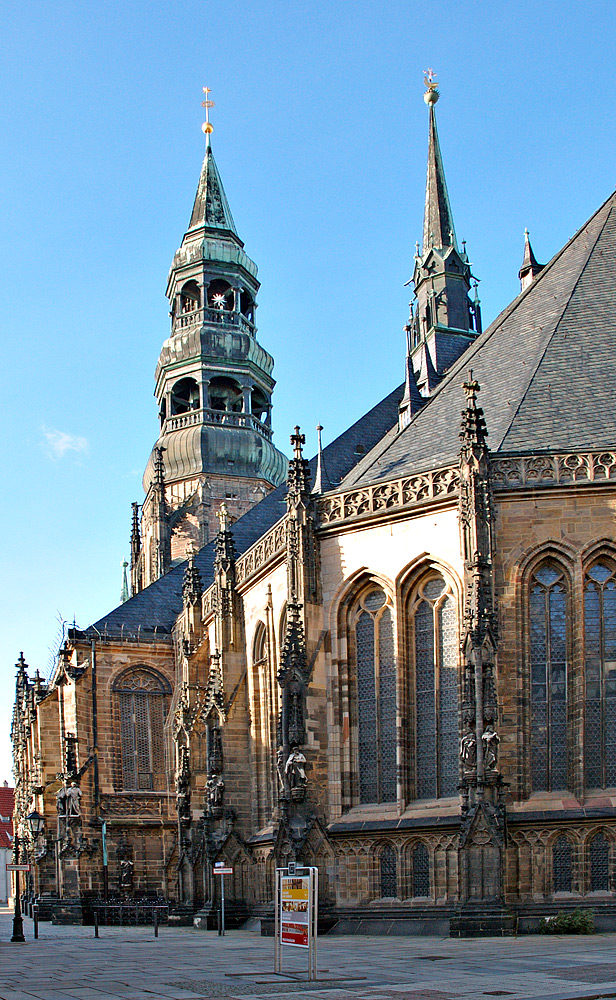
Der Zwickauer Dom St. Marien
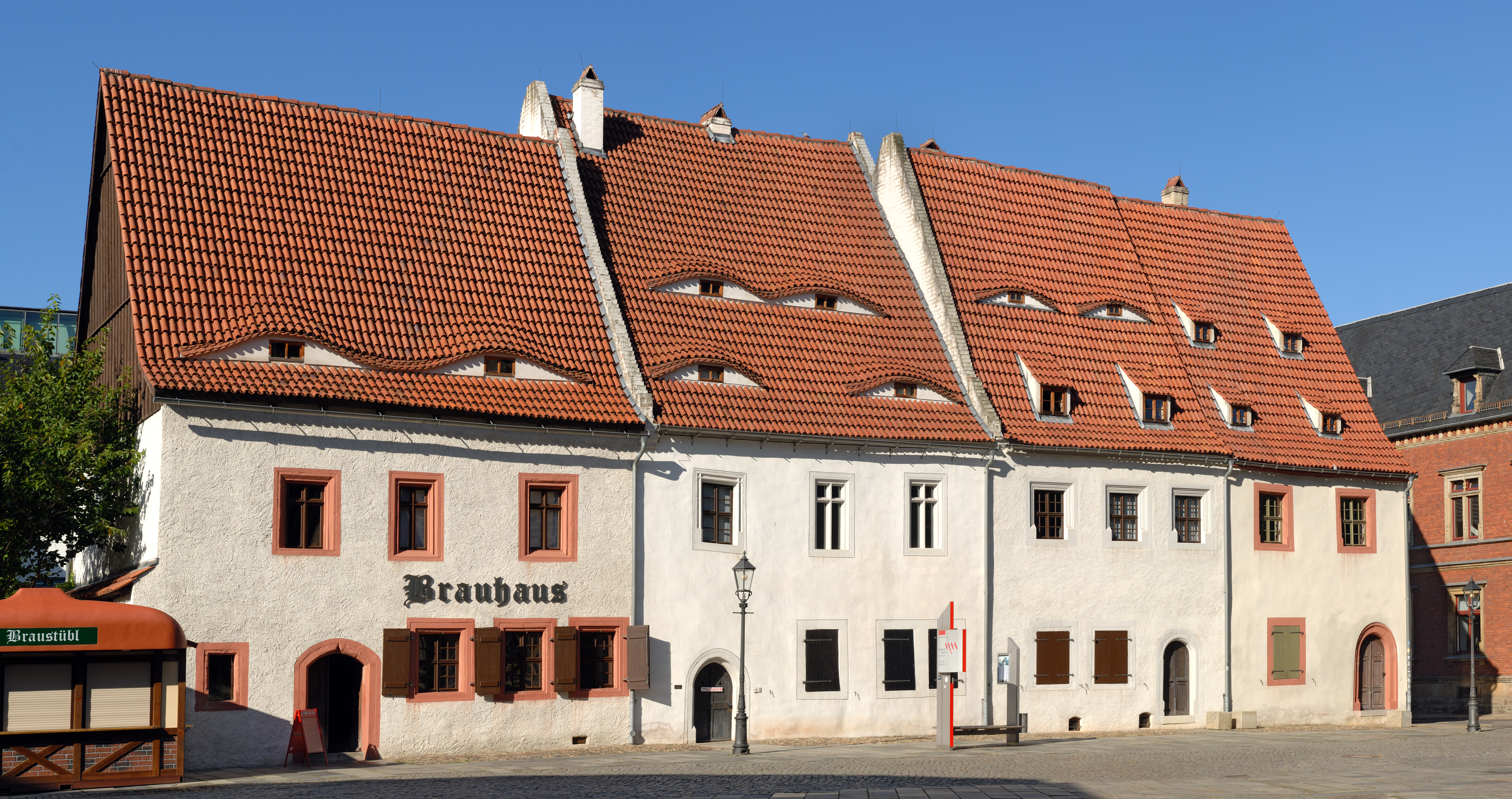
Priesterhäuser (13. Jahrhundert)
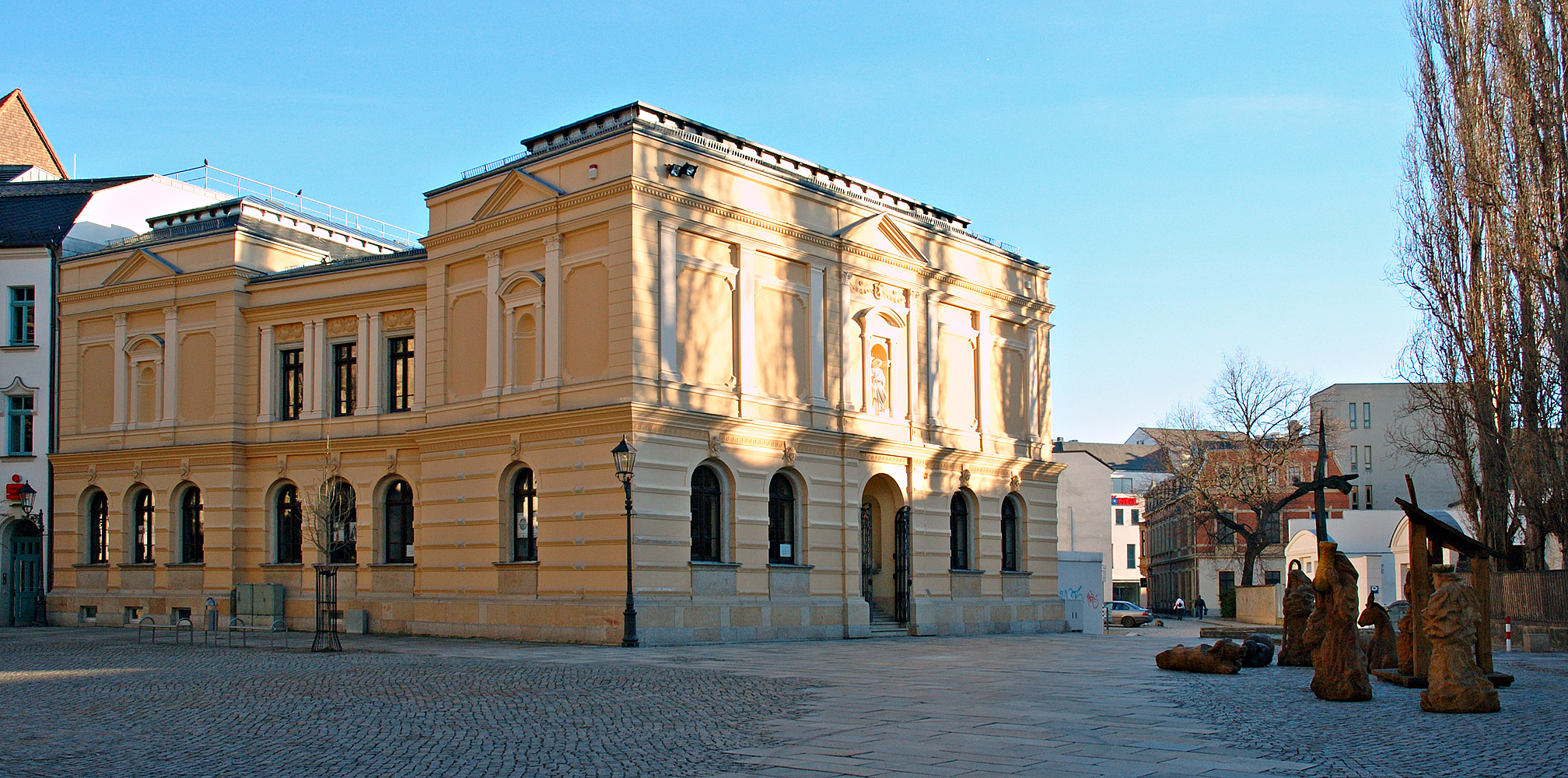
Galerie am Domhof
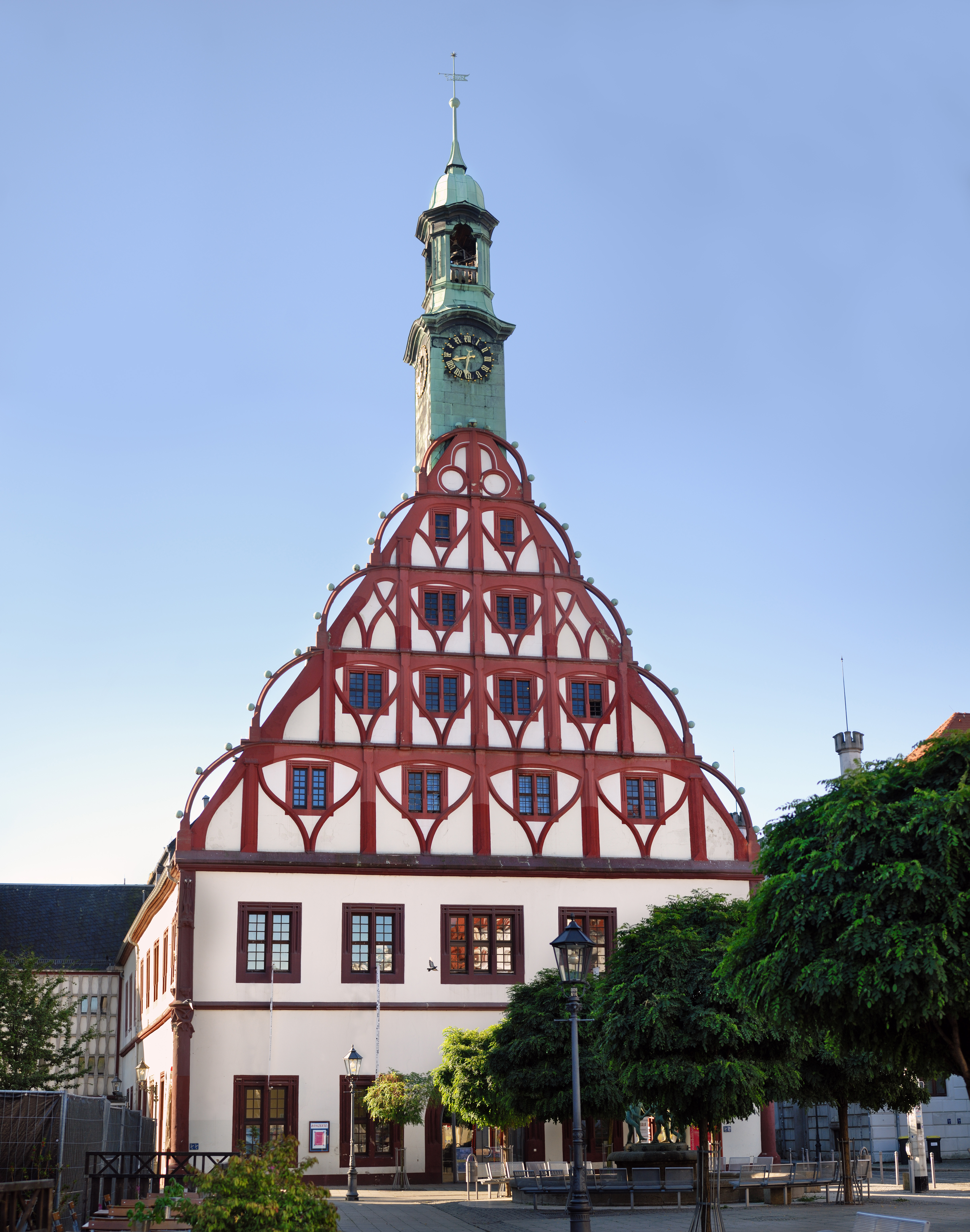
Gewandhaus (Theater)
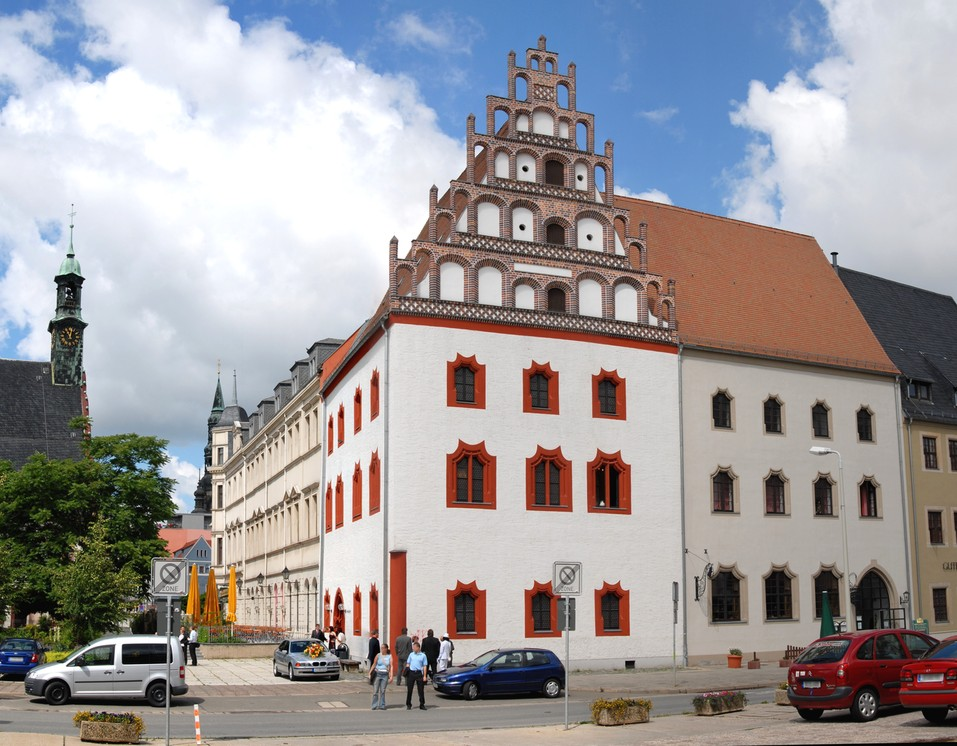
Dünnebierhaus (15. Jahrhundert)
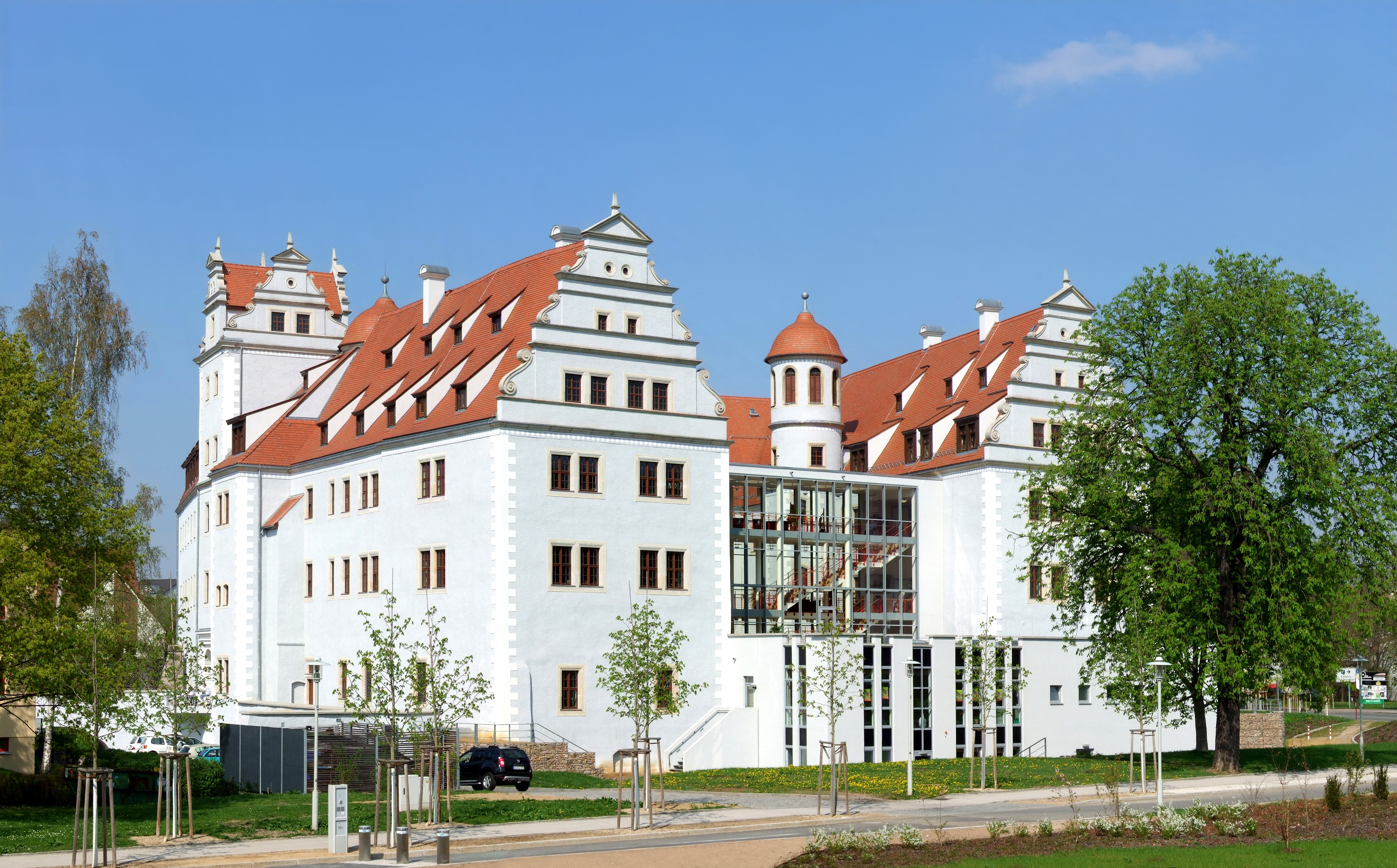
Schloss Osterstein

- St.-Katharinen-Kirche: Erbaut 1403–1470, hier predigte während der Reformation Thomas Müntzer.
- Schiffchen: Der Geistliche und Notar Heinrich von Grumbach ließ das Schiffchen 1485 in der Klostergasse 12 errichten. Seit 1600 war es im Besitz von Seilerfamilien und erhielt deshalb an der schmalen Fassade das entsprechende Zunftzeichen. In den Jahren 1967/68 wurde das Bauwerk abgerissen und mit der originalen Bausubstanz rekonstruiert.
- Alter Gasometer: Erbaut 1853, heute soziokulturelles Zentrum.
- Johannisbad: Historistischer Backsteinbau; Samuel Schlobig ließ ab 1869 das Badehaus und Behandlungsstätten am Muldeufer errichten, er stiftete diesen herausragenden Komplex seiner Stadt Zwickau.
- Moritzkirche: Zentralbau des Historismus 1893 nach Entwurf von Abesser & Kröger
- Nordvorstadt: Großes Stadtviertel mit Bauwerken des Historismus, des Jugendstils, des Reformstils und der Neuen Sachlichkeit.
- Schwanenteich mit Parkanlagen: Erbaut 1473–1477; Die durch das Schneeberger Silber reich gewordenen Martin Römer und Hans Federangel ließen mit Erlaubnis des Rates den Großen Teich anlegen (ab etwa 1860 unter der Bezeichnung Schwanenteich). Martin Römer stiftete 800 Gulden zum Ankauf des Grundstücks und 4000 Gulden für die Erdarbeiten. Der Teich hatte nach seiner Fertigstellung eine Länge von 550 Meter und eine Breite von 300 Meter. Im Jahr 1504 ging der Teich vollständig in städtisches Eigentum über. Ende des 19. Jahrhunderts gab es im Schwanenteich in Höhe des Schwanenschlosses eine Fontäne. Anlässlich der 850-Jahr-Feier Zwickaus im Jahr 1968 wurde eine neue Fontäne übergeben und in Betrieb genommen. An einem schwimmenden Düsengestell aus Edelstahl sind Unterwasserpumpen befestigt, die die meterhohe Fontäne in der Mitte und die umrahmenden kleineren Wasserstrahlen ermöglichen.[99]
- Paradiesbrücke: Sie überquert die Zwickauer Mulde unmittelbar in Richtung Stadtzentrum und wurde 1900 fertiggestellt. Damals musste eine alte überdachte Holzbrücke aus der Mitte des 17. Jahrhunderts weichen. Die Paradiesbrücke ist eine genietete Eisenfachwerkkonstruktion und wurde von der Königin-Marien-Hütte in Cainsdorf hergestellt. Seit 1980 ist sie ein technisches Kulturdenkmal. Sie wurde 2002 umfassend saniert, nachdem sie beinahe den Fluten des Augusthochwassers zum Opfer gefallen wäre. Seit der Inbetriebnahme der Adolf-Hennecke-Brücke (heute Glück-Auf-Brücke) dient die Paradiesbrücke nur noch als Fußgängerbrücke.
- Röhrensteg: Die älteste erhaltene sächsische Holzbrücke (16. Jahrhundert) führt am Erlenbad über die Zwickauer Mulde. Über hölzerne Röhren – daher der Name – wurde Trinkwasser aus dem Reinsdorfer Grund in die Brunnen der Stadt geleitet.
- Muldenwarte: Aussichtspavillon am Eingang des Knappengrundes an der Zwickauer Mulde; guter Ausblick in Richtung Westen über die Stadt.
- Kursächsische Postdistanzsäule: Nachbildung vom ehem. Obertor an der Inneren Schneeberger Straße, unweit des Kornmarktes (aus Elbsandstein mit vierseitigem Marmor-Wappenstück).
- Landgericht Zwickau: Das im Stil des Historismus 1876 errichtete Gebäude am Platz der Deutschen Einheit ist auch der Sitz der Staatsanwaltschaft Zwickau.[100]
- Konzert- und Ballhaus „Neue Welt“ mit Park: 1903 in der Blüte des Jugendstils errichteter größter Terrassensaal Sachsens; der Park verfiel nach 1976, so dass heute nur noch ein Teil erhalten ist.[101]

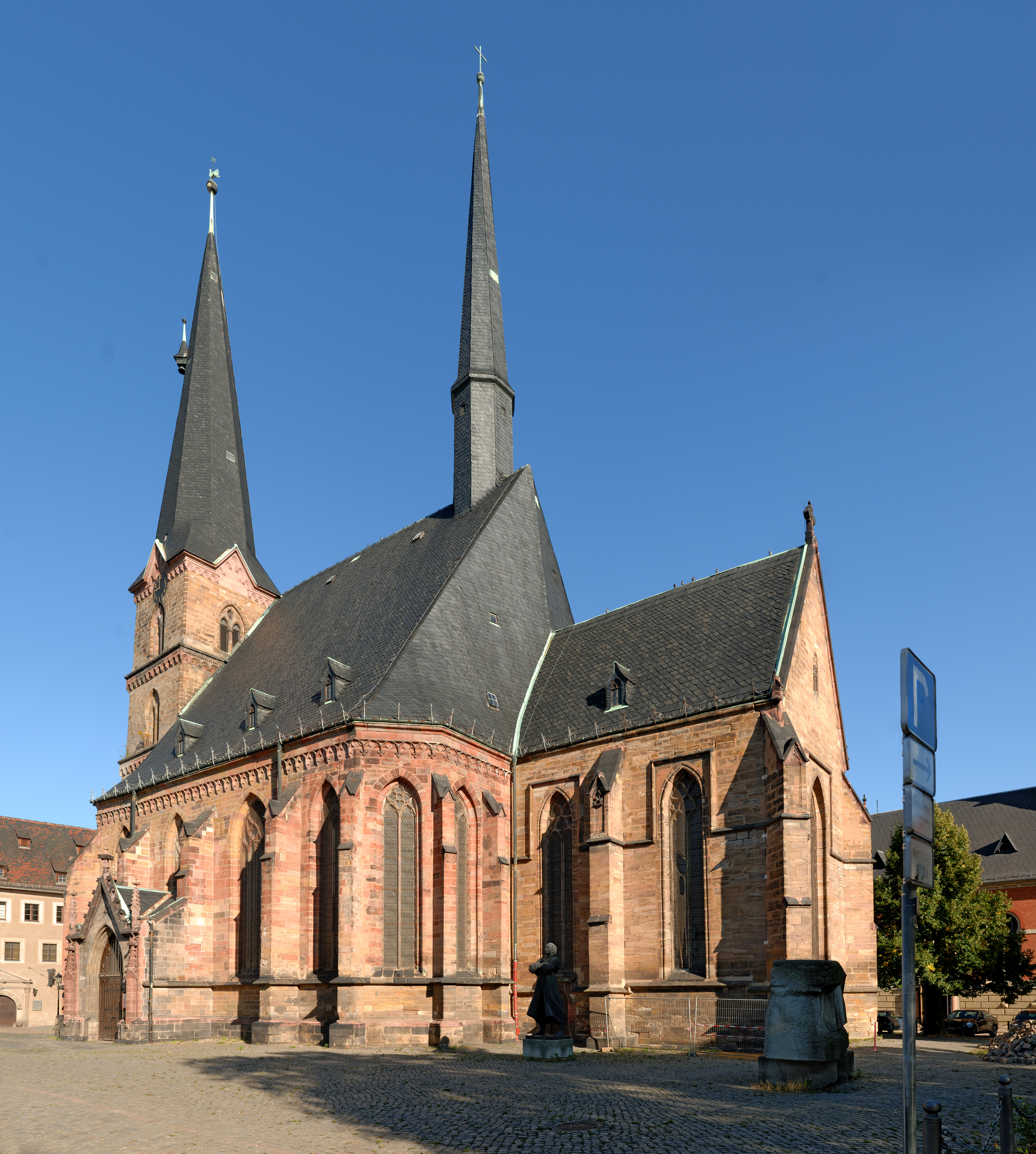
Die Katharinenkirche
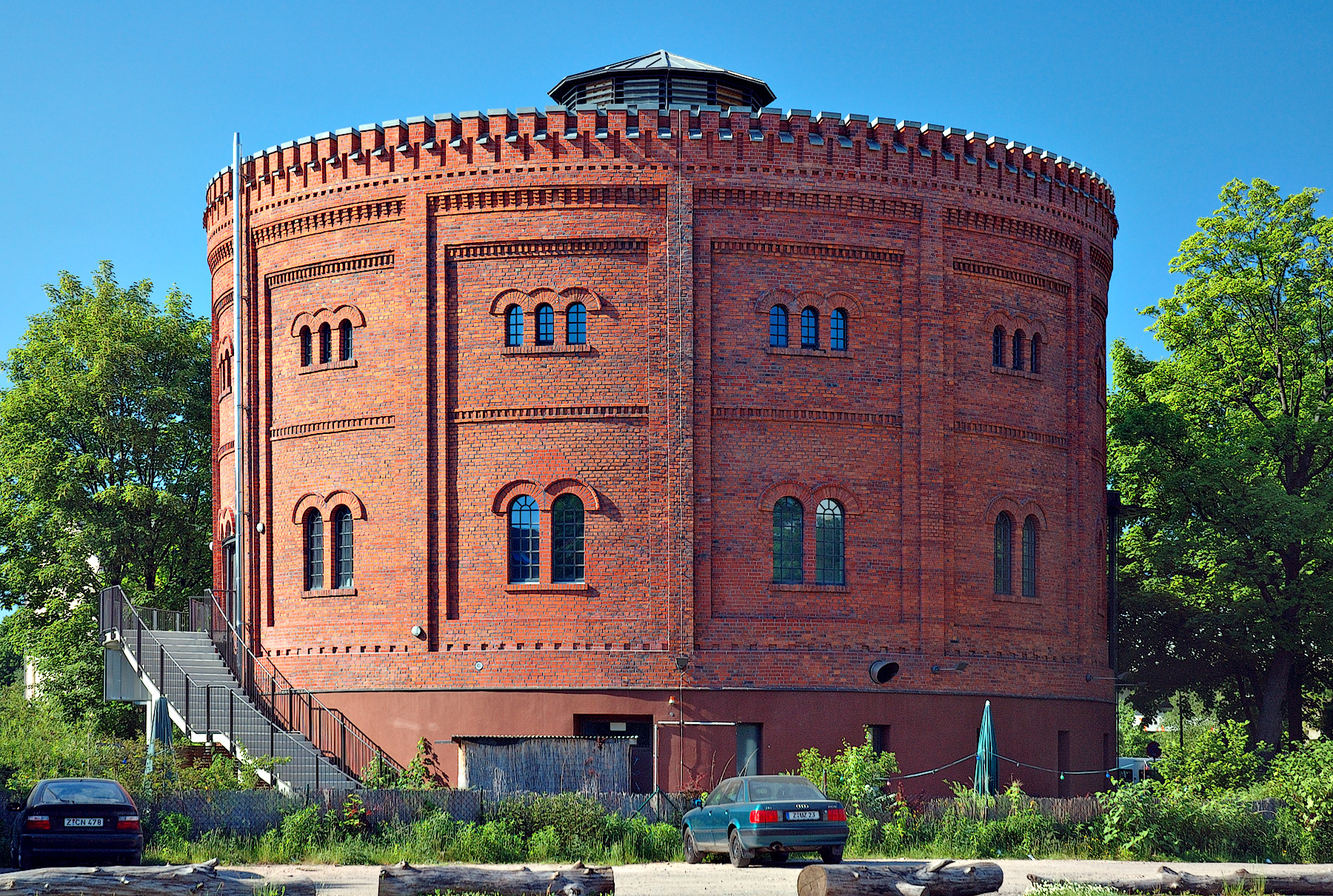
Alter Gasometer
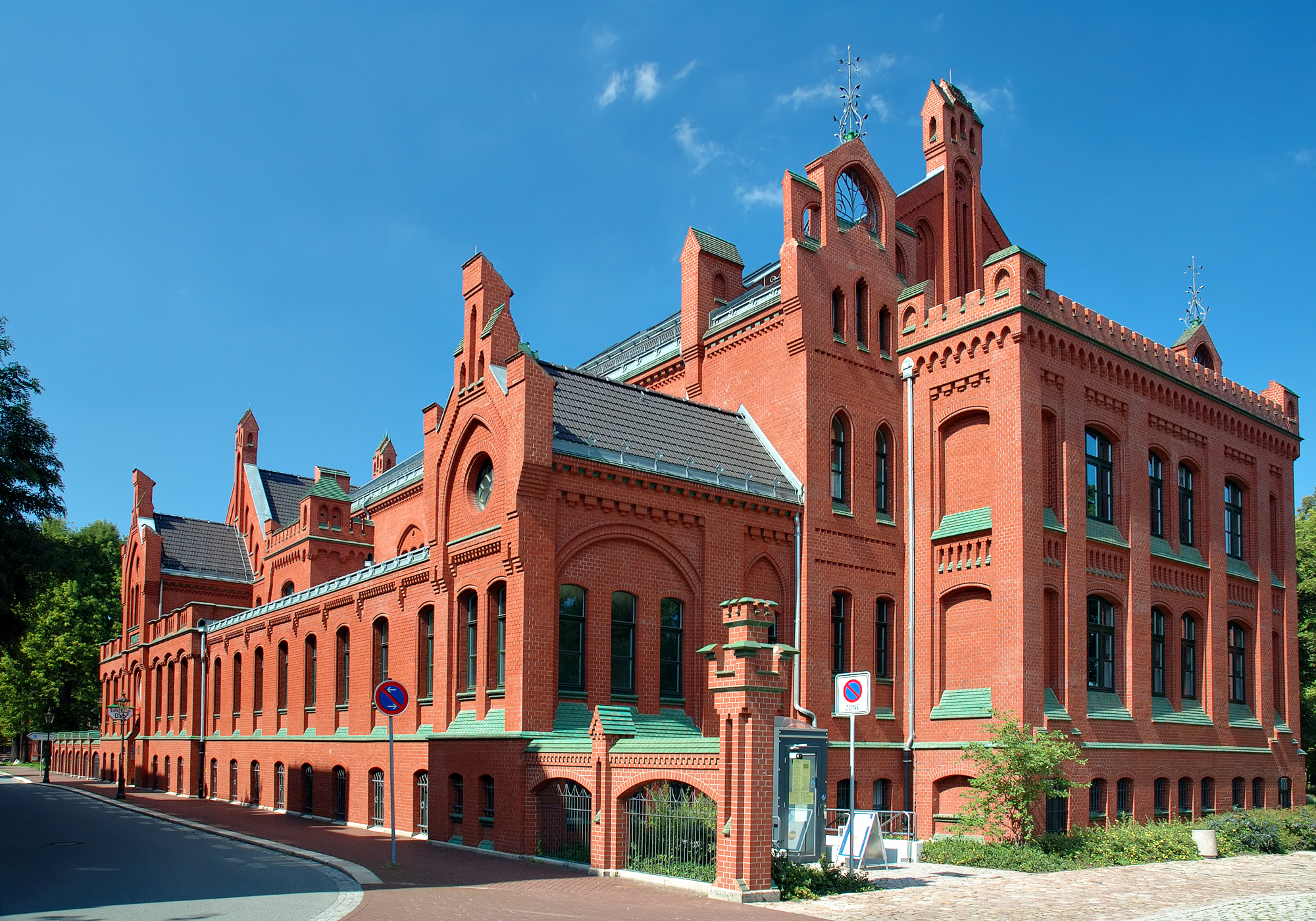
Johannisbad
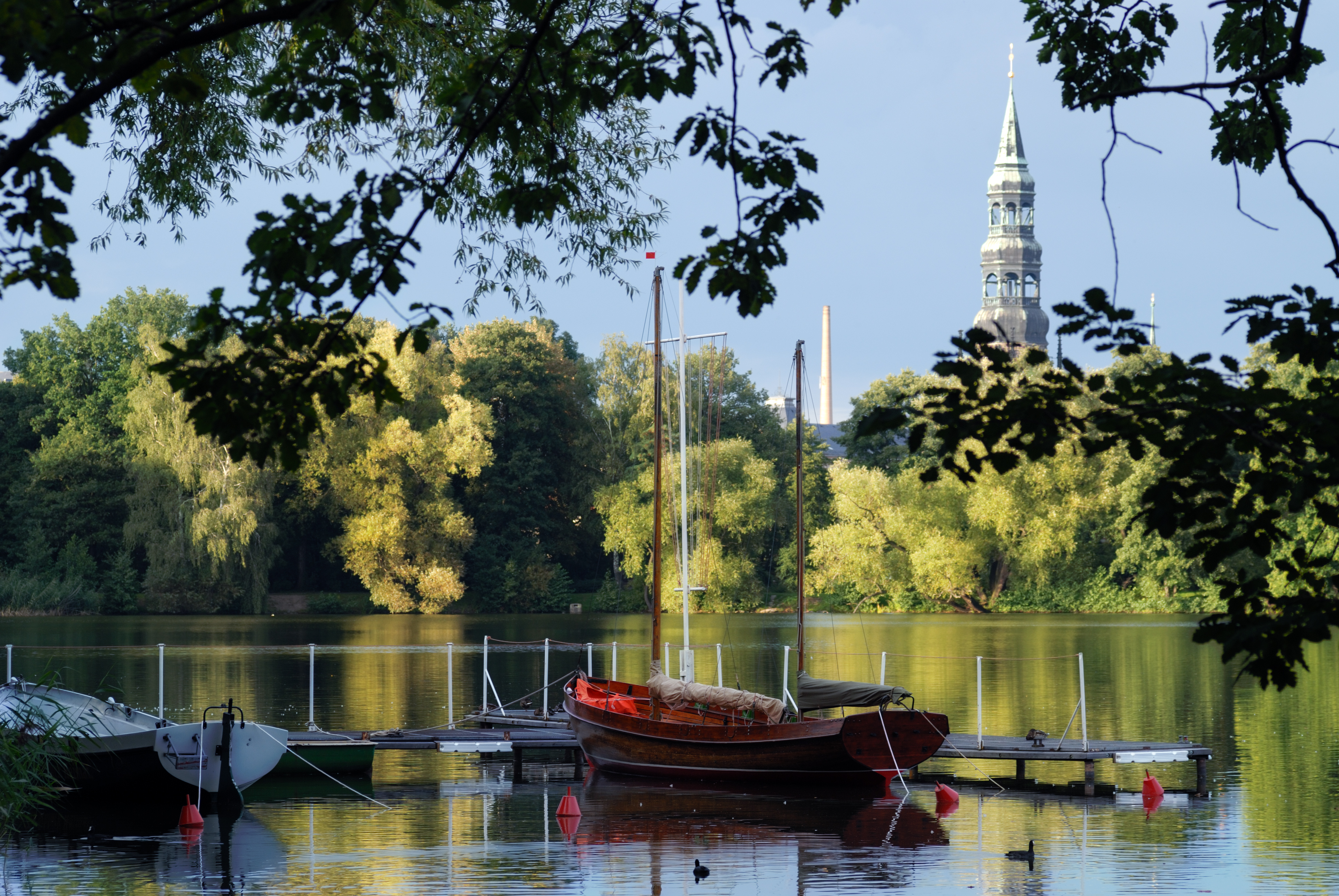
Schwanenteich
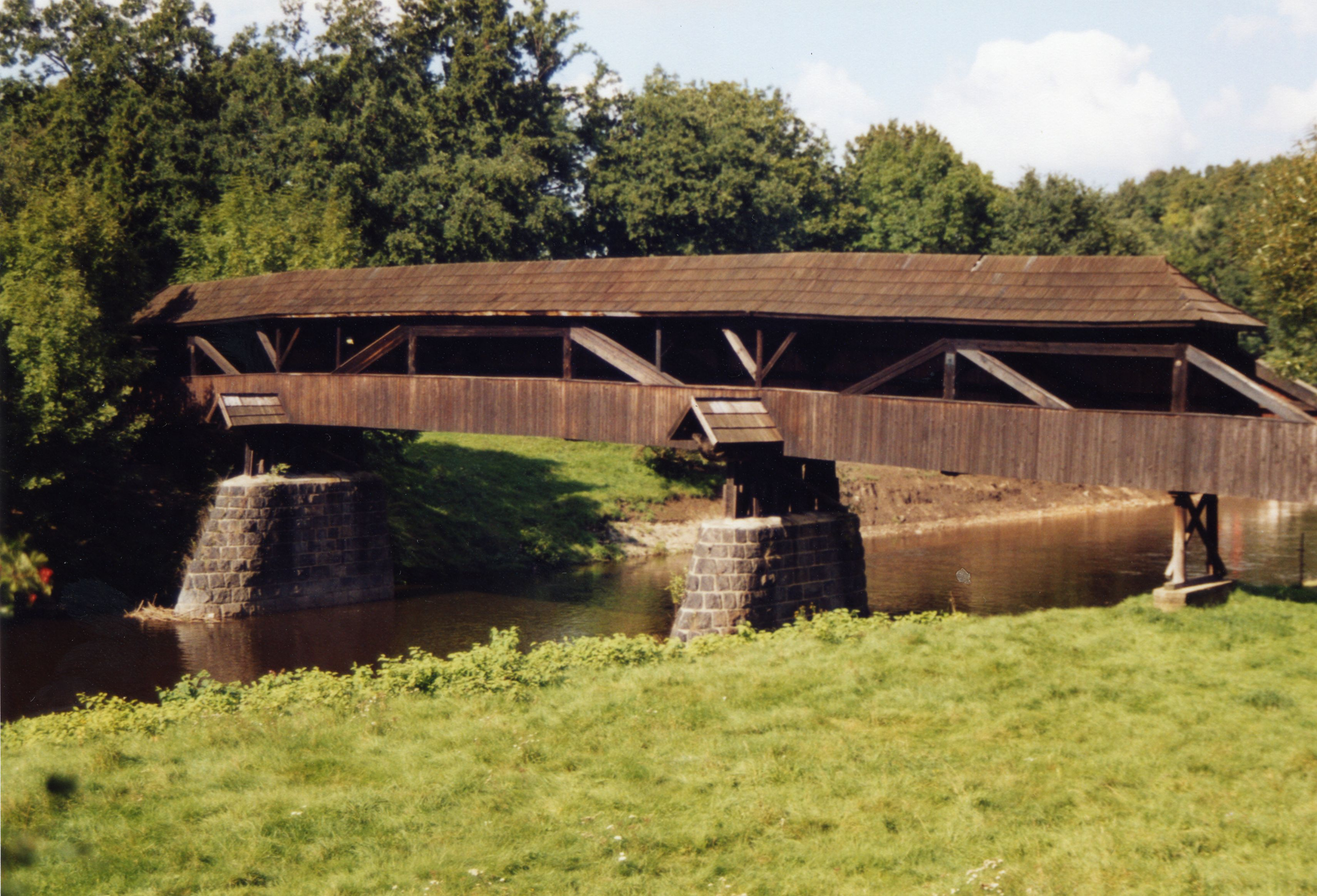
Der Röhrensteg
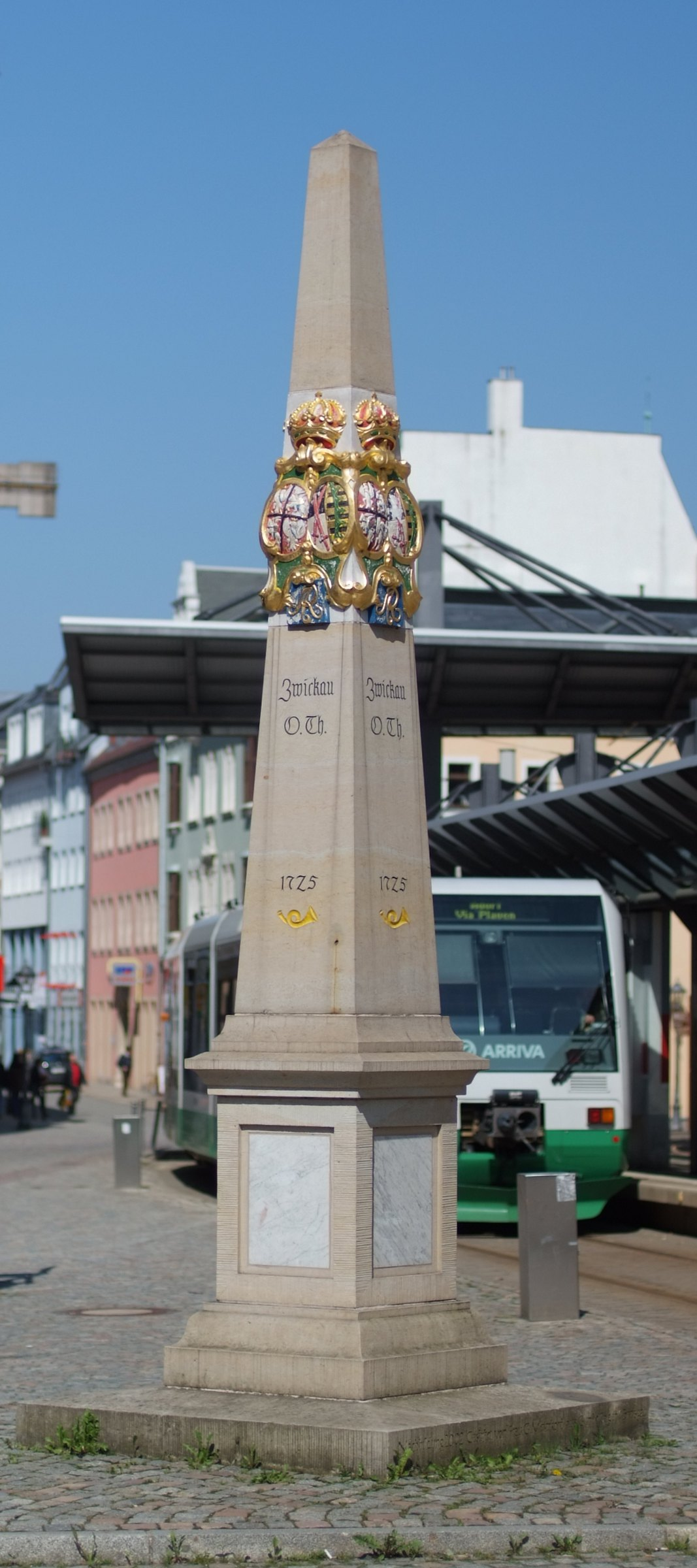
Postdistanzsäule

### Naturschutz
- Siehe auch: Liste der Naturdenkmale in Zwickau

### Wasserspiele
Insgesamt existieren gegenwärtig 18 öffentliche Wasserspiele, von denen aber nicht alle betrieben werden. Der hohe Unterhaltungs- und Wartungsaufwand wird zum Teil durch Sponsoren getragen.
- Fontäne auf dem Schwanenteich
- Brunnen der Freundschaft auf dem Schumannplatz
- Schwanenbrunnen an der Humboldtstraße
- Bierbrauerbrunnen von Joachim Harbort in der Katharinenstraße (1984 errichtet)[103]
- Tuchmacherbrunnen von Berthold Dietz in der Katharinenstraße (1984 errichtet)[103]
- Marktweiberbrunnen von Volker Beier in der Katharinenstraße (1984 errichtet)[103]
- Mühlrad auf dem Kornmarkt (1998 errichtet)[104]
- Kinderbrunnen von Berthold Dietz auf dem Hauptmarkt vor dem Gewandhaus (1968 errichtet)[105]
- Trinkbrunnen auf dem Hauptmarkt
- Wasser-Licht-Spiel auf dem Hauptmarkt, 2018 für 160.000 Euro errichtet (neun Sprudeldüsen, deren herabfallendes Wasser nach Einbruch der Dunkelheit durch eine fünfzig Meter lange geschwungene LED-Leuchtlinie bunt angestrahlt wird)[106][107]
- Flamingobrunnen auf dem Neuberinplatz
- Domhofbrunnen
- Amorbrunnen im Park „Neue Welt“ (früher Schwanenbrunnen; 1903 errichtet)[101][108]
- Wassergarten am Ärztehaus in Niederplanitz
- Fischbrunnen an der Äußeren Zwickauer Straße
- Wasserspiel in der kleinen Parkanlage an der Feuerwehr in Schlunzig[109]
- Forumbrunnen in Eckersbach
- Schwengelpumpe auf dem Fritscheplatz in Marienthal

- Schwanenbrunnen
- Bierbrauerbrunnen
- Tuchmacherbrunnen
- Marktweiberbrunnen
- Kinderbrunnen
- Flamingobrunnen

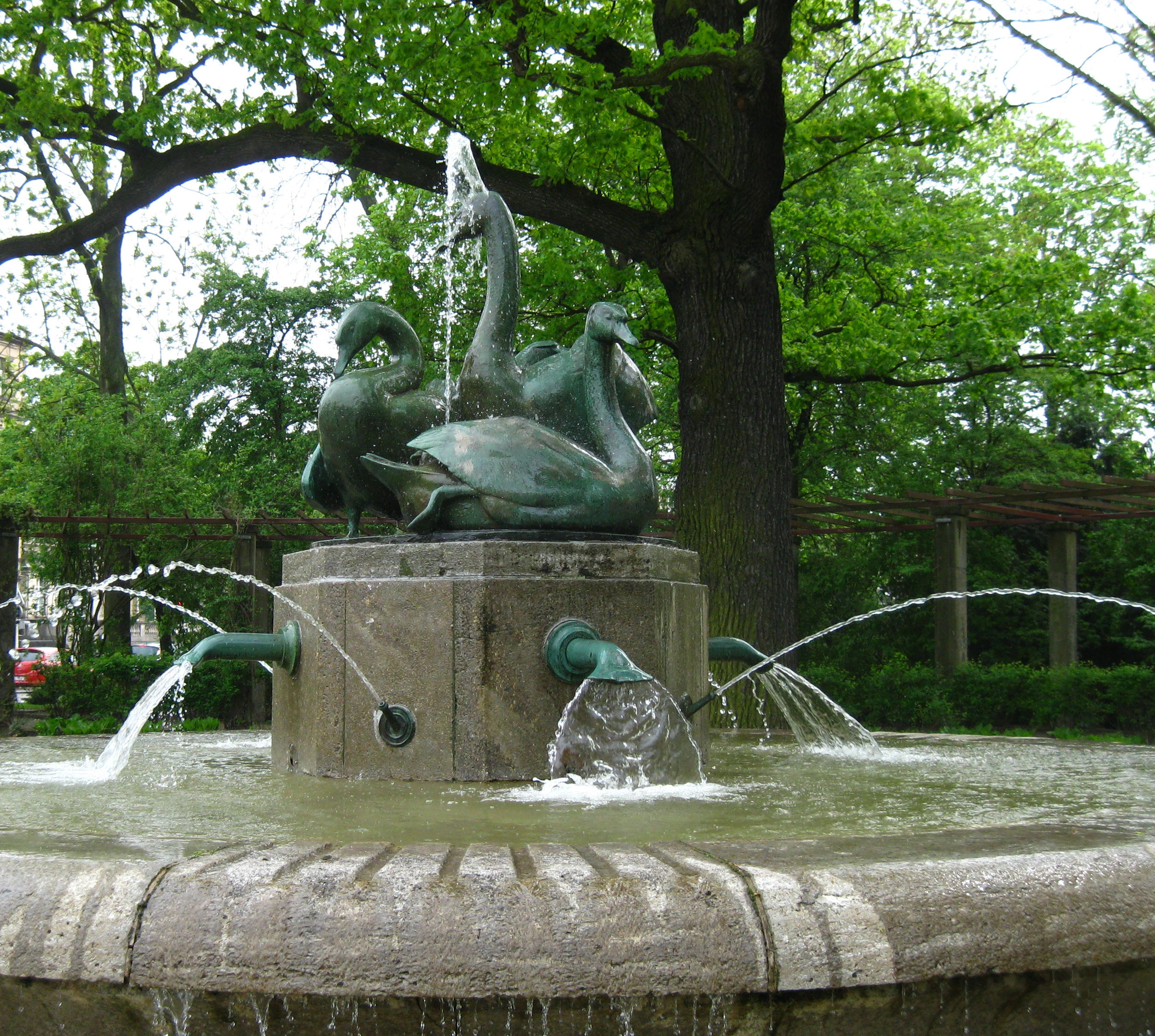
Schwanenbrunnen
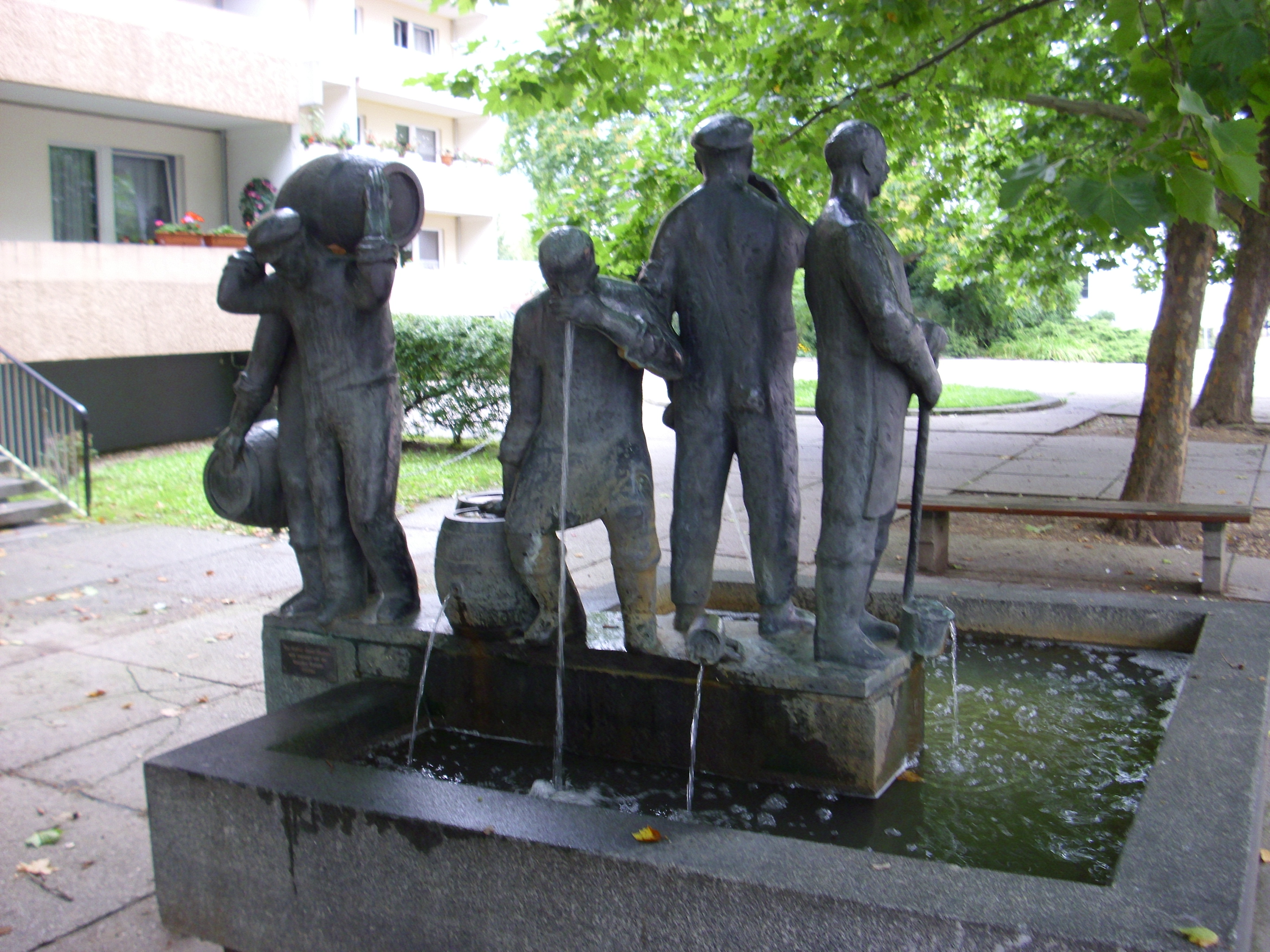
Bierbrauerbrunnen
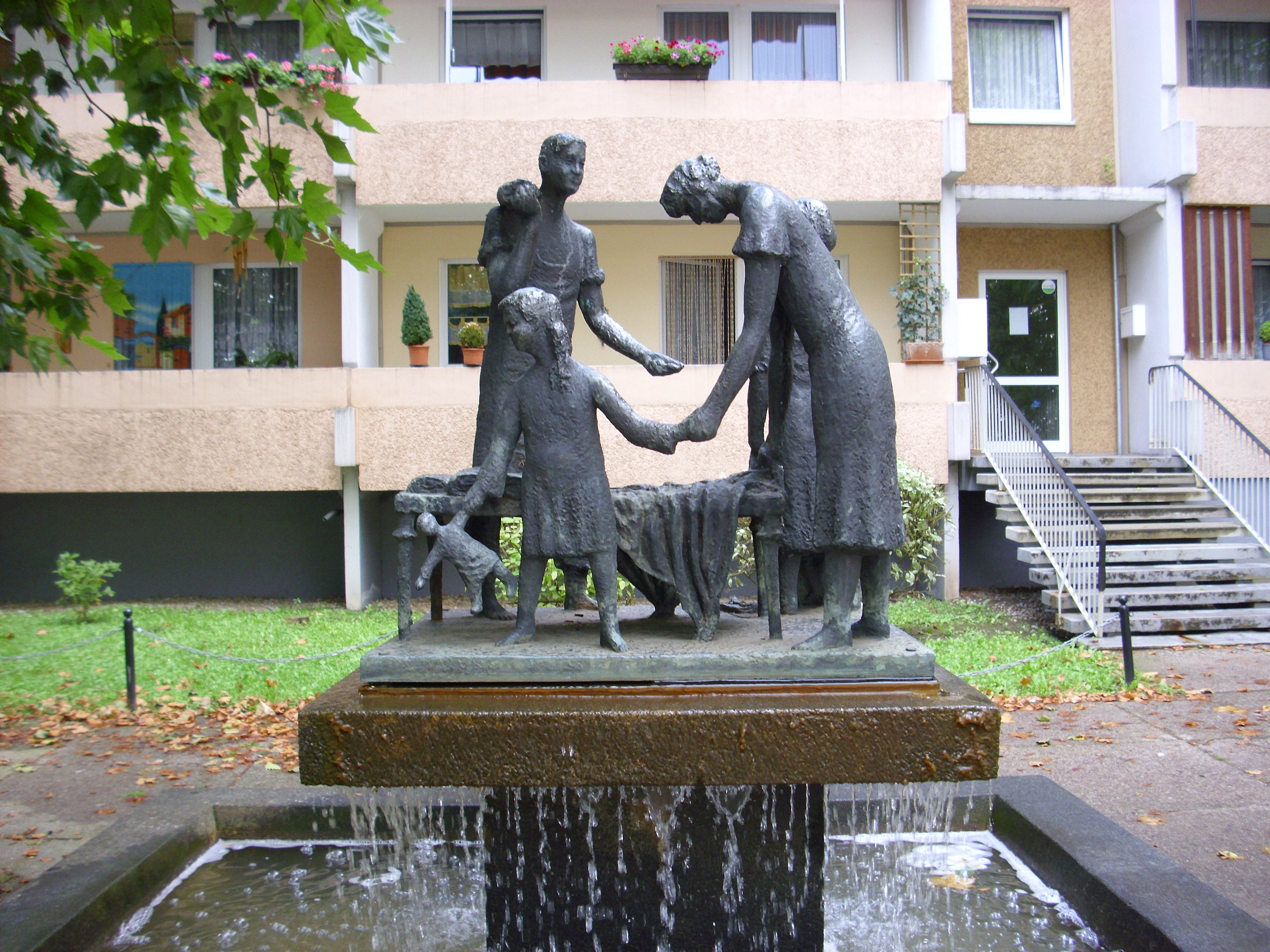
Tuchmacherbrunnen
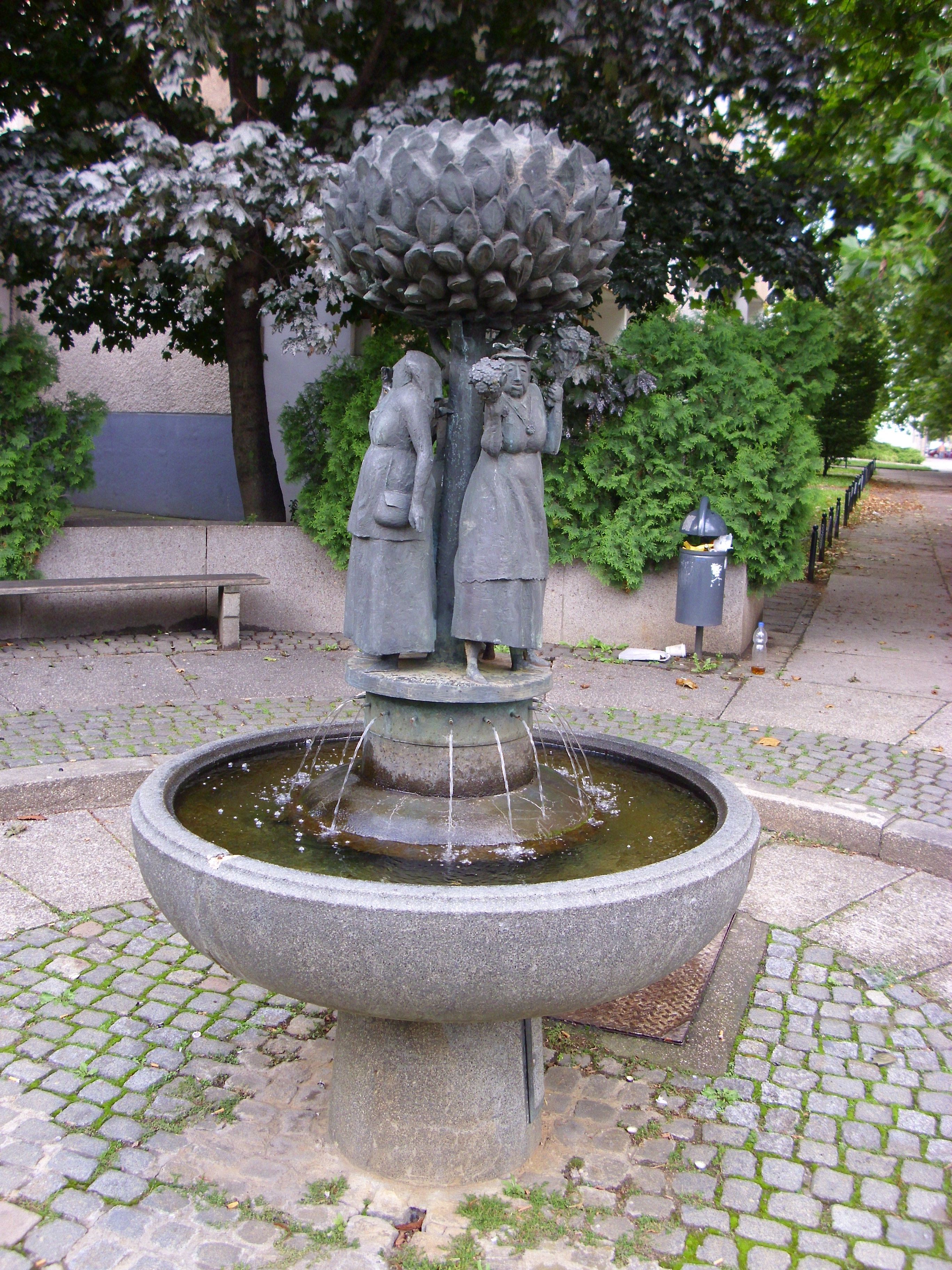
Marktweiberbrunnen
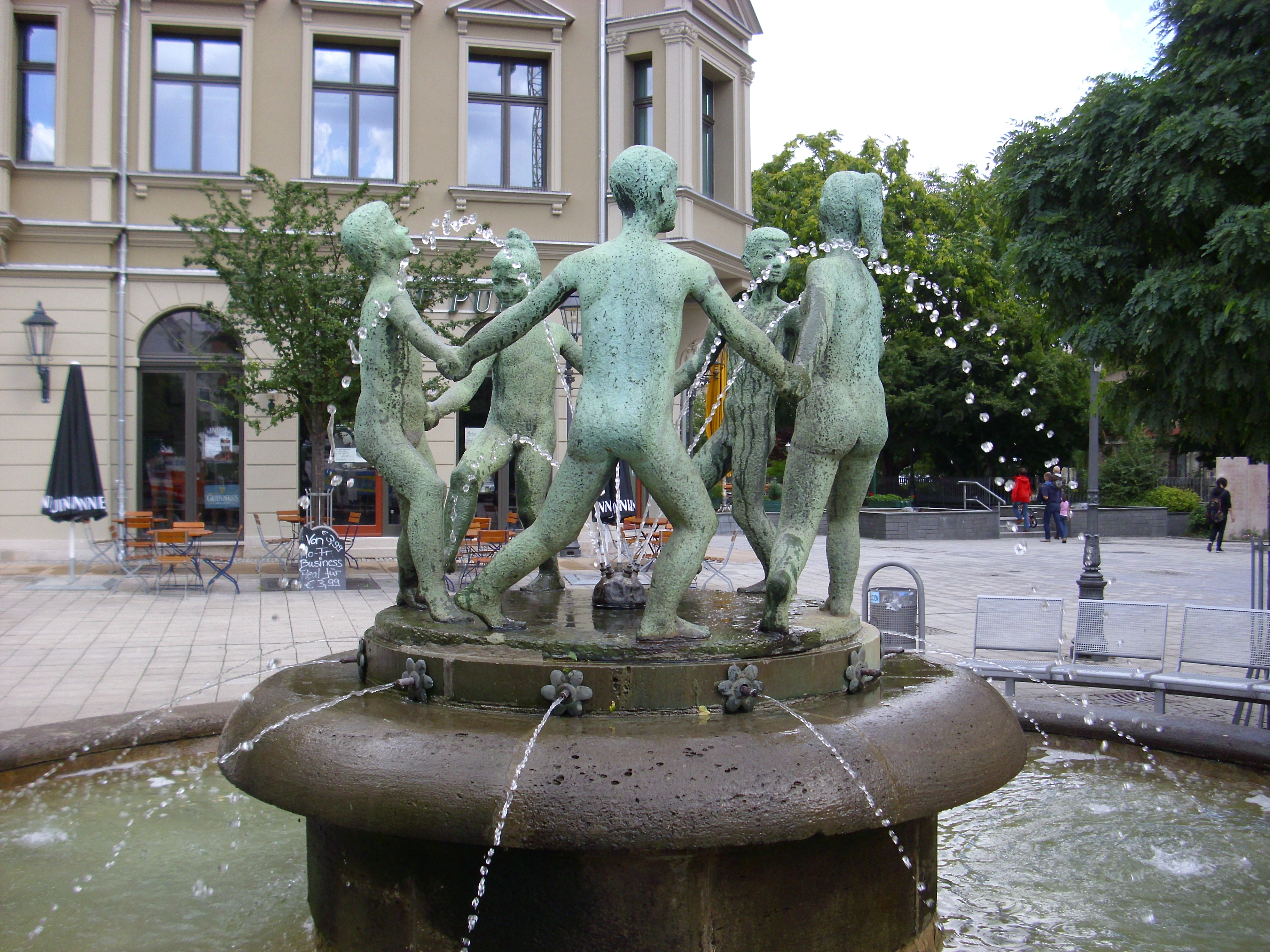
Kinderbrunnen
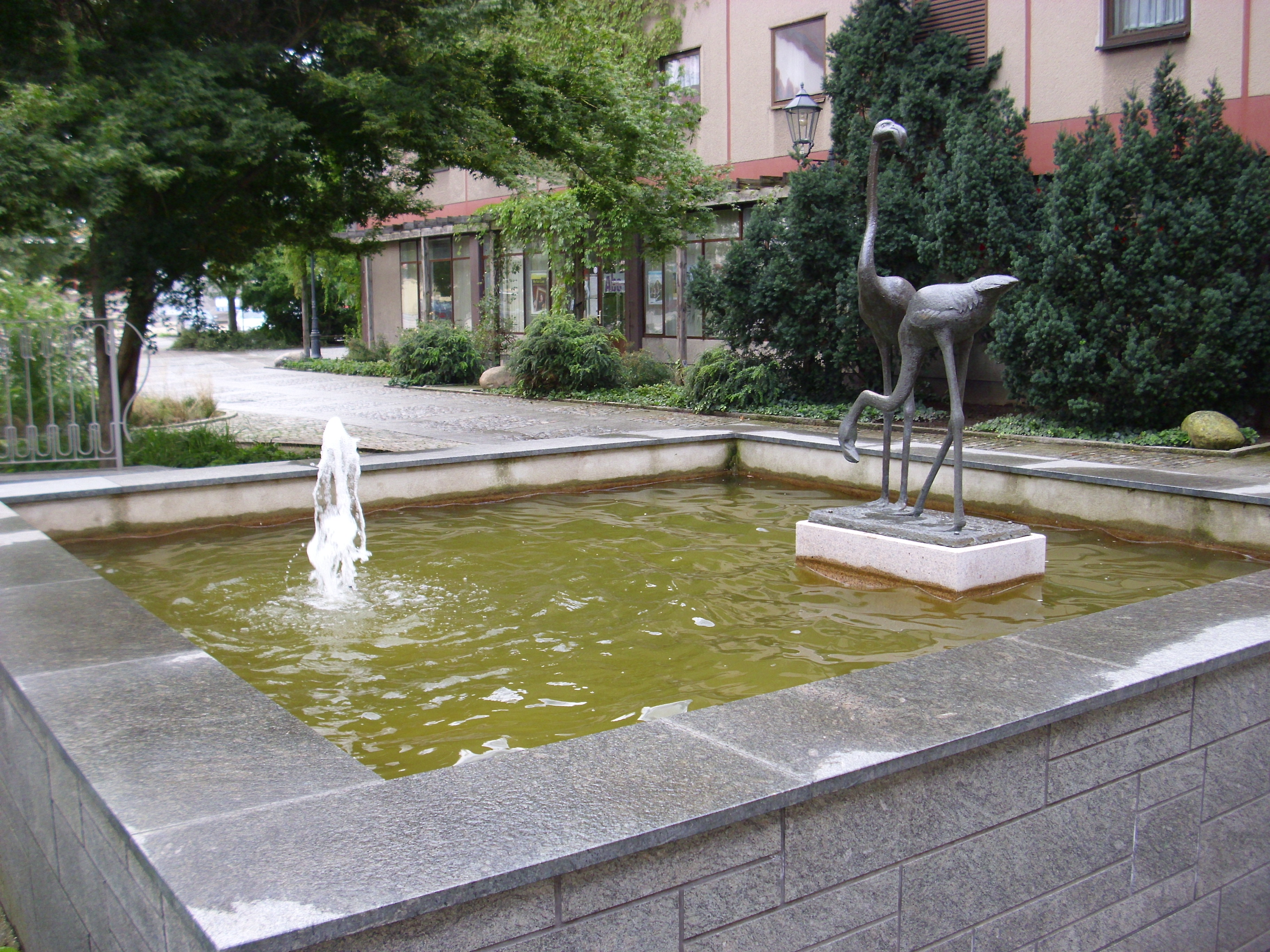
Flamingobrunnen

Früher existierten darüber hinaus im Bereich des Eckersbacher E5-Forums und der Albert-Funk-Straße noch der sogenannte Kunstbrunnen I an der Nordwand des Platzes und der Kunstbrunnen II im Einkaufsbereich (1988 errichtet, 2014/15 abgebaut), geschaffen von Heinrich Gebhardt (* 1944). Die Edelstahlstelen der beiden Kunstbrunnen, die an stilisierte Fahnenmasten und Wimpelstellen erinnern, wurden an der Makarenkostraße und direkt vor dem 2015/2016 errichtetem Stadion Zwickau wieder aufgestellt.
Der Anfang der 1980er-Jahre in einer Grünanlage an der Dortmunder Straße in Neuplanitz errichtete Kelchbrunnen wurde 2020 aufgrund baulicher und technischer Mängel abgerissen.

### Porzellanglockenspiel
Der Direktor der „Zwickauer Sanitas-Miederfabrik KG“, Walter Becher, stiftete 1962 ein Porzellanglockenspiel aus Meißner Porzellan, das in einem eigenen Turm am Schwanenschloss installiert wurde. Es besteht aus 25 Glocken. Im Jahr 1973 wurde es abgebaut und im Städtischen Museum eingelagert. Von 2000 bis 2008 waren die Glocken am Rathaus aufgehängt. Seit 2015 befindet sich das Glockenspiel auf dem Schumannplatz.

### Zerstörte Wahrzeichen

Schwanenschloss

- Denkmal der Arbeit: 1943 abgerissen. Die Bronzestatue eines Bergmanns mit Spitzhacke in der rechten Hand, geschaffen von dem Dresdner Bildhauer Hermann Alfred Raddatz, stand seit 1938 auf dem Hauptbahnhofsvorplatz und wurde 1943 eingeschmolzen.
- Bismarck-Denkmal: vermutlich 1943 abgerissen. Das 5,60 Meter hohe Denkmal von Josef Drischler bestand aus einer 2,80 Meter hohen Bronze-Figur auf einem Granitsockel und wurde am 1. April 1898 eingeweiht. Es befand sich auf dem damaligen Kaiser-Wilhelm-Platz (heute Schumannplatz) mit Blickrichtung zum Neumarkt. Es wurde vermutlich 1943 eingeschmolzen und das Metall für die Rüstungsindustrie verwendet.[115][116]
- Bismarcksäule: 1964 abgerissen. Der erste deutsche Reichskanzler und Reichsgründer Otto von Bismarck war Zwickauer Ehrenbürger. Ihm zu Ehren wurde auf dem Windberg gegenüber dem Windberghaus im September 1900 ein zwölf Meter hoher Turm mit Feuerschale eingeweiht. Wegen der Erinnerung an die Reichsgründung wurde das Bauwerk auf Anordnung der SED-Kreisleitung entfernt.[117][118]
- Lindenhof: 2003 abgerissen. Das Varieté-Theater wurde am 7. Oktober 1893 eröffnet, nach dem Zweiten Weltkrieg unter erheblichen Anstrengungen wiederaufgebaut.
- Schwanenschloss: 1993 abgerissen. Es war eines der bekanntesten Zwickauer Wahrzeichen, das 1836 errichtet wurde und dessen ursprüngliche Bauausführung auf einen Entwurf des Zwickauer Ehrenbürgers und Architekten Emil Gutwasser zurückgehen soll. 1861 und 1886 wurde das Bauwerk leicht verändert und erhielt 1903 eine Säulen-Kolonnade. Während der DDR-Zeit wurde das imposante Gebäude als Pionierhaus Wilhelm Pieck genutzt. Nach der Wende wurde es nicht mehr unterhalten und verfiel zusehends. Schließlich wurde das baufällig gewordene Gebäude abgerissen.
- Stalinpavillon: 1986 abgerissen. Es handelte sich um einen zweigeschossigen begehbaren Rundbau mit einem spitzen Dach, das wie ein Obelisk emporragte und einen roten Stern trug. Der Pavillon befand sich auf dem damaligen Karl-Marx-Platz (heute Schumannplatz), wurde gelegentlich für Ausstellungen genutzt und 1986 durch den Brunnen der Freundschaft von Erika Matthes und Joachim Harbort ersetzt.[116]
- Altes Zollhaus: 2004 abgerissen. Es beherbergte sowohl das Königlich-Sächsische Hauptsteueramt als auch das Hauptzollamt. Landesdenkmalbehörde und die städtische Denkmalbehörde erwirkten zunächst einen Abrissstopp. Eine denkmalschutzrechtliche Baugenehmigung hatte es nicht gegeben. Schließlich hatte das Bauordnungsamt die Genehmigung zum Bau einer Handelseinrichtung hier im Stil des alten Bauwerkes erteilt. Der Neubau fügt sich architektonisch in das Gesamtensemble eingangs der Inneren Plauenschen Straße ein. Der Eckturm mit dem symbolischen Dreigesicht und Bestandteile der alten Bausubstanz wurden wiederverwendet.[119]

### Bekannte Künstler

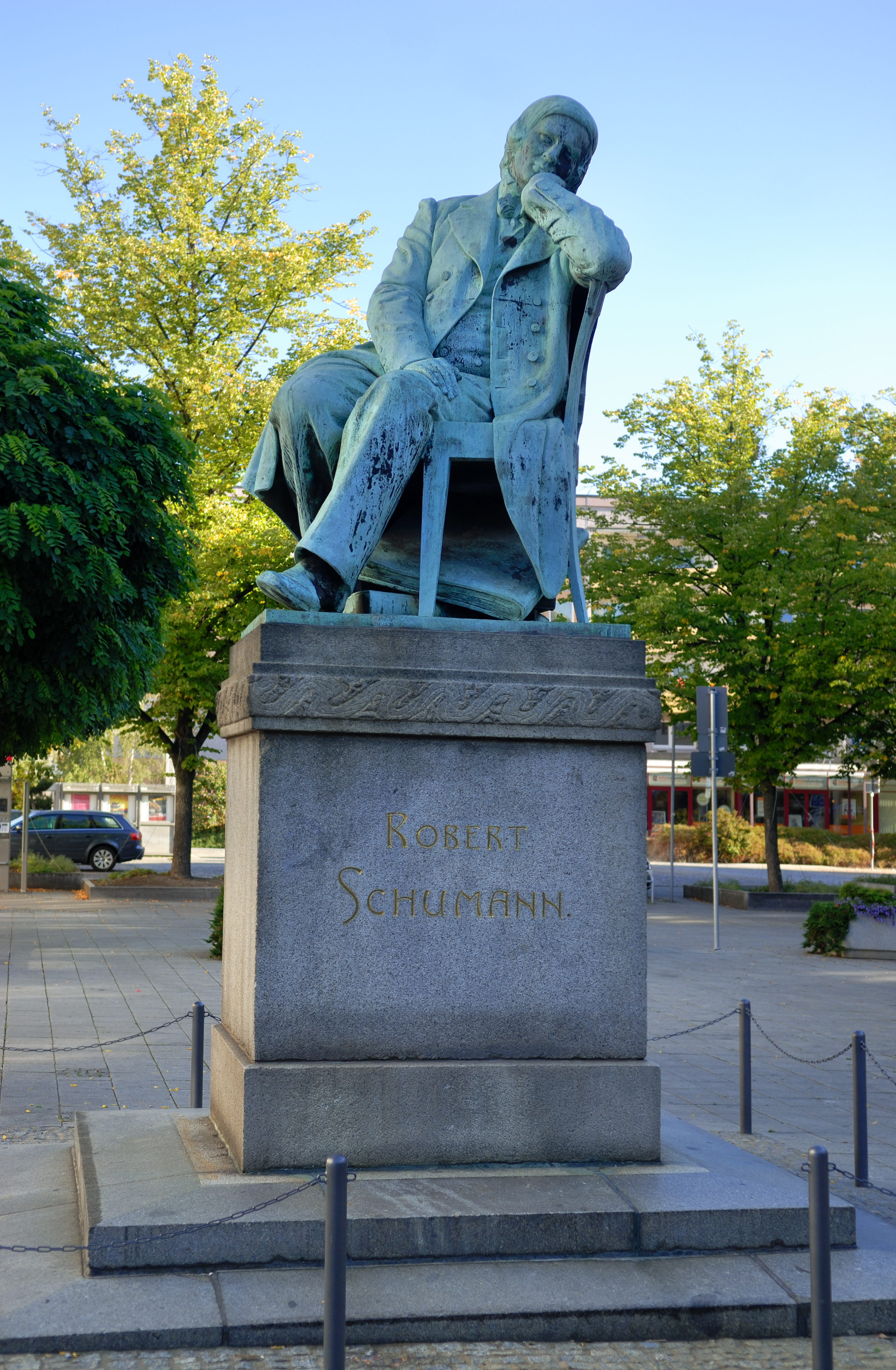
Robert-Schumann-Denkmal von Johannes Hartmann

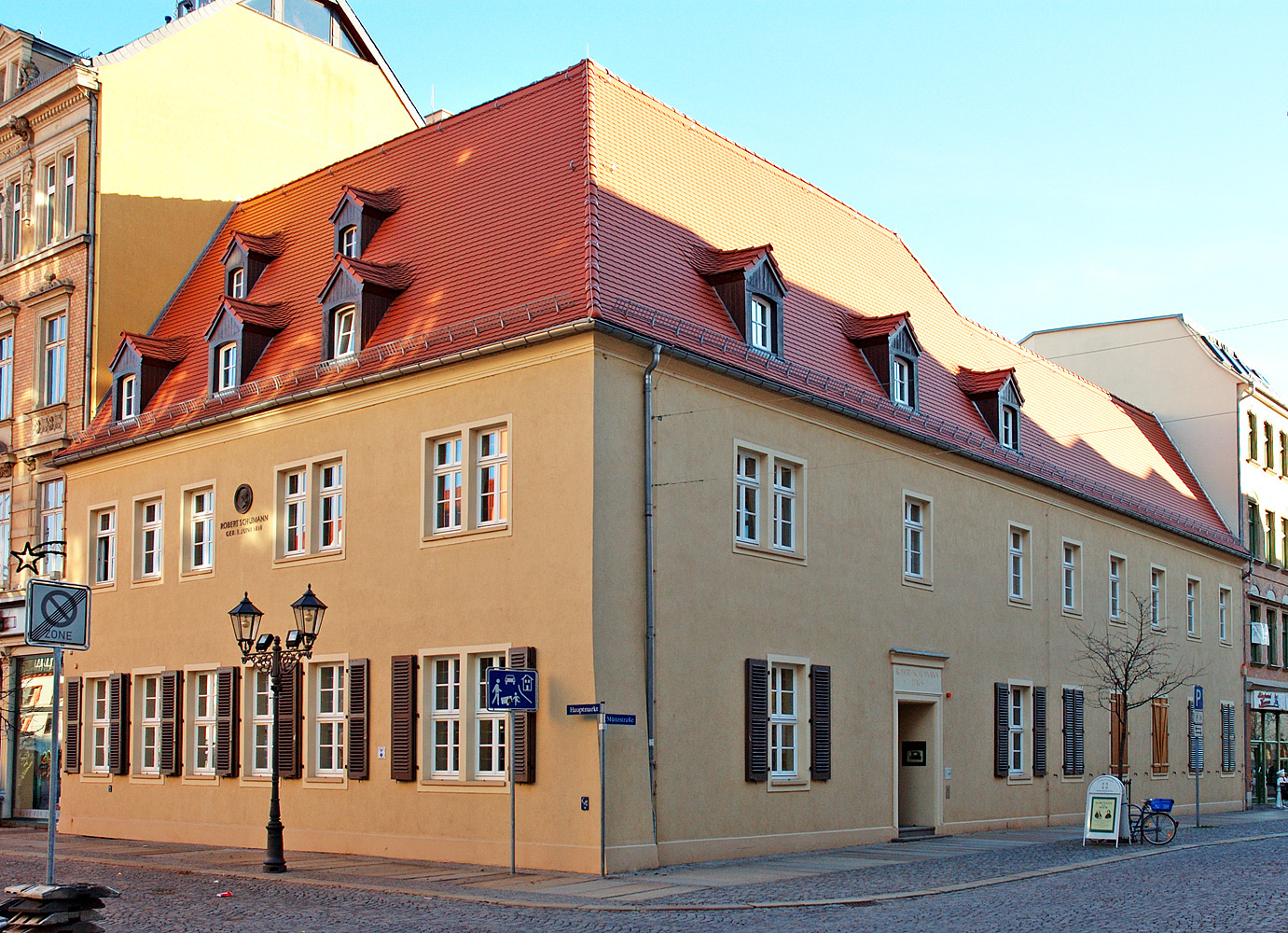
Robert-Schumann-Haus

In Zwickau wurde 1810 der international bekannteste Sohn der Stadt, der Komponist der Romantik, Robert Schumann, geboren. Sein Geburtshaus, das Robert-Schumann-Haus, befindet sich im Zentrum am Hauptmarkt/Ecke Münzstraße. Schumanns Vater, August Schumann, hatte hier einen Verlag mit angeschlossenem Buchhandel und war der erste deutsche Taschenbuchverleger. Das Robert-Schumann-Haus ist ein Museum, das den weltweit größten Bestand der früheren Taschenbücher sowie die umfangreichste Sammlung aus dem Nachlass des Komponisten und seiner Ehefrau Clara beherbergt. Am Schumann-Haus ist auf der Hauptmarktseite ein Porträtrelief nach dem Entwurf von Ernst Rietschel aus Dresden angebracht. Dieses Motiv wurde aus Anlass des 200. Geburtstages des Komponisten auf der 2010 von der Hamburger Münzprägeanstalt herausgegebenen silbernen 10-Euro-Münze verwendet, deren Münzrand in vertiefter Prägung mit dem Zitat: „TÖNE SIND HÖHERE WORTE“ aus dem Tagebuch des achtzehnjährigen Schumann verziert ist.
Zwickau ist die Heimat von zwei expressionistischen Malern: Fritz Bleyl (1880–1966), Architekt und Maler, war 1905 einer der Gründer der Dresdner Künstlervereinigung „Die Brücke“. Der Maler und Grafiker Max Pechstein (1881–1955) wurde bald darauf Mitglied der Künstlervereinigung. Für die Nationalsozialisten waren diese Bilder „entartete Kunst“. 1947 ernannte die Stadt Max Pechstein zum Ehrenbürger und stiftete zu seinen Ehren den Max-Pechstein-Preis.

### Kultureinrichtungen
- Freilichtbühne: Die 1957 eröffnete Freilichtbühne liegt am südwestlichen Ende des Schwanenteichs inmitten der Parkanlagen. Angelegt wurde sie nach dem Vorbild antiker Amphitheater in Halbkreisform. Der Betrieb erfolgt durch die Kultour Z. GmbH, welche in den Sommermonaten Veranstaltungen für bis zu 2900 sitzende oder 5000 stehende Besucher ausrichtet. Hierzu zählen Konzerte, Theateraufführungen oder Live-Übertragungen wie zur Fußball-WM 2006 & 2010. Im Obergebäude befinden sich technische Betriebsräume, ein Cateringbereich und Besuchertoiletten. Hinter der temporär aufgebauten Bühnenkonstruktion liegen Künstlergarderoben und Lagerräume.[121]
- Gewandhaus: 1525 erbaut, war es seit 1823 städtisches Theater als Theater auf dem Gewandhaus mit 400 Sitzplätzen im Parkett und Rang. Das Gebäude besitzt nicht die typische Theaterbauform; es hat keinen Bühnenturm. Zum Haus gehören: Malsaal, Probebühnenanbau und ein Werkstattgebäude. Es ist ein Dreispartentheater (Ballett, Musiktheater und Schauspiel). Der Spielbetrieb des Theaters Zwickau erfolgt in Kooperation mit dem Theater Plauen unter dem Namen Theater Plauen-Zwickau.[122]
- Johannisbad
- Konzert- und Ballhaus „Neue Welt“: Das 1903 eröffnete Ballhaus gilt mit seinem Terrassensaal im Jugendstil als eines der schönsten Konzerthäuser Sachsens. In einer großen Erweiterungsmaßnahme bis 1983 wurden der Flachanbau mit dem darin befindlichen Foyer, einem Restaurant und Cafe, sowie der hinter dem Saal befindliche Verwaltungsanbau ergänzt, welcher zu einer deutlichen Vergrößerung der Bühne beitrug und das Objekt um Obermaschinerie, Künstlergarderoben und Büros erweiterte. In einem weiteren Umbau wurden das Restaurant und das Cafe zu einem Tagungsraum, dem „Salon“ und weiteren Lagermöglichkeiten umgestaltet. Seit 1999 wird die „Neue Welt“, wie auch die Stadthalle und Freilichtbühne, durch die Kultour Z. GmbH betrieben.[123]
- Puppentheater: Das Puppentheater war einst im alten Bibliotheksgebäude am Dr.-Friedrichs-Ring ansässig, bis es 1987 in einen Neubau direkt hinter dem Gewandhaus umzog. Bis 2016 war es Bestandteil des Theaters Plauen-Zwickau.[124]
- Stadthalle Zwickau
- Filmpalast Astoria Zwickau
- Tivoli

### Museen und Sammlungen

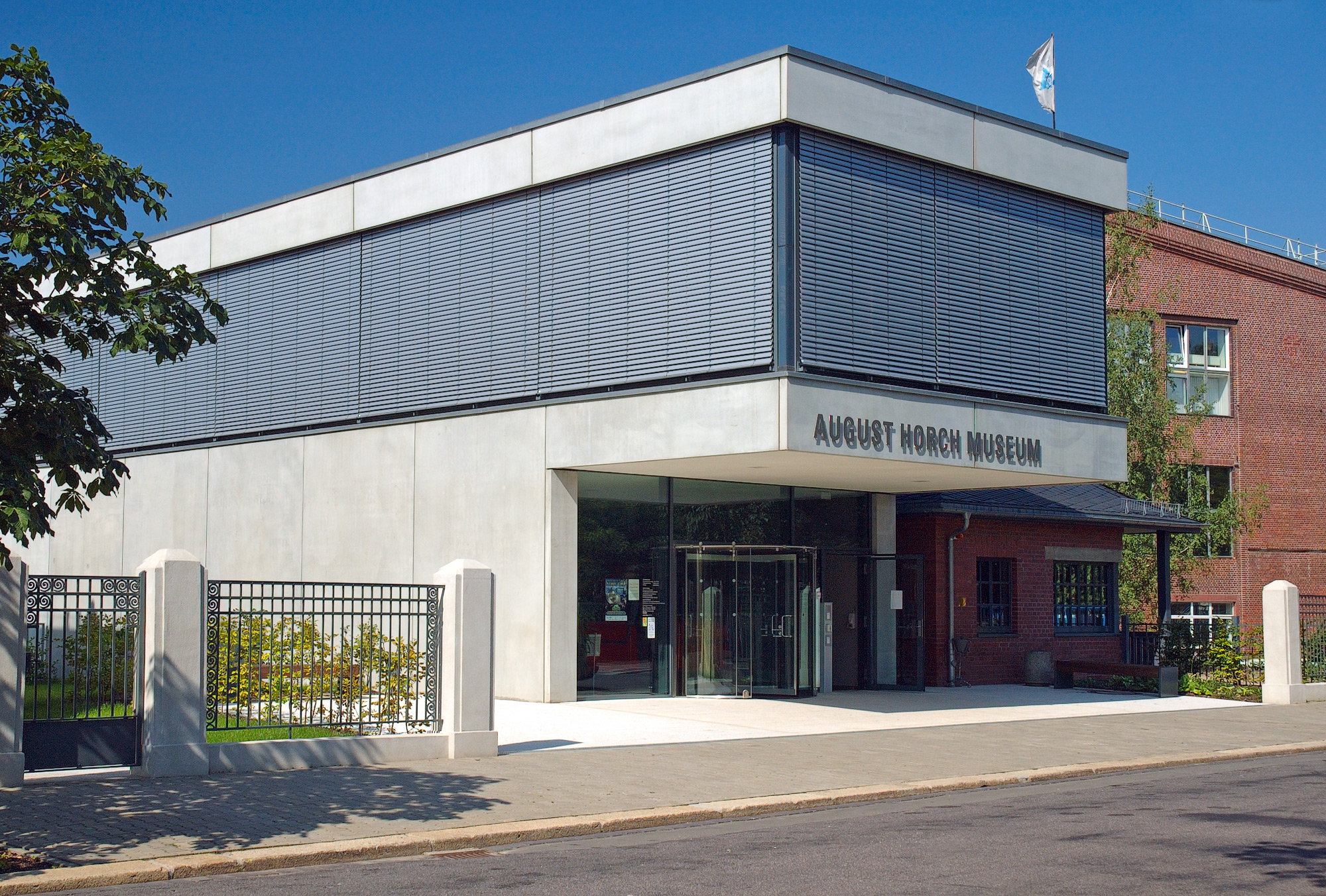
Das August-Horch-Museum

- August-Horch-Museum, das Automobilmuseum in der Audistraße ist ein Ankerpunkt in der Europäischen Route der Industriekultur (ERIH)
- Galerie am Domhof (vormals Ausstellungssaal des Zwickauer Kunstvereins), dient heute neben Vortragsveranstaltungen den Aktivitäten zeitgenössischer Kunst im Bereich Malerei und Graphik sowie Musik.[125]
- Kunstsammlungen Zwickau, ehemaliges König-Albert-Museum am heutigen Platz der Völkerfreundschaft, umfangreiche ständige Gemäldeausstellung, darunter Werke des in Zwickau geborenen Brücke-Malers Max Pechstein sowie eine regionale geowissenschaftliche Sammlung, welche auf die 1868 durch Schenkung in den Besitz der Stadt Zwickau gelangte Mineraliensammlung des Zwickauer Bergfaktors Ernst Julius Richter zurückgeht[126]
- Priesterhäuser, Ausstellung zur Stadtgeschichte am Domhof gegenüber der Stadtkirche St. Marien.[127]
- Ratsschulbibliothek Zwickau, eine der ältesten öffentlichen wissenschaftlichen Bibliotheken in Deutschland, die im Jahr 1498 erstmals erwähnt wurde. Sie verfügt über wertvolle Altbestände[128] mit frühen Drucken und Handschriften sowie über einen OPAC.[129]
- Robert-Schumann-Haus, Museum mit der weltweit größten Sammlung aus dem Besitz der Familien Schumann und Wieck.[130]
- Stadtarchiv Zwickau, beherbergt Archivalien aus einem Zeitraum von über 500 Jahren Stadtgeschichte, darunter wertvolle historische Urkunden; es verfügt über eine eigene Bibliothek und ist Herausgeber der regionalhistorischen Schriftenreihe Cygnea.[131]
- Auf dem Gelände des ehemaligen Pionierlagers auf dem Windberg hat ein Verein für „Living History“ die Westernstadt Wild East-Town errichtet, die auch musealen Charakter hat.
- Die Automobile Trabant Ausstellung war an der Uhdestraße 11.[132] Sie bestand von 2002 bis zum 30. Oktober 2017 und hatte etwa 75.000 Besucher.[133] Gezeigt wurden über 20 Fahrzeuge des Trabant.[134]

### Gedenkstätten

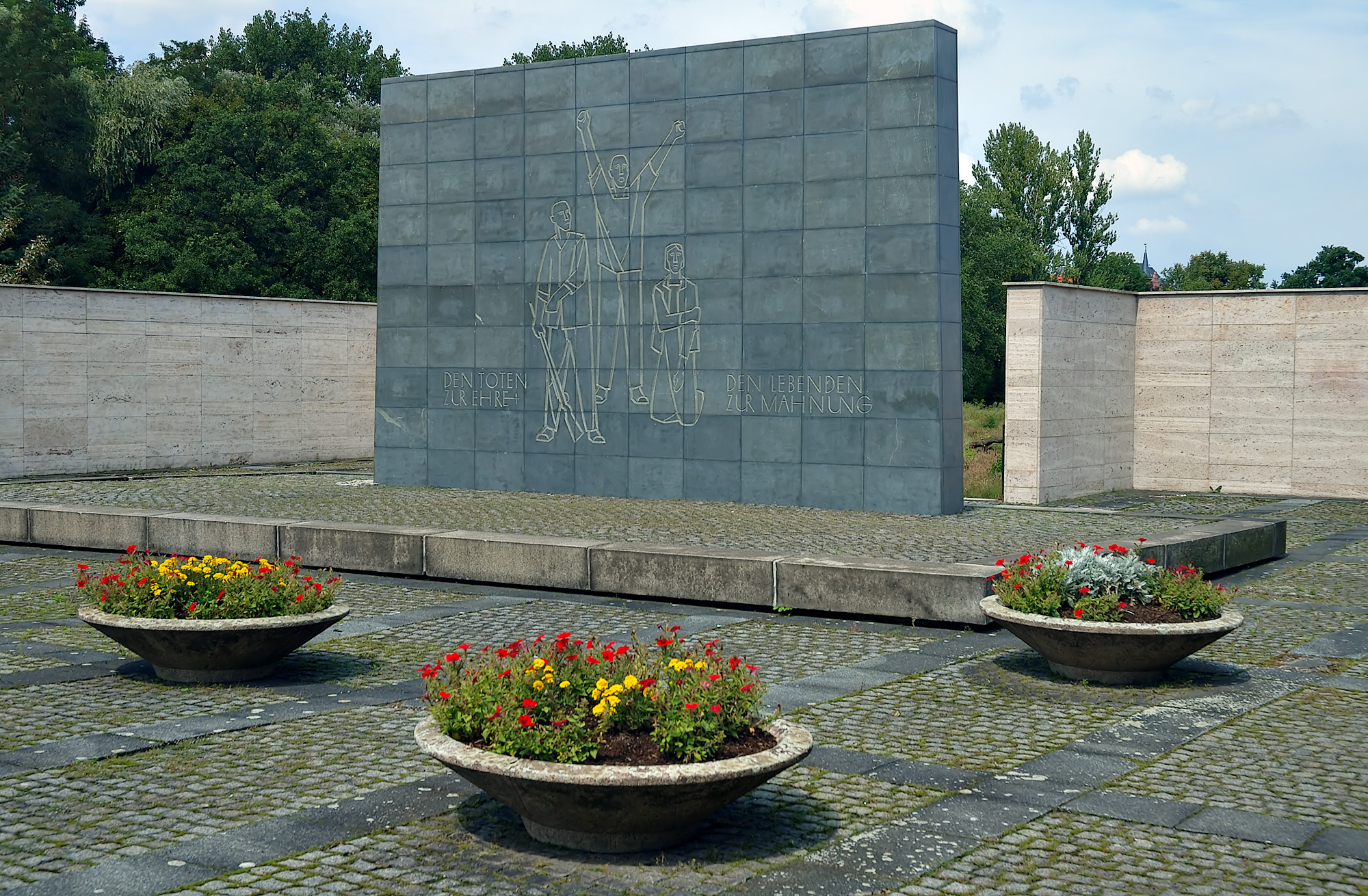
Gedenkstätte für die Opfer des Faschismus am Schwanenteich

- Der Colombstein im Stadtteil Pöhlau erinnert seit 1863 an die Liquidation eines militärischen Nachschubtransportes französischer Truppen im Jahr 1813.
- Kriegerdenkmal aus dem Jahr 1922 im Schwanenteichpark zu Ehren der im Ersten Weltkrieg gefallenen Soldaten des in Zwickau stationierten 9. Infanterie-Regiments Nr. 133
- Gedenkplatte mit Davidstern aus dem Jahr 1993 von dem Bildhauer Jo Harbort, eingelassen in den Fußweg vor dem Haus Katharinenstraße 13, erinnert an den Betsaal der Jüdischen Gemeinde.
- Gedenktafel am ehemaligen Polizeipräsidium, Georgenplatz 1, erinnert an die bei der Polenaktion 1938 dort internierten und dann abgeschobenen 68 polnischen Juden der Stadt.
- VVN-Mahnmal aus dem Jahr 1948 am Schwanenteich im Stadtpark erinnert an 325 Opfer des Faschismus der Stadt und des Kreisgebietes, von denen viele dort beigesetzt sind.
- Gedenkort für die Opfer des NSU(Lage)[135]

### Musik- und Kunstvereine
- Das Jugendblasorchester Zwickau ging aus einem 1962 gegründeten Schulorchester hervor. Zum Orchester gehören verschiedene Ensembles, darunter ein Kinderorchester und ein Schulorchester. Die Musiker nehmen regelmäßig an musikalischen Wettbewerben in der Region teil.
- Der Männerchor Liederkranz 1843 Zwickau e. V. wurde 1843 gegründet; er erhielt 2019 das Goldene Diplom beim Internationalen Johannes-Brahms-Chorfestival in Wernigerode.[136]
- Der Schwanenschloß Kinder- und Jugendchor Zwickau, der aus verschiedenen Chören (Vorschulchor, Kleiner Kinderchor, Kinderchor und Jugendchor) besteht, kann auf eine 50-jährige Geschichte zurückblicken.
- Der bereits von 1864 bis 1938 existierende Kunstverein Zwickau wurde 1991 neu gegründet und hat seinen Sitz in der Galerie am Domhof. Dazu gehört auch das Förderstudio für Malerei und Graphik.[137]
- Der Verein Freunde Aktueller Kunst wurde 1998 gegründet und erregte mit seinen Ausstellungen überregionale Aufmerksamkeit.

### Regelmäßige Veranstaltungen
- Internationaler Robert-Schumann-Wettbewerb für Klavier und Gesang, Vier-Jahres-Turnus, Juni
- Internationaler Robert-Schumann-Chor-Wettbewerb, Vier-Jahres-Turnus
- Zwickauer Musiktage (Schumann-Fest), jährlich im Juni
- „Young Lion“-Bandwettbewerb des Vereins Alter Gasometer und des FAB Crimmitschau e. V.
- Zwickauer Stadtfest, jährlich im August, ab 2026 nur noch aller zwei Jahre im Wechsel mit dem Historischen Markttreiben[138]
- Sachsen-Classic Zwickau – Dresden, Wettbewerb für historische Fahrzeuge, jährlich im August
- AvD-Sachsen-Rallye. Lauf zur Deutschen Rallye-Meisterschaft (DRM) und weiterer kleinerer Rallyeserien

## Persönlichkeiten

### Söhne und Töchter der Stadt
Bekannte Personen, die in Zwickau geboren wurden, sind u. a. der sächsische Kaufmann, Bergwerksbesitzer und Amtshauptmann zu Zwickau Martin Römer, der spätgotische Bildhauer Peter Breuer, der Komponist Robert Schumann, der Künstler Max Pechstein und der Schauspieler Gert Fröbe.

### Persönlichkeiten, die mit der Stadt in Verbindung stehen
Die Stadt kennt die Namen vieler bedeutender Persönlichkeiten, die zwar nicht in Zwickau geboren, hier jedoch gelebt und gewirkt haben und sie durch ihren Genius loci entscheidend geprägt haben. Zum Teil sind sie sogar als Ehrenbürger der Stadt ausgezeichnet oder haben durch ihr Wirken den Namen der Stadt Zwickau weit über ihre Grenzen hinaus bekannt gemacht. Darunter sind der in Zwickau als Pfarrer wirkende spätere Protagonist des Deutschen Bauernkrieges Thomas Müntzer, der Vater der Mineralogie Georgius Agricola, der Protagonist der Märzrevolution von 1848 Robert Blum, der Ehren- und Oberbürgermeister der Stadt Lothar Streit und der Gründer des Zwickauer Automobilbaus August Horch. Salman Schocken erwarb 1937 die Tageszeitung Haaretz in Tel Aviv, die bis heute als liberal gilt. Zu nennen sind auch die Malerin und 1998 ernannte Ehrenbürgerin Tatjana Lietz und der Kabarettist Bernd-Lutz Lange, dessen Bücher über seine Kindheit vom Stolz auf seine Stadt Zwickau künden.

### Ehrenbürger
Ehrenbürger werden durch den Zwickauer Stadtrat auf Lebenszeit berufen. Personen, die durch ihr herausragendes Wirken die Entwicklung und das Ansehen der Stadt besonders gefördert haben, kann diese Ehrenauszeichnung verliehen werden.
Derzeit hat die Stadt vier Ehrenbürger: 1976 erhielt diese Würdigung Jürgen Croy. Im Jahr 2002 ging die Auszeichnung an Erwin Killat, 2003 erhielt diese Ehre Rainer Eichhorn und 2019 Bernd-Lutz Lange. Soweit bekannt wurde diese Auszeichnung zum ersten Mal 1832 an Friedrich Christian von Liebenau verliehen. 48 weitere ausgezeichnete Ehrenbürger sind inzwischen verstorben.

## Als Namensgeber
- Zwickau in Straßennamen
- Fahrzeuge namens Zwickau
- Zwickauer Hütte